# Zoo Duisburg
Koordinaten: 51° 26′ 7″ N, 6° 48′ 19″ O
Der Zoo Duisburg wurde am 12. Mai 1934 von Duisburger Bürgern gegründet. Bekannt ist der Zoo für sein Delfinarium und die in Deutschland erste dauerhafte und lange Zeit einzige Haltung von Koalas. Daneben werden zahlreiche zoologische Raritäten gehalten, wie z. B. Riesenotter aus Südamerika, Bärenstummelaffen und Roloway-Meerkatzen aus Afrika, Fossas aus Madagaskar, Nebelparder aus Asien oder Wombats aus Australien.

## Lage und Anreise
Der Zoo befindet sich am nördlichen Rand des Duisburger Stadtwalds an der Grenze zu Mülheim an der Ruhr und tangiert den nördlichen Campus der Universität Duisburg-Essen. Die Bundesautobahn 3 trennt den Zoo in einen westlichen und einen östlichen Teil, die über eine begrünte Landschaftsbrücke verbunden sind. Über die Ausfahrt Duisburg-Kaiserberg können Besucher mit Pkw anreisen. Die Linie 901 der Straßenbahn Duisburg hält am Eingang und verbindet mit den Hauptbahnhöfen von Duisburg und Mülheim. Die Fläche des Zoos beträgt circa 16 Hektar.

## Geschichte

### Gründerjahre des Zoo Duisburg
Gegründet wurde der Zoo Duisburg im Jahr 1934 auf Initiative des Duisburger Tierparkvereins als Duisburg-Hamborner Tierpark. Der erste Direktor war Eduard Wiedemann, der jedoch 1942/43 zum Zoo Wuppertal wechselte, worauf der Zoo bis 1946 kommissarisch vom Vorstand des Tierparkvereins geleitet wurde. Anfänglich wurden vornehmlich heimische Tierarten auf einer Fläche von kaum mehr als einem Hektar präsentiert. Bis zum Beginn des Zweiten Weltkrieges konnte der Zoo auf über acht Hektar ausgedehnt und auch der Tierbestand erheblich erweitert werden. Während des Zweiten Weltkrieges wurden die meisten Anlagen und Gebäude des Zoos schwer beschädigt oder völlig zerstört, so dass der Zoo geschlossen werden musste. Zum Kriegsende 1945 überlebten lediglich ein Emu, drei Flamingos, sowie einige Esel, Ziegen und Schafe.

### Wiederaufbau nach dem Zweiten Weltkrieg
Unter dem neuen Direktor Hans-Georg Thienemann, der 1946 vom Königsberger Tiergarten nach Duisburg kam, musste der Zoo nach dem Krieg komplett neu aufgebaut werden. Der Tierbestand konnte u. a. durch Leihtiere aus dem Münchener Tierpark Hellabrunn neu bestückt werden. Rasch entstanden neue Anlagen für u. a. Tarpane, Przewalski-Pferde, Rinder und Wisente, die in ihrer Grundstruktur noch heute erhalten sind.
Bereits im Jahr 1951 konnte das frühere Juwel des Zoos, das Aquarium, wieder eröffnet werden, das heute als das älteste noch erhaltene Gebäude des Zoos gilt. Ein weiterer Meilenstein in der Entwicklung des Zoos war die Eröffnung des Großsäugerhauses für Elefanten und Giraffen im Jahr 1953, das heute, vergrößert und modernisiert, ausschließlich der Elefantenhaltung dient.
Ebenfalls in den 1950er Jahren entstanden die seinerzeit für den Zoo Duisburg typischen Freianlagen mit Trockengräben, für z. B. Trampeltiere und Davidshirsche, sowie auf einem Erweiterungsgelände am Nordende des Zoos die Anlagen für Robben und Pinguine, die 1958 von dem Unternehmer und Förderer des Zoos, Helmut Horten, eingeweiht wurden.

### Entwicklung zum modernen Zoo
Im Jahr 1959 wurde die Gesellschaftsform in eine Aktiengesellschaft umgewandelt, mit der Stadt Duisburg (73 %) und dem Tierparkverein als Hauptaktionäre.
Im selben Jahr konnte ein zusätzliches Gelände von circa fünf Hektar jenseits der Bahnstrecke Duisburg-Wedau–Bottrop Süd und der Bundesautobahn 3 hinzugewonnen werden, so dass sich die Gesamtfläche des Zoos auf über 15 Hektar ausweitete. Über die so genannte Expo-Brücke der Weltausstellung in Brüssel wurde das neue Areal erschlossen.
Zoologischer Höhepunkt des neuen Geländes war das 1962 eröffnete Äquatorium, das seinerzeit größte und modernste Affenhaus der Welt. Als weiterer Höhepunkt wurde im Jahr 1965 das erste Delfinarium in Mitteleuropa auf dem neu erschlossenen Areal eröffnet. Die Haltung und Erforschung von Großen Tümmlern steigerte das Ansehen des Zoos, weil Delfine damals nur aus dem Fernsehen bekannt waren.

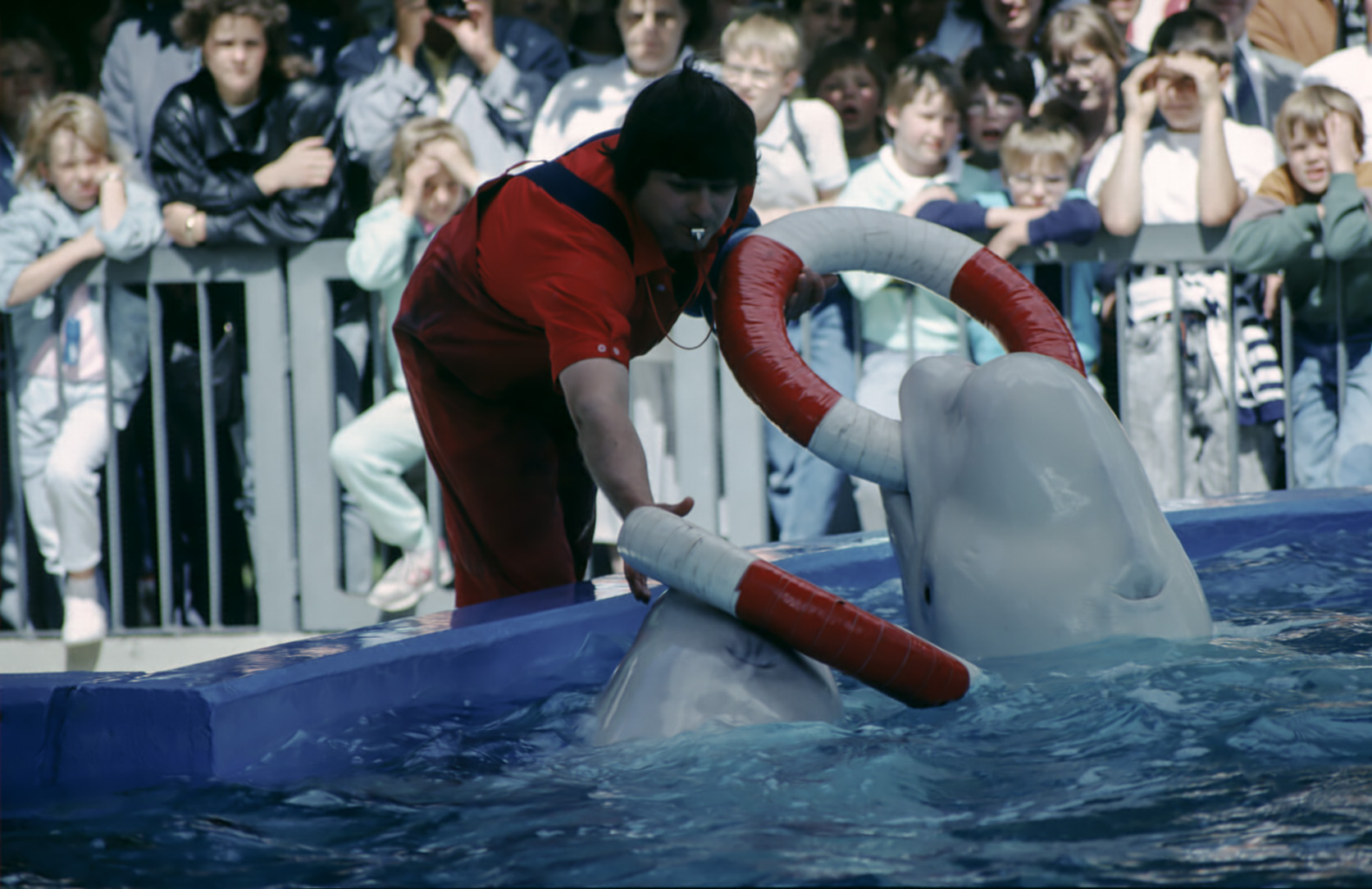
Beluga-Dressur (1980er Jahre)

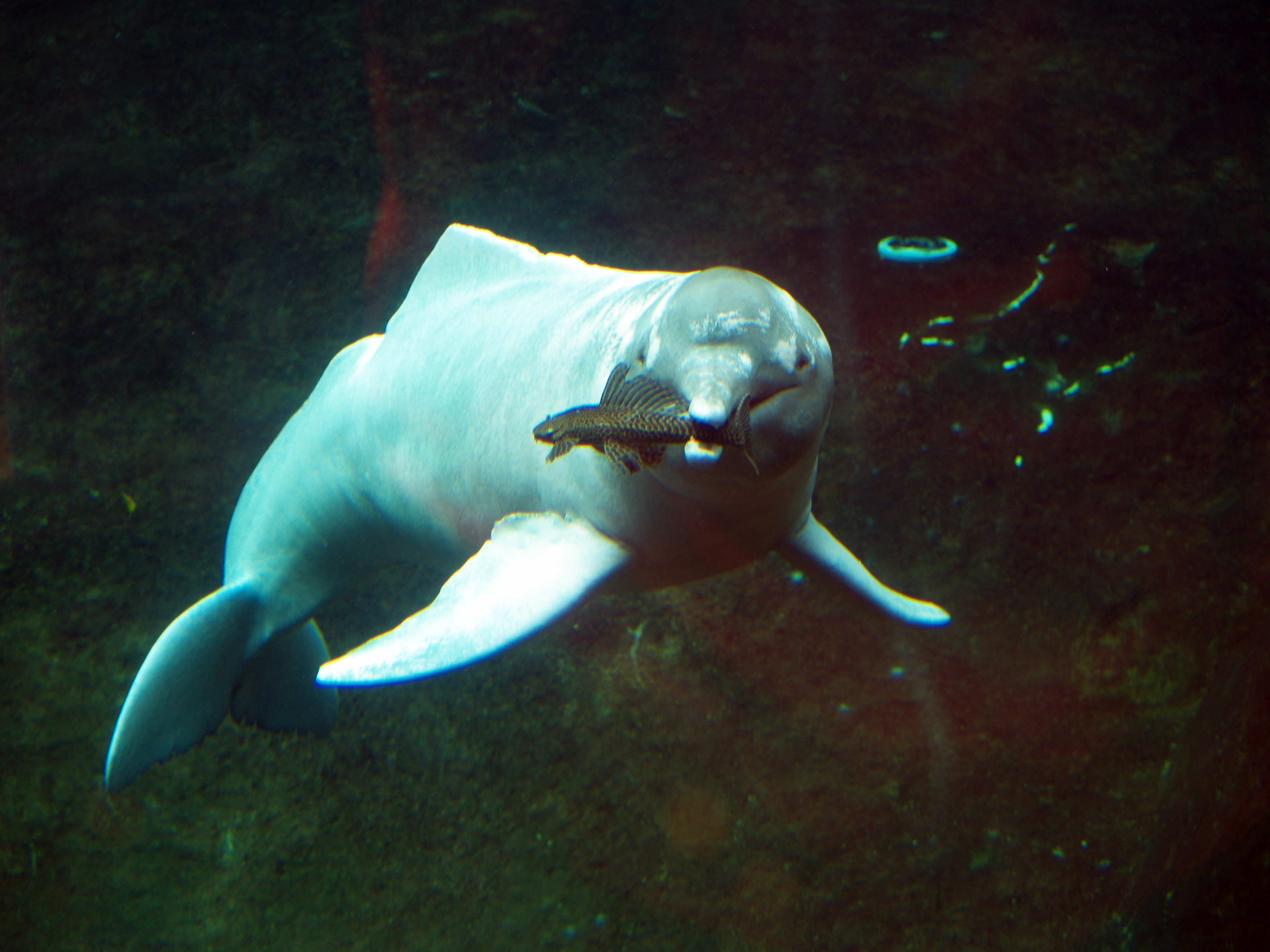
Amazonasdelfin

Der Erfolg mit den Großen Tümmlern bewegte Wolfgang Gewalt, der im Jahr 1966 die Nachfolge des 1965 verstorbenen Direktors Thienemann antrat, im Jahr 1968 ein zweites Delfinarium zu bauen und weitere Delfinartige im Zoo Duisburg zu etablieren. In eigenständig geführten, heute kritisierten und so nicht mehr vorstellbaren Fangexpeditionen brachte Wolfgang Gewalt im Jahr 1969 Weißwale (auch Belugas genannt) nach Duisburg, denen später aus weiteren Expeditionen Jacobita-Delfine (auch Commerson-Delfine genannt) folgten, die gemeinsam mit den Weißwalen im Walarium untergebracht wurden.
Von den 17 gefangenen Commerson-Delfinen überlebten bis 1985 nur drei Exemplare, was in den späten 1970er Jahren und 1980er Jahren immer wieder für Schlagzeilen sorgte. Von einer weiteren Expedition nach Südamerika brachte Gewalt die als stark gefährdet geltenden Amazonasdelfine nach Duisburg, von denen 1985 noch zwei lebten. Der Bestand umfasste zu diesem Zeitpunkt außer den genannten Commerson- und Amazonasdelfinen fünf Große Tümmler und zwei der drei gefangenen Weißwale, womit der Zoo 1985 unter den Delfinarien Europas die vielfältigste Mischung aufwies. Der Zoo stand zu dieser Zeit auch unter heftiger Kritik durch Tierschützer, denn auch zwanzig Jahre nach einem „Start bei Null“ waren noch keine Nachzuchten bei den Walen und Delfinen zu vermelden und alle Tiere stammten aus dem Wildfang. Erst drei Jahre später wurde der erste Große Tümmler in Duisburg geboren.
Aufgrund des baufälligen Zustandes des in die Jahre gekommenen Walariums wurden im Sommer 2004 der Weißwal „Ferdinand“ und der Jacobita-Delfin „Yogi“, die letzten Tiere ihrer Arten in Duisburg, nach San Diego (USA) ins dortige SeaWorld geflogen, wo sie zusammen mit Artgenossen ihren Lebensabend verbringen sollten. Trotz ihres hohen Alters – beide Tiere zählten zu diesem Zeitpunkt schon zu den ältesten bekannten Tieren ihrer Art – überstanden beide den Transport gut. Während Yogi wenige Monate danach im hohen Alter verstarb, lebte Ferdinand noch bis 2023. Nach der Abgabe der Weißwale und Jacobita-Delfine und der Schließung des Walariums konzentrierte der Zoo Duisburg sich fortan auf die Haltung der Großen Tümmler und Flussdelfine.

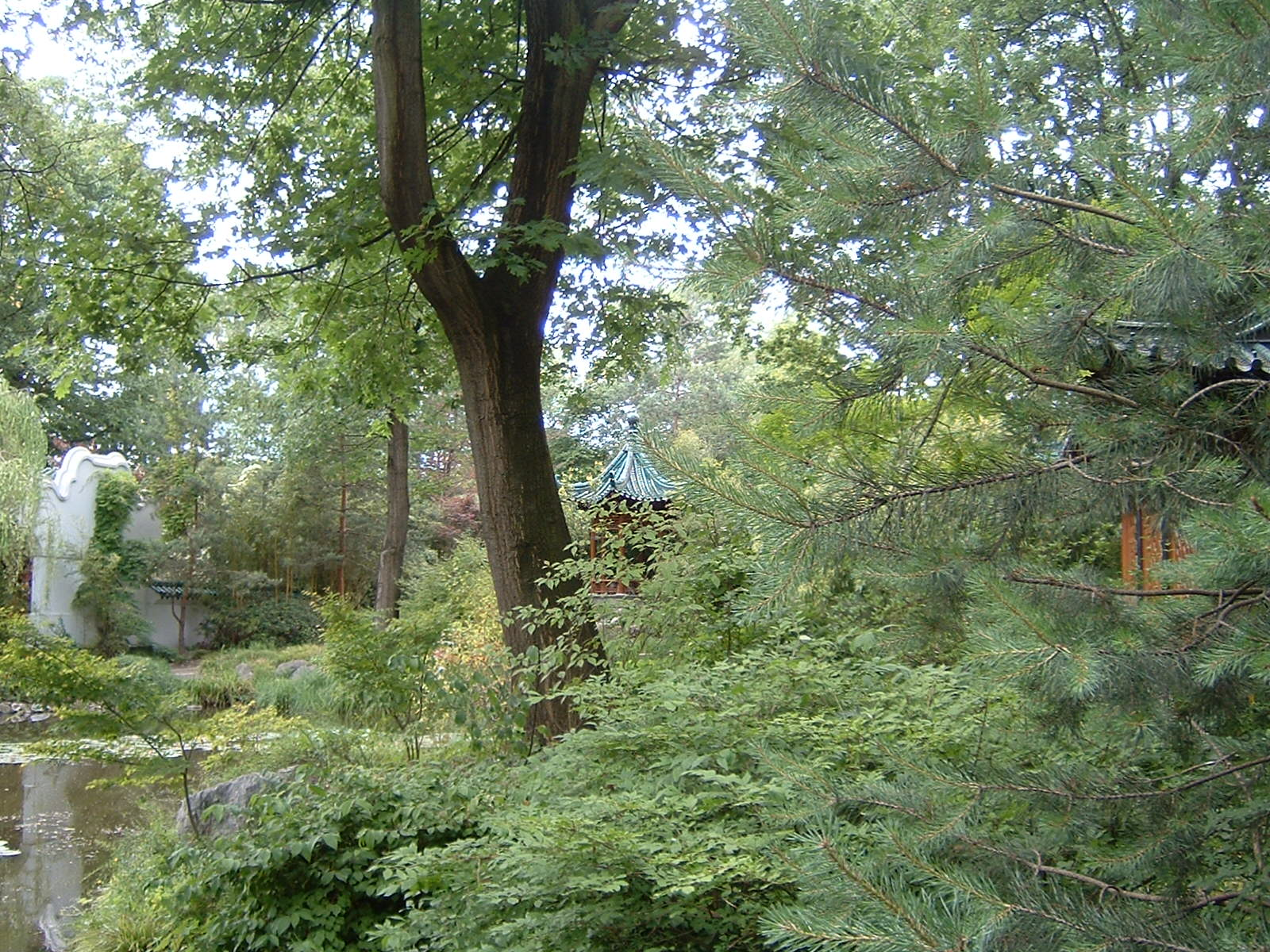
Der Chinesische Garten im Zoo

Im Jahr 1970 benannte sich der Duisburger Tierpark offiziell in Zoo Duisburg um. Das Ansehen stieg von Jahr zu Jahr. Hierzu trugen nicht nur viele Erstzuchten bei seltenen Tierarten wie Beutelteufel, Löffelhund oder Baumkänguru bei, sondern auch einige innovative Anlagen, wie die „Run-and-Fun“-Anlage für Afrikanische Wildhunde, das Vogelwäldchen, das große Raubtierhaus, die Bärenfreianlage oder der gut einen Hektar große Chinesische Garten mit u. a. Kranichen und Kleinen Pandas als Geschenk der Duisburger Partnerstadt Wuhan an die Stadt Duisburg.
Abschluss der Ära von Wolfgang Gewalt war die Planung des dritten Delfinariums, das im Jahr 1995 unter seinem Amtsnachfolger Reinhard Frese als modernstes überdachtes Delfinarium Europas eröffnet wurde.

### Übergang ins 21. Jahrhundert

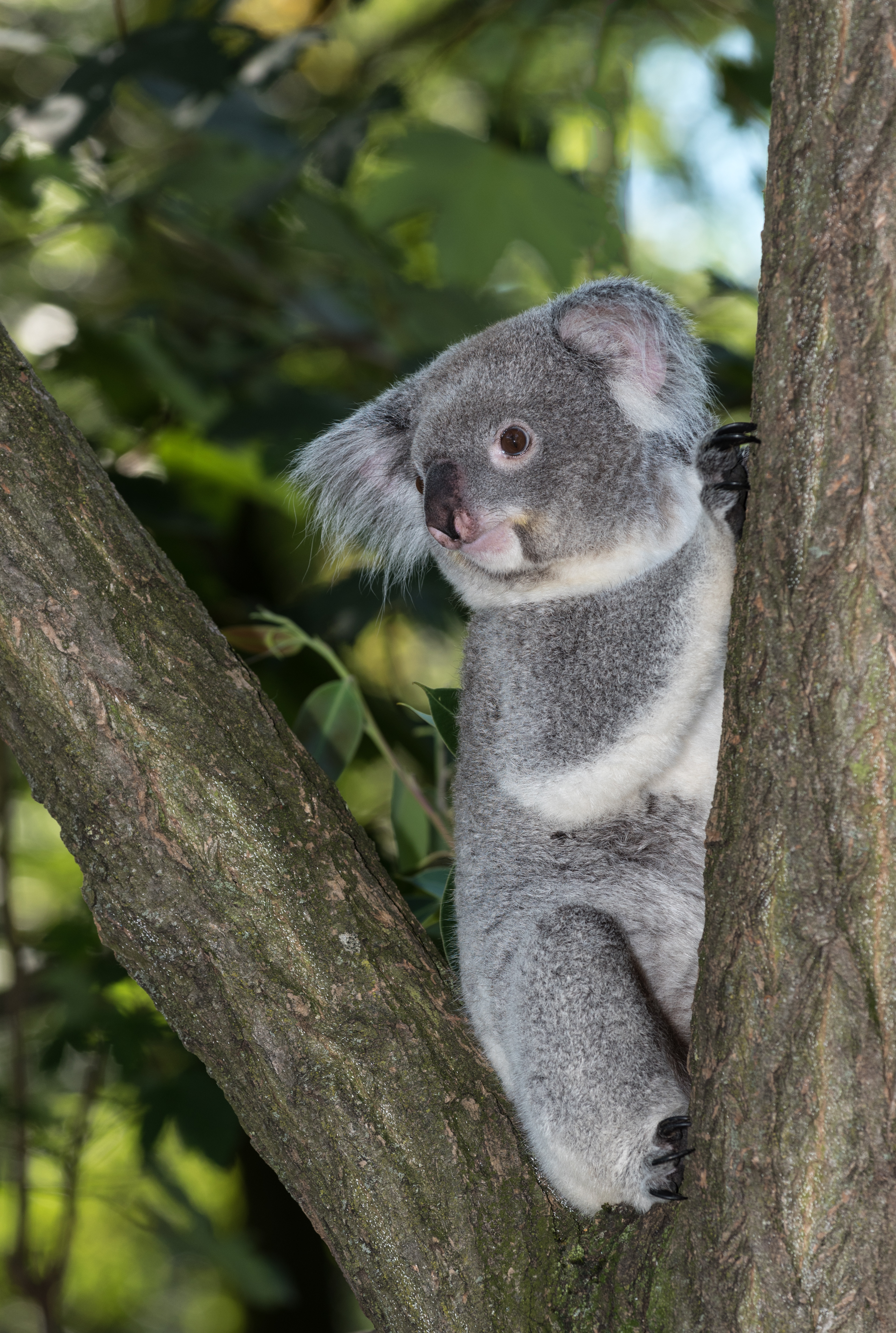
Koala

Während der Direktionszeit von Reinhard Frese galt es, den Zoo Duisburg für das 21. Jahrhundert aufzustellen und alte, nicht mehr zeitgemäße Anlagen durch moderne Neubauten zu ersetzen, was auch dazu führte, dass manche Arten wie z. B. Eisbären oder Schimpansen abgegeben werden mussten. Nach und nach verschwanden alte Käfigeinheiten, wie das sogenannte Raritätenkabinett (das seinerzeit erste Affenhaus des Zoos) oder die vielen kleinen Raubtierkäfige. Neu entstanden großzügige, naturnah gestaltete Anlagen für u. a. Schildkröten, Otter, Nasenbären und Fossas.

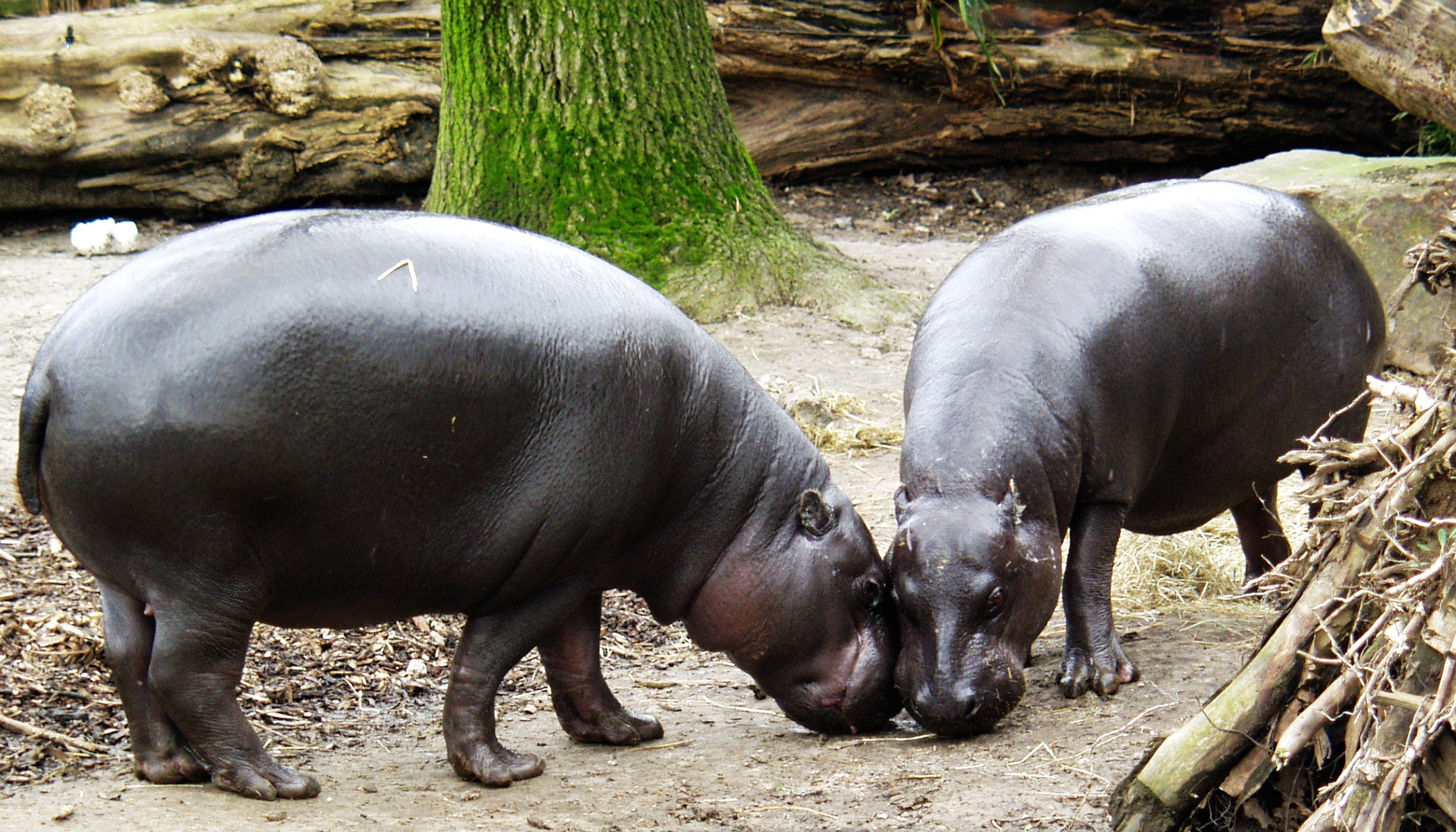
Zwergflusspferde

Das ehemalige Großsäugerhaus wurde in einen modernen Elefantenkomplex umgestaltet, während die Giraffen eine Neuanlage am Haupteingang des Zoos erhielten. Dort entstand auch eine große, für Besucher begehbare Katta-Anlage. Das Äquatorium wurde durch eine neue Außenanlage für Gorillas und zwei neue Eingangsbereiche mit integrierten Anlagen für Bärenstummelaffen und Zwergflusspferde deutlich aufgewertet.
Mit dem Beginn der Koalahaltung im Jahr 1994 etablierte der Zoo Duisburg ein weiteres bedeutendes Alleinstellungsmerkmal neben der Delfinhaltung. Lediglich der Tierpark Berlin hatte 1994 einen knappen Monat vor dem Zoo Duisburg die beiden ersten Koalas in Deutschland erhalten, die im Rahmen einer Einstellung des San Diego Zoo viereinhalb Monate gezeigt wurden. Die folgenden 19 Jahre waren Koalas deutschlandweit nur im Zoo Duisburg zu sehen. Im November 2013 erhielt der Zoo Dresden zwei Koala-Männchen aus der Zucht in Duisburg. Damit ist dieser Zoo der zweite in Deutschland, der diese Tiere zeigt. 2016 folgte der Zoo Leipzig als aktuell dritter Halter in Deutschland.
Weichen musste im Jahr 1997 die alte Expo-Brücke über der Bahnstrecke Duisburg-Wedau–Bottrop Süd und der Bundesautobahn 3. Sie wurde durch eine neue, bis zu 30 Meter breite Landschaftsbrücke ersetzt, die die zwei Seiten des Zoos nunmehr vom Lärm der beiden Verkehrswege isoliert miteinander verbindet. Von der Autobahn sichtbar ist der Schriftzug "ZOO", der aus einer Hecke gebildet wird. Die Expo-Brücke wurde ein paar Hundert Meter weiter südlich des alten Standortes wieder aufgebaut, sie verbindet heute den Campus Duisburg der Universität Duisburg-Essen mit dem Duisburger Stadtwald. Sie überquert nur noch die Autobahn, dient aber insofern noch immer als Landmarke für die Fahrer aus Richtung Süden als Beginn des Ruhrgebietes.
Im Jahr 2005 eröffnete der Zoo die Tropenhalle Rio Negro, die neben Faultieren, Krallenaffen und Tukanen u. a. einen großen Beckenkomplex für die einzigartigen, in den Flussläufen Südamerikas heimischen Amazonasdelfine bietet. Im Dezember 2020 musste der Zoo die Entscheidung treffen, den letzten verbliebenen Amazonasdelfin Orinoko im außergewöhnlich hohen Alter von über 46 Jahren einzuschläfern. Nach der umfassenden Modernisierung und Erweiterung der Filteranlage zogen im Juni 2022 zwei Karibik-Manatis in die Tropenhalle ein.
Anfang 2007 übernahm der langjährige stellvertretende Direktor Achim Winkler die Leitung des Zoos, mit dem Ziel, die Modernisierung der letzten Jahre fortzusetzen. Es entstanden neue Anlagen für Wombats, Bergkängurus, Schildkröten, Riesenotter, Luchse, Wildkatzen und Erdmännchen, die großen naturnahen Anlagen für Brillenbären und Tiger, die deutschlandweit erste Anlage für Tasmanische Teufel sowie ein großer Streichelzoo und eine moderne Holzhackschnitzelheizanlage. Als bedeutende Zuchterfolge gelangen im Jahr 2007 erstmals die gleichzeitige Aufzucht von zwei Großen Tümmlern und im Jahr 2008 erstmals im Zoo Duisburg die Zucht von Gorillas, ebenfalls mit zwei Jungtieren.
Im Dezember 2016 wurde der 49-jährige Hans Köppen zum neuen Zoodirektor gewählt. Er sollte sein Amt am 1. Juni 2017 antreten. Kaum vier Wochen später sagte er aus persönlichen Gründen ab. Astrid Stewin hat das Amt als Vorstandsvorsitzende zum 1. November 2017 angetreten. Der bisherige Vorsitzende („Zoodirektor“) Winkler blieb jedoch bis zu seinem Ausscheiden Ende Juli 2018 Vorstandsmitglied der AG und zoologischer Direktor. Im August 2018 trat der damals 29-jährige Biologe Johannes Pfleiderer, zuvor seit Februar 2016 als Kurator im Zoo Duisburg tätig, sein Amt als Zoologischer Leiter an.
2020 veröffentlichte der Zoo einen Masterplan. Der Masterplan des Zoo Duisburg ist ein Zukunftskonzept, das den Betrieb des Zoos so darstellt, dass er unter den bestehenden Rahmenbedingungen bestmöglich aufgestellt ist. Er soll eine Marschrichtung bzw. Leitlinie für die nächsten 25 Jahre vorgeben. Der Masterplan gibt die zukünftige strategische Ausrichtung wieder und ist ein flexibler Plan, der kontinuierlich bearbeitet und umgesetzt wird. Dieser beinhaltet keine Neuplanung des Zoos, sondern eine sukzessive Abarbeitung von Sanierungs- und Modernisierungsmaßnahmen inkl. Attraktivitätssteigerung. Dabei umfasst das Zukunftskonzept ein Investitionsvolumen von ca. 76 Millionen Euro in den nächsten 25 Jahren. Unter anderem soll nach Möglichkeit eine Savannenanlage entstehen, in der Giraffen, Zebras und Antilopen leben sollen, bisher leben sie in getrennten Gehegen. Durch eine naturnahe Gestaltung soll die Anlage auch für die Besucher attraktiver sein. Außerdem will der Zoo seinen australischen Schwerpunkt weiter ausbauen, so sollen ein Australienhaus für Koalas, Beutelteufel und Wombats und eine Outback-Voliere mit australischen Vogelarten und Gelbfuß-Felskängurus entstehen. Auch die Entstehung weiterer Anlagen und die Haltung neuer Arten, wie Baumkänguru und Kasuar sind möglich. Die Anlage der kalifornischen Seelöwen soll möglicherweise um die jetzigen Anlagen der Brillenpinguine und Polarfüchse, sowie die ehemalige Eisbärenanlage erweitert werden. Die Pinguine könnten in die jetzige Seehundanlage umziehen. Auch das Äquatorium soll überarbeitet werden, so sollen die Primatenanlagen vergrößert und verbessert werden und der Tierbestand soll an den verfügbaren Platz angepasst werden, wobei man sich auf einige Schwerpunktarten konzentrieren möchte. Außerdem sollen neue Bildungsräume und ein Spielplatz geschaffen werden. Die Delfinhaltung gilt als kontrovers, der Zoo möchte jedoch nicht auf die erfolgreiche Delfinhaltung und Zucht verzichten. Diesbezüglich soll das Schiebedach des Delfinariums erneuert, und die Filteranlage renoviert werden. Ebenfalls sind Maßnahmen zur Barrierefreiheit geplant. Außerdem soll eine neue Zoo-Gastronomie entstehen, sowie Veranstaltungsräume.

## Direktoren und Aufsichtsratsvorsitz

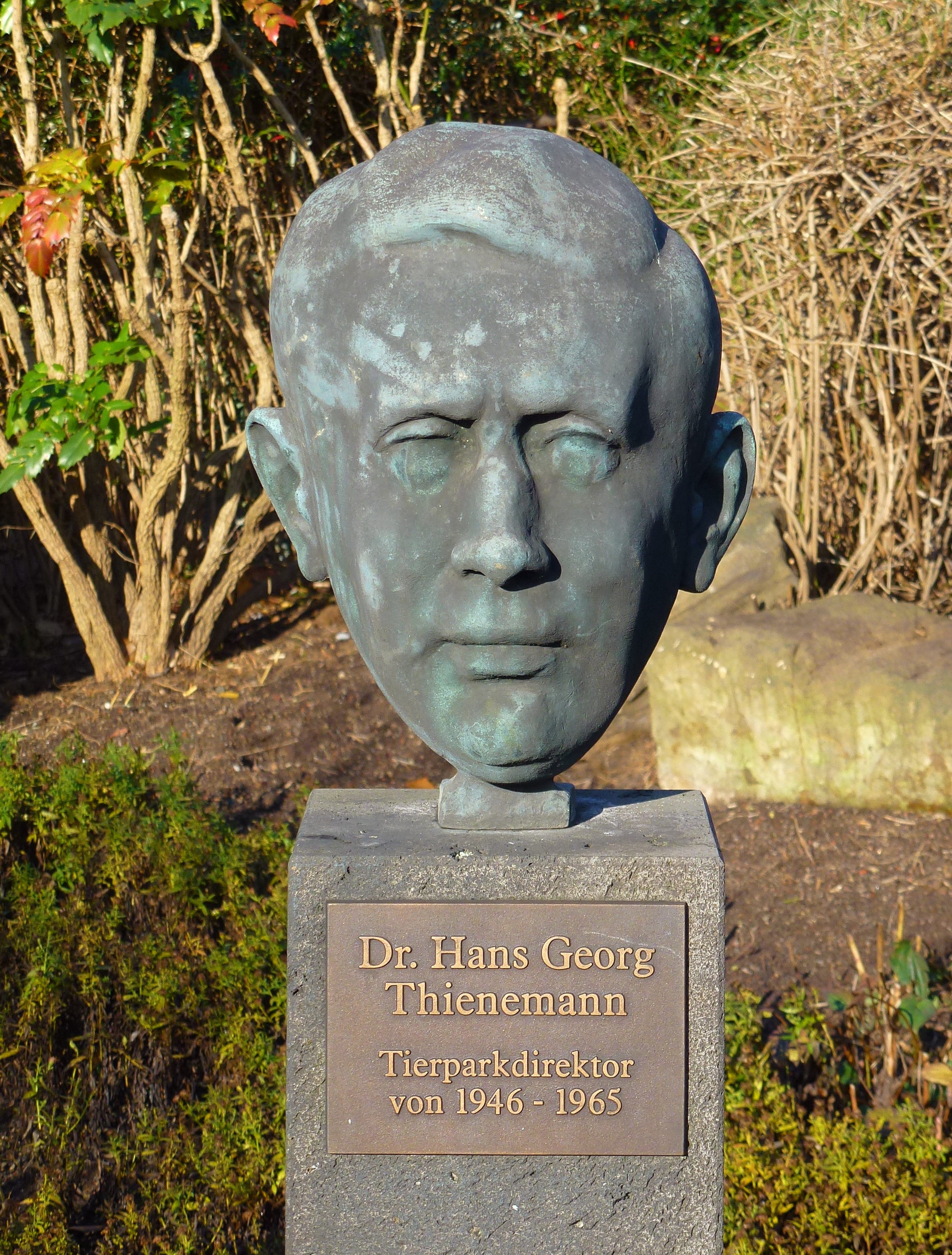
Hans-Georg Thienemann

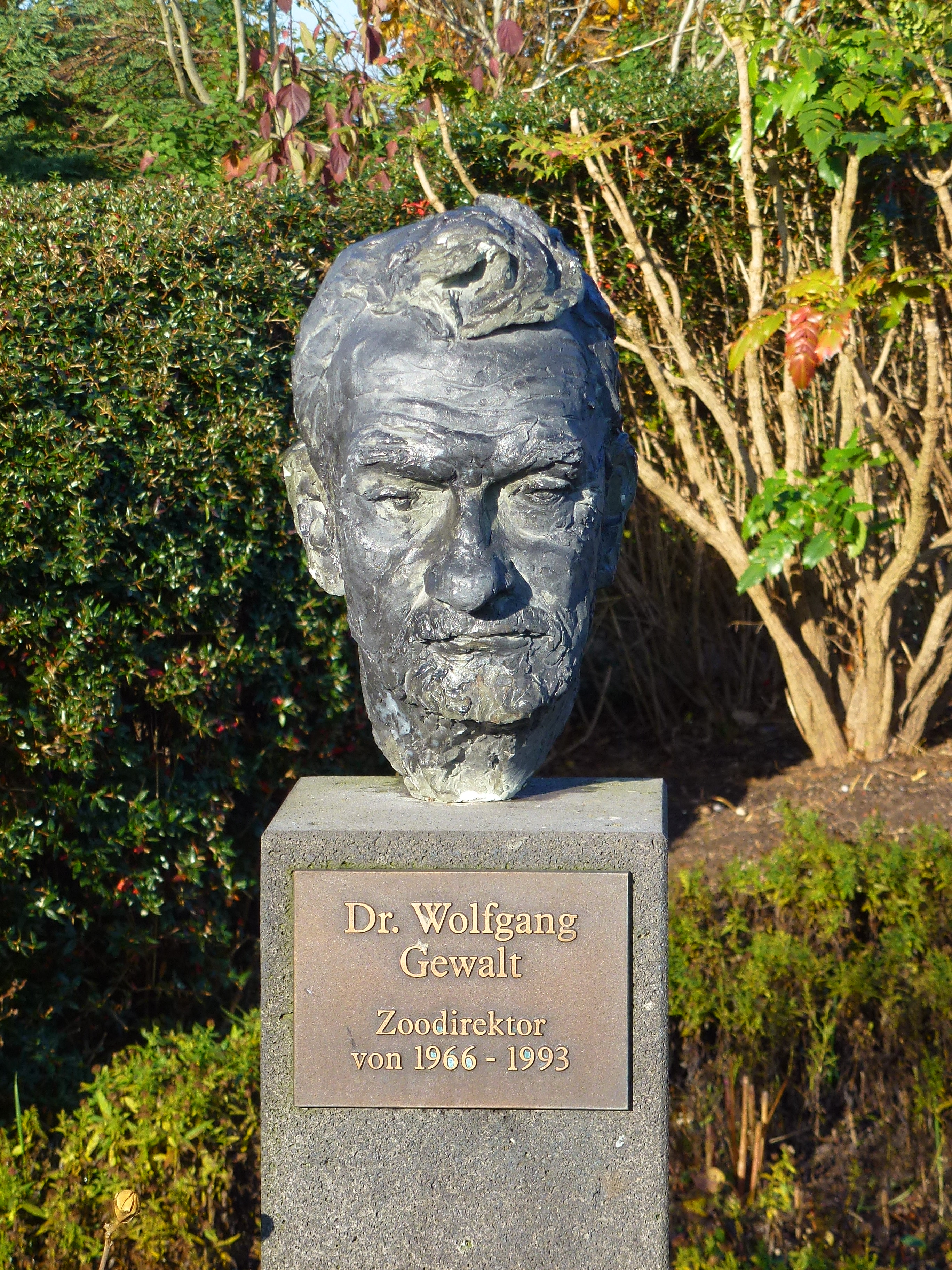
Wolfgang Gewalt

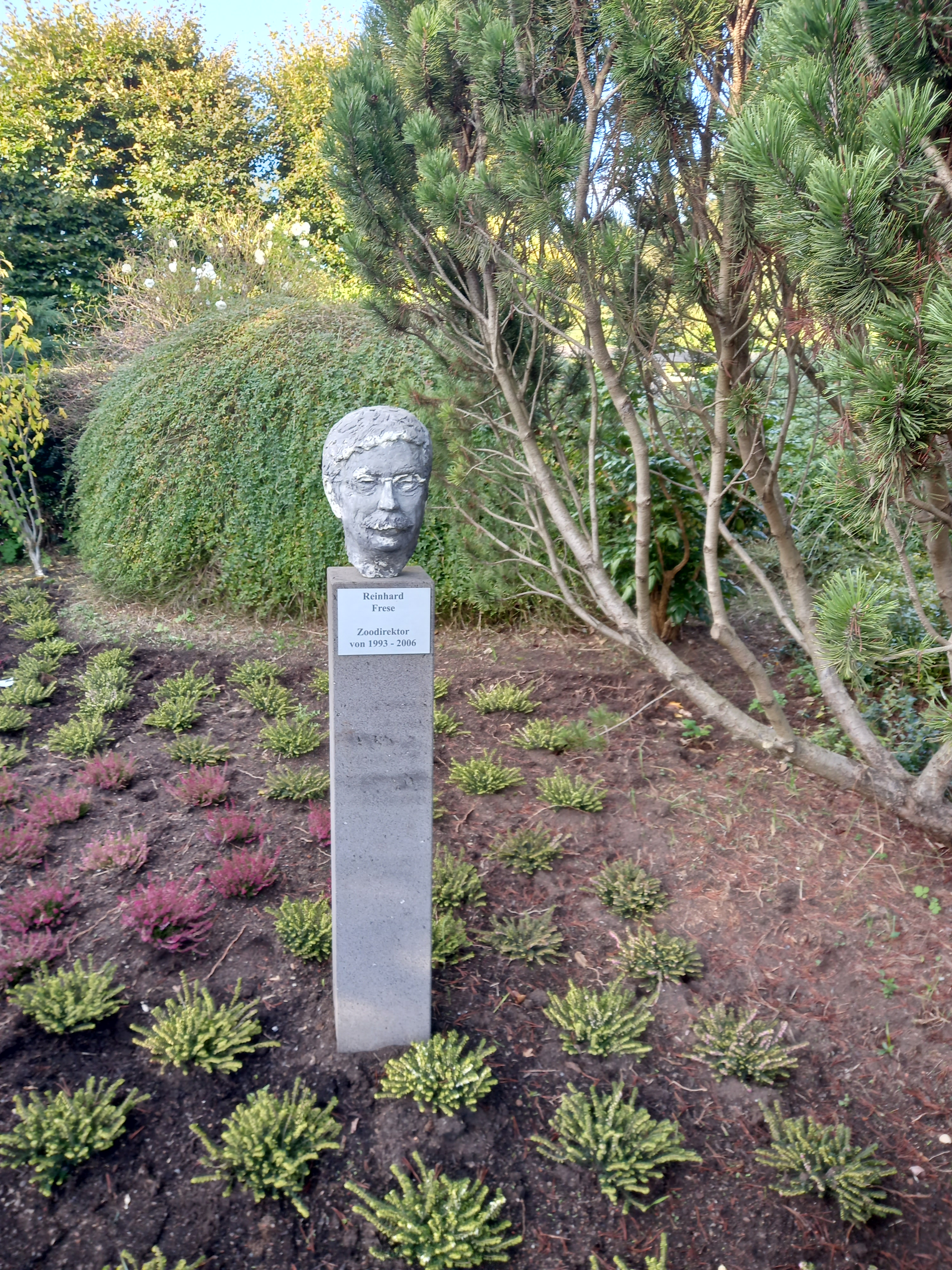
Reinhard Frese

### Zoologische Direktoren
- 1934–1942: Eduard Wiedemann
- 1942–1944: Louis Saeger und Otto Niederlaak (Vorstandsmitglieder des Vereins, kommissarisch)
- 1944–1945: Otto Niederlaak (kommissarisch)
- 1946–1965: Hans-Georg Thienemann
- 1965–1966: Lutz Heck und Heinz Heck (kommissarisch nach dem Tod Thienemanns)
- 1966–1993: Wolfgang Gewalt
- 1993–2007: Reinhard Frese
- 2007–2018: Achim Winkler
- 2018–2021: Johannes Pfleiderer (zoologischer Leiter)
- 2021–heute: Oliver Mojecki (zoologischer Leiter)

### Kaufmännische Direktoren
- 1954–1956: Knut von Graefe
- 1956–1973: Otto Sprunck
- 1973–1981: Arnold Masselter
- 1982: Rolf Feldmann
- 1983–1997: Wolfram Reutlinger
- 1997–1999: Dieter Steinkamp
- 1999–2007: Michael Hilbert
- 2007: Detlef Hamacher (anschließend bis 2013 als Prokurist)
- 2013–2017: Detlef Hamacher
- seit 2017: Astrid Stewin

Da die Sparkasse Duisburg schon lange einer der führenden Förderer des Zoos ist, wurde traditionell deren Vorstandsvorsitzender Aufsichtsratsvorsitzender der Zoo AG. Im Juni 2015 löste auf diesem Posten Joachim Bonn den früheren Sparkassen-Vorstandsvorsitzenden Hans-Werner Tomalak ab, der seit 2010 dem Aufsichtsrat des Zoos vorstand. Mit der geplanten Eingliederung des Zoos in die Duisburger Versorgungs- und Verkehrsgesellschaft mbH (DVV) übernahm Markus Vunic (Geschäftsführer der DVV) zum 6. Januar 2018 den Vorsitz im Aufsichtsrat.

## Integration in die DVV und Umwandlung in eine gemeinnützige GmbH
Am 1. Januar 2019 wurde der Zoo in die Duisburger Versorgungs- und Verkehrsgesellschaft mbH (DVV) integriert und profitiert seither von deren Dienstleistungen und Infrastruktur; so konnten beispielsweise Ticketautomaten für Besucher eingerichtet werden. Die Umwandlung von der Zoo Duisburg AG in die Zoo Duisburg gGmbH geschah am 15. August 2019. Die Anteile der Zoo Duisburg gGmbH werden von mehreren Gesellschaftern gehalten (Stand 07/2020):
- 88,81 % von der Duisburger Versorgungs- und Verkehrsgesellschaft mbH (DVV)
- 10,92 % vom Verein der Freunde des Duisburger Tierparks
- 0,24 % von privaten Gesellschaftern
- 0,03 % vom Zoo

## Tiere im Zoo (Galerie)

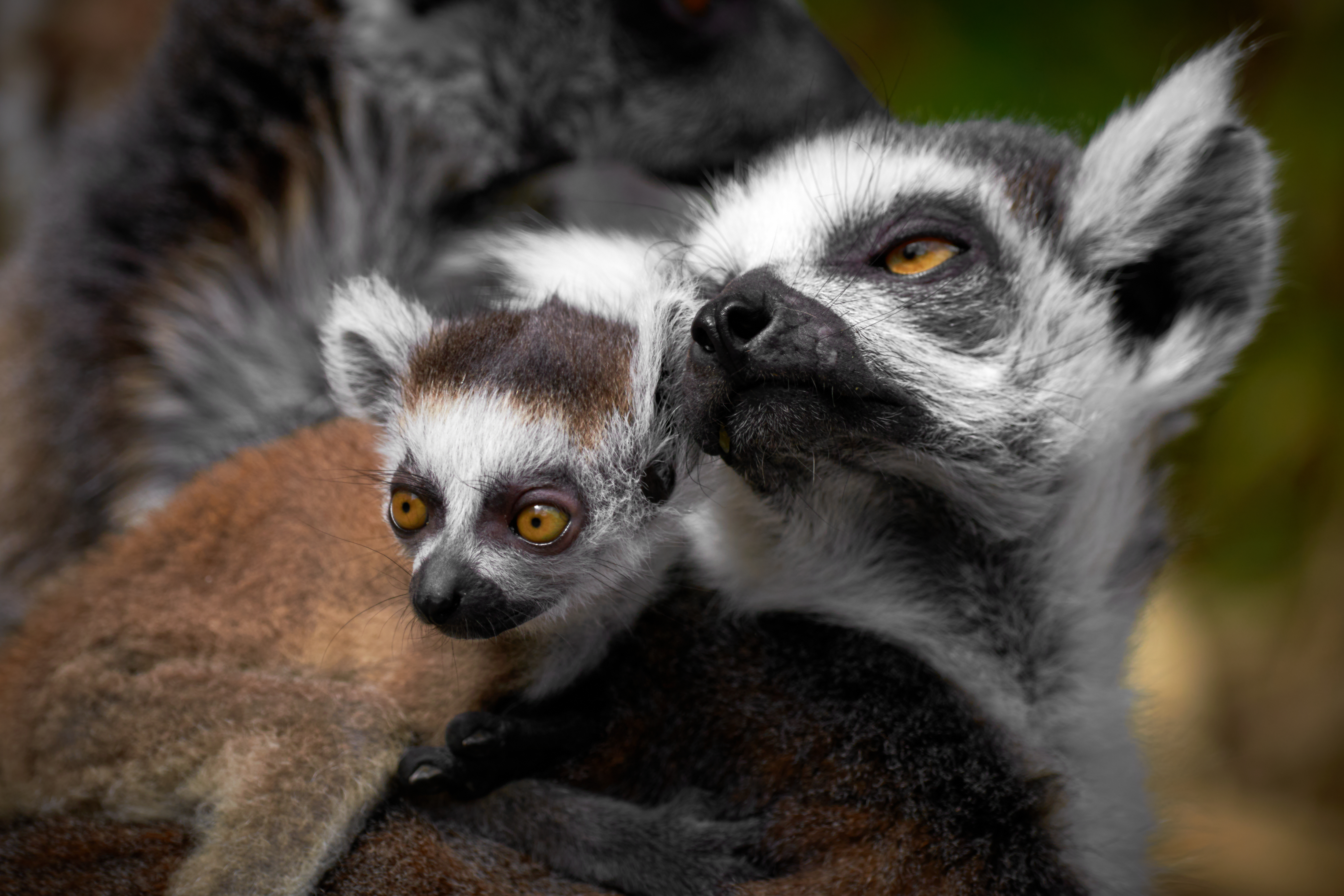
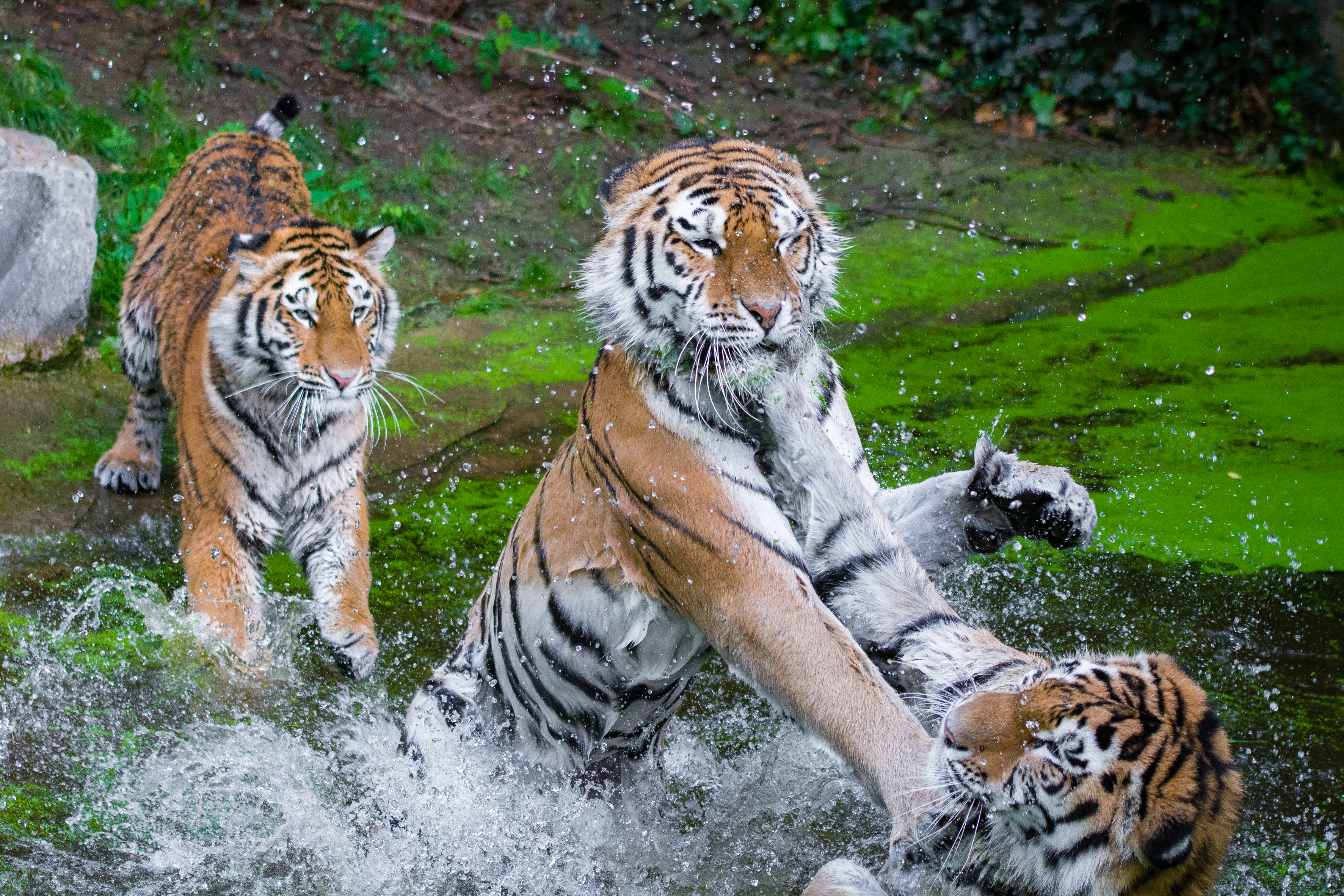
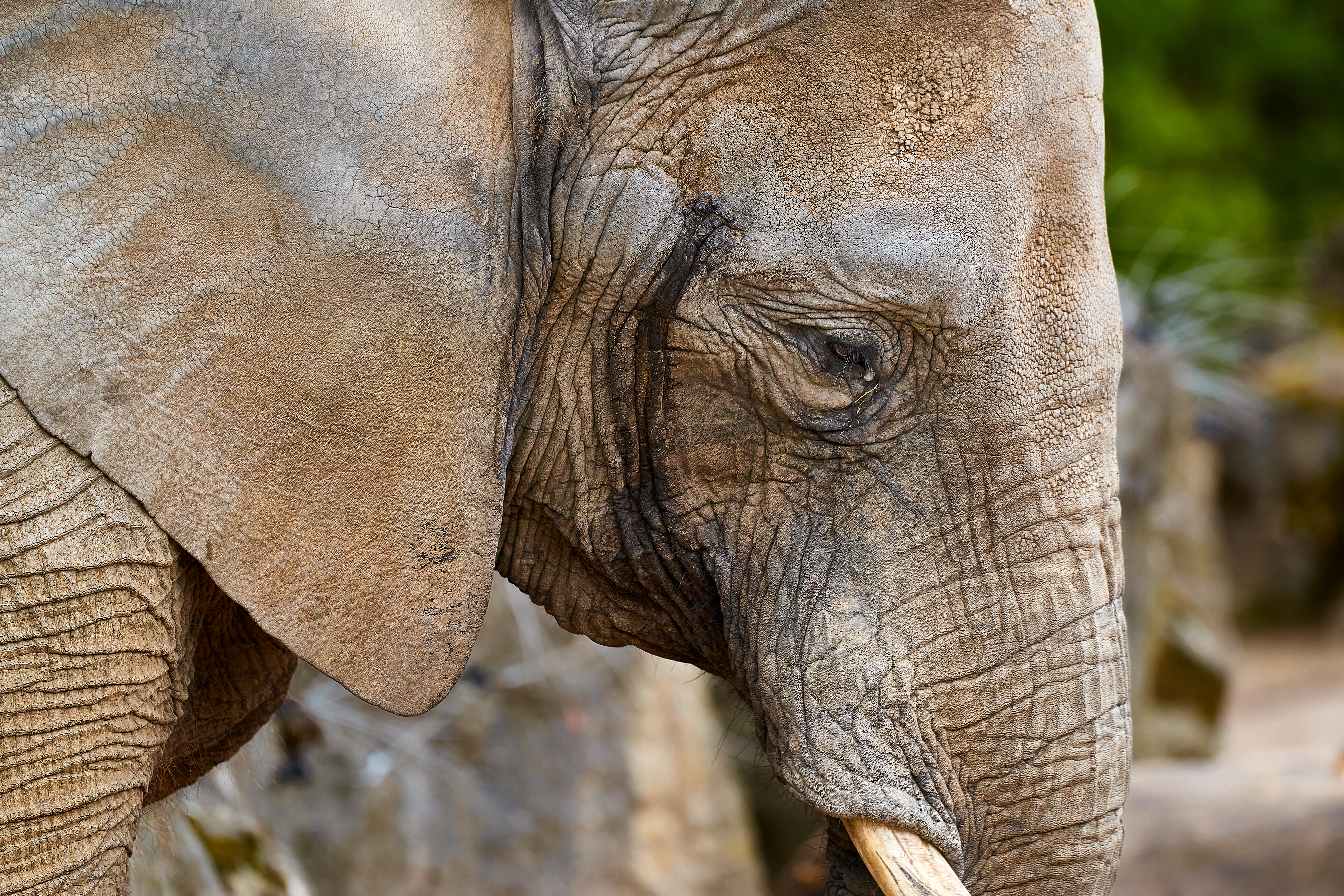
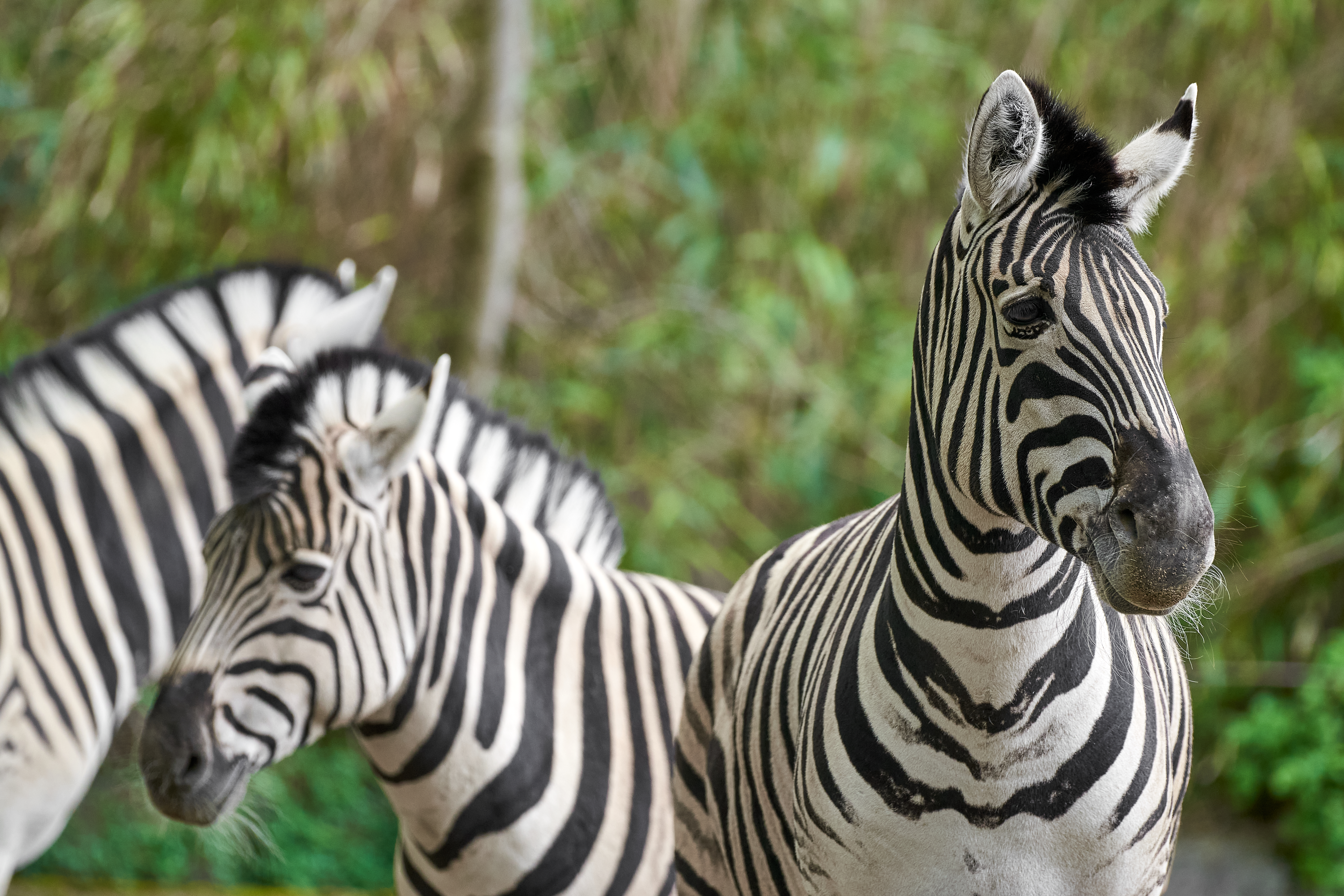
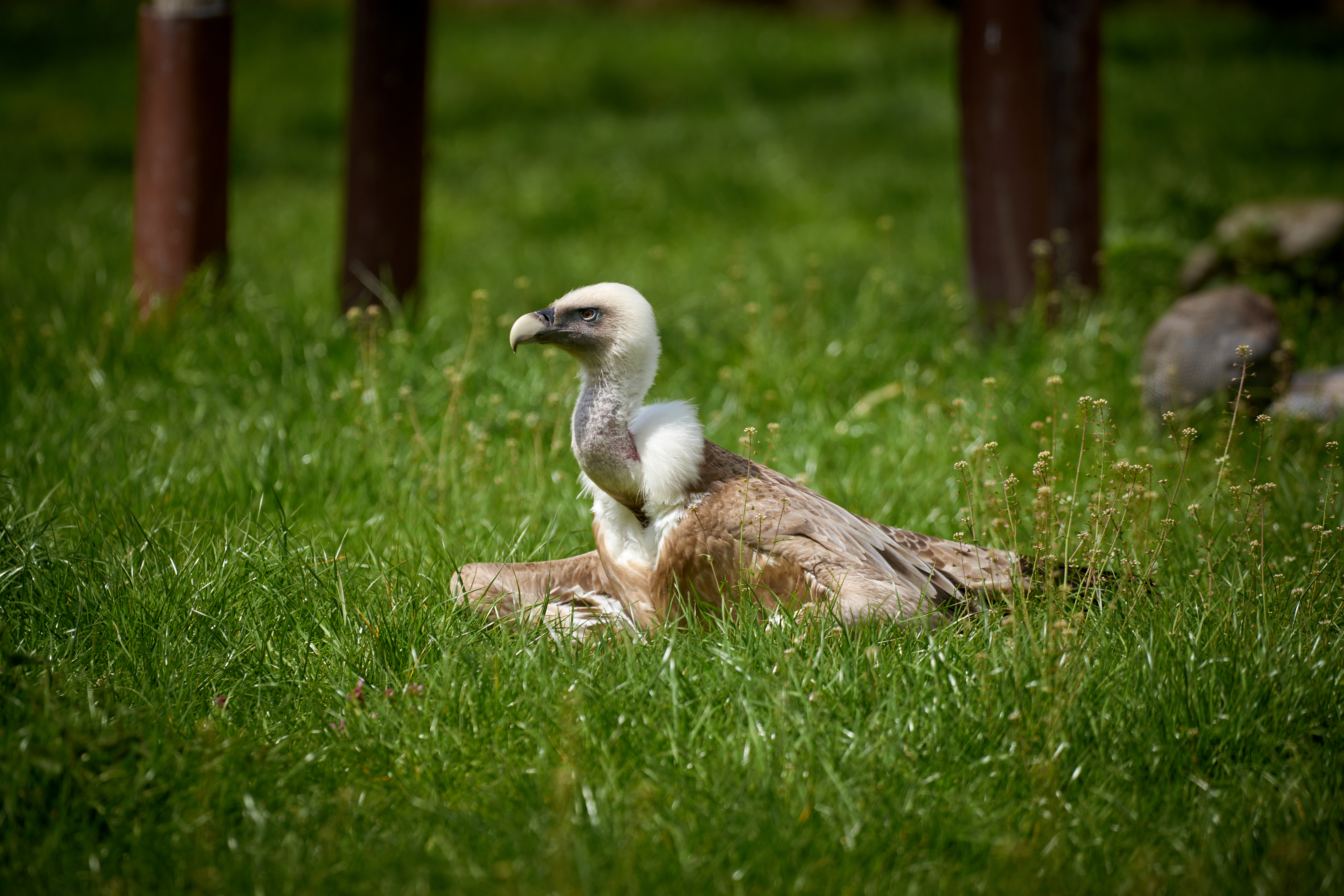

Reptilien
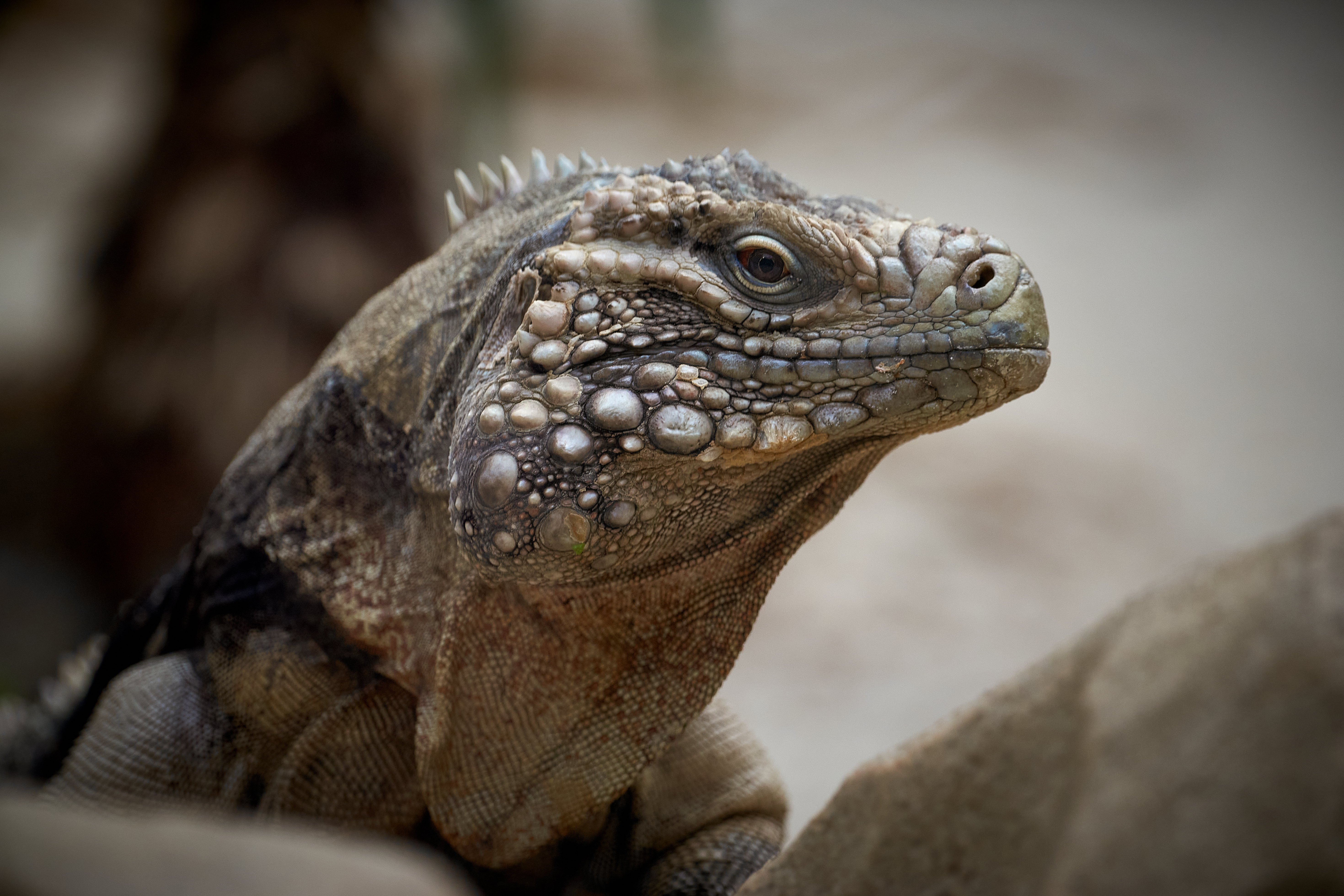
Leguane

Primaten
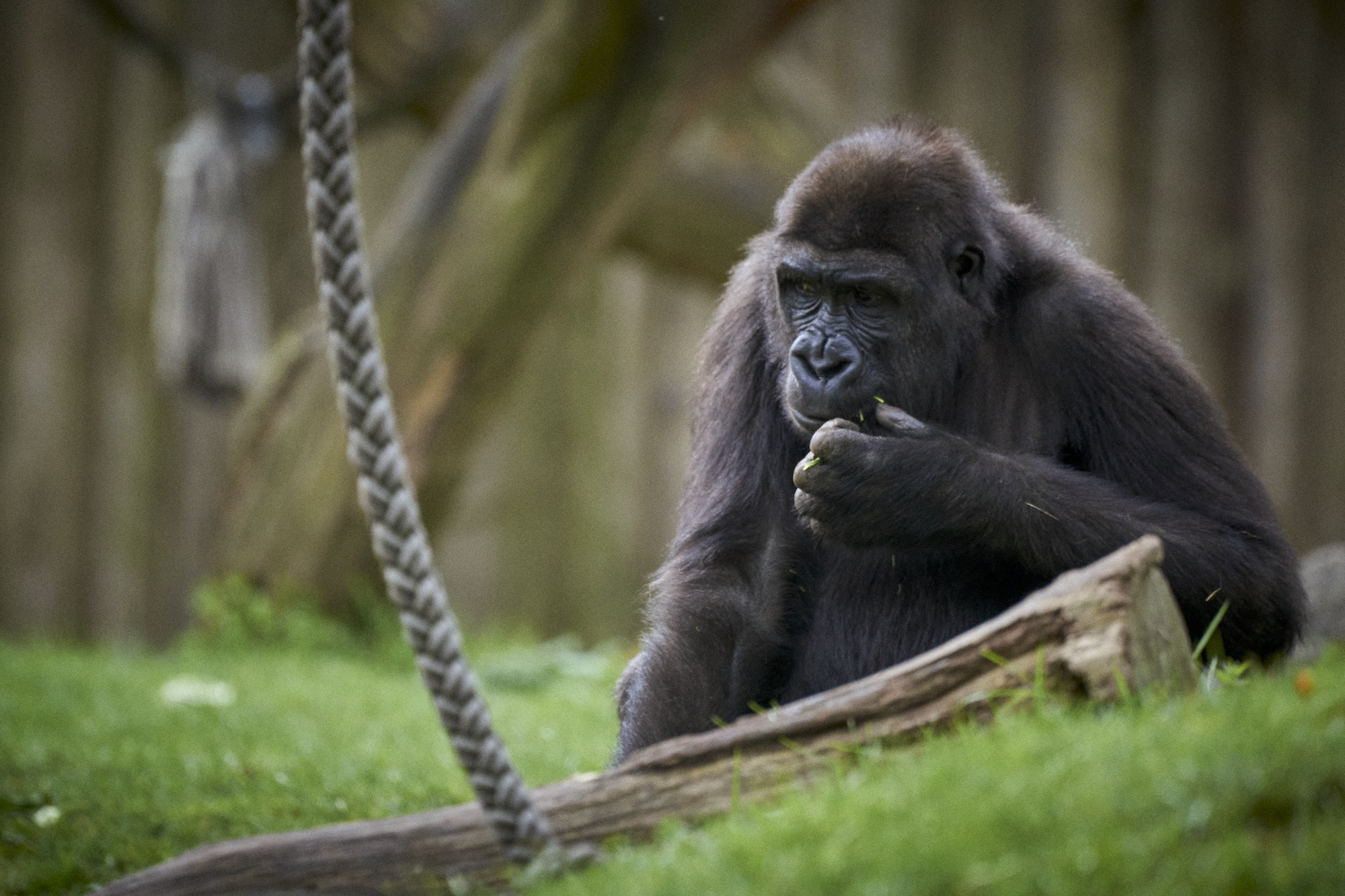
Gorilla
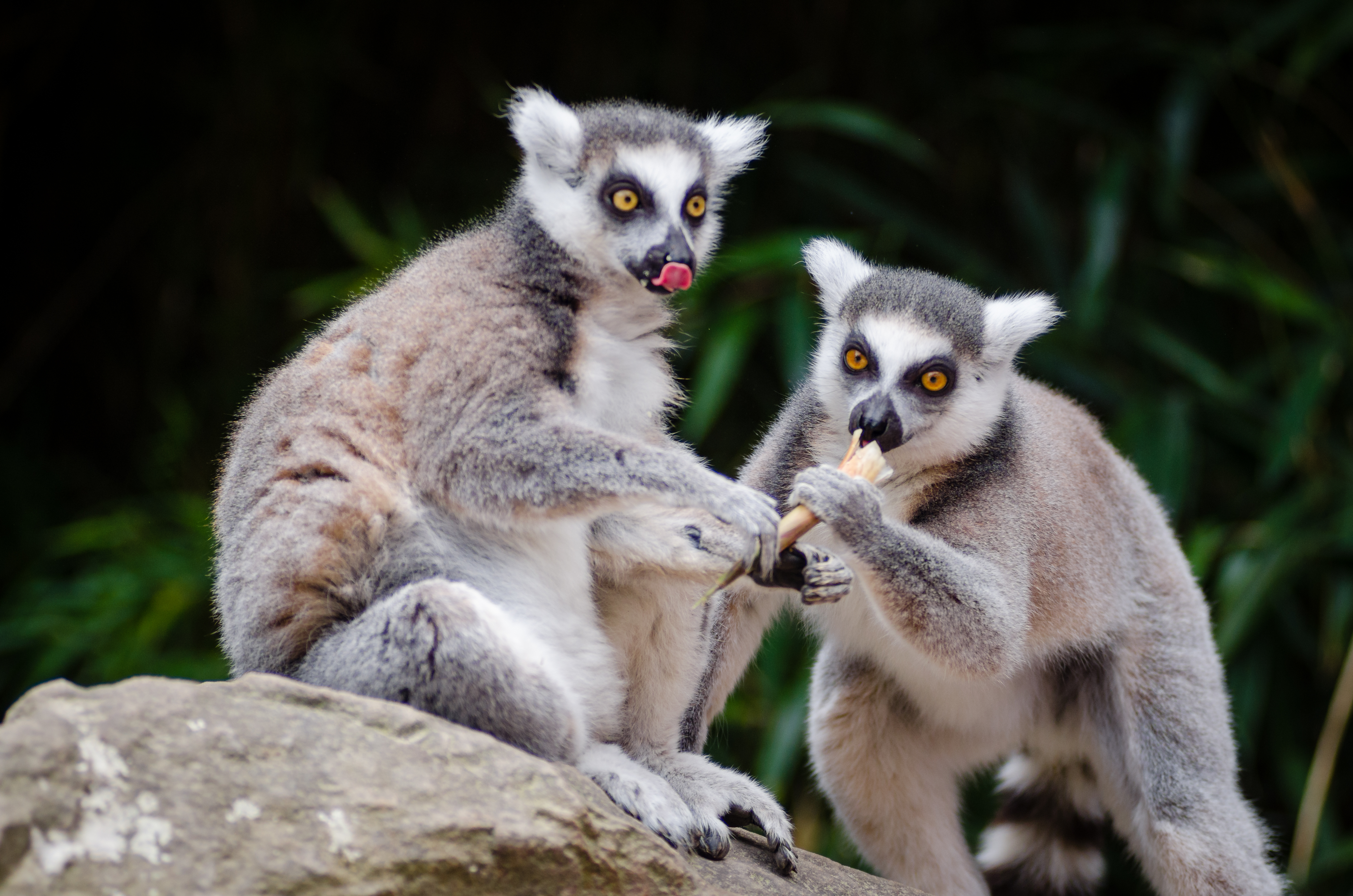
Katta
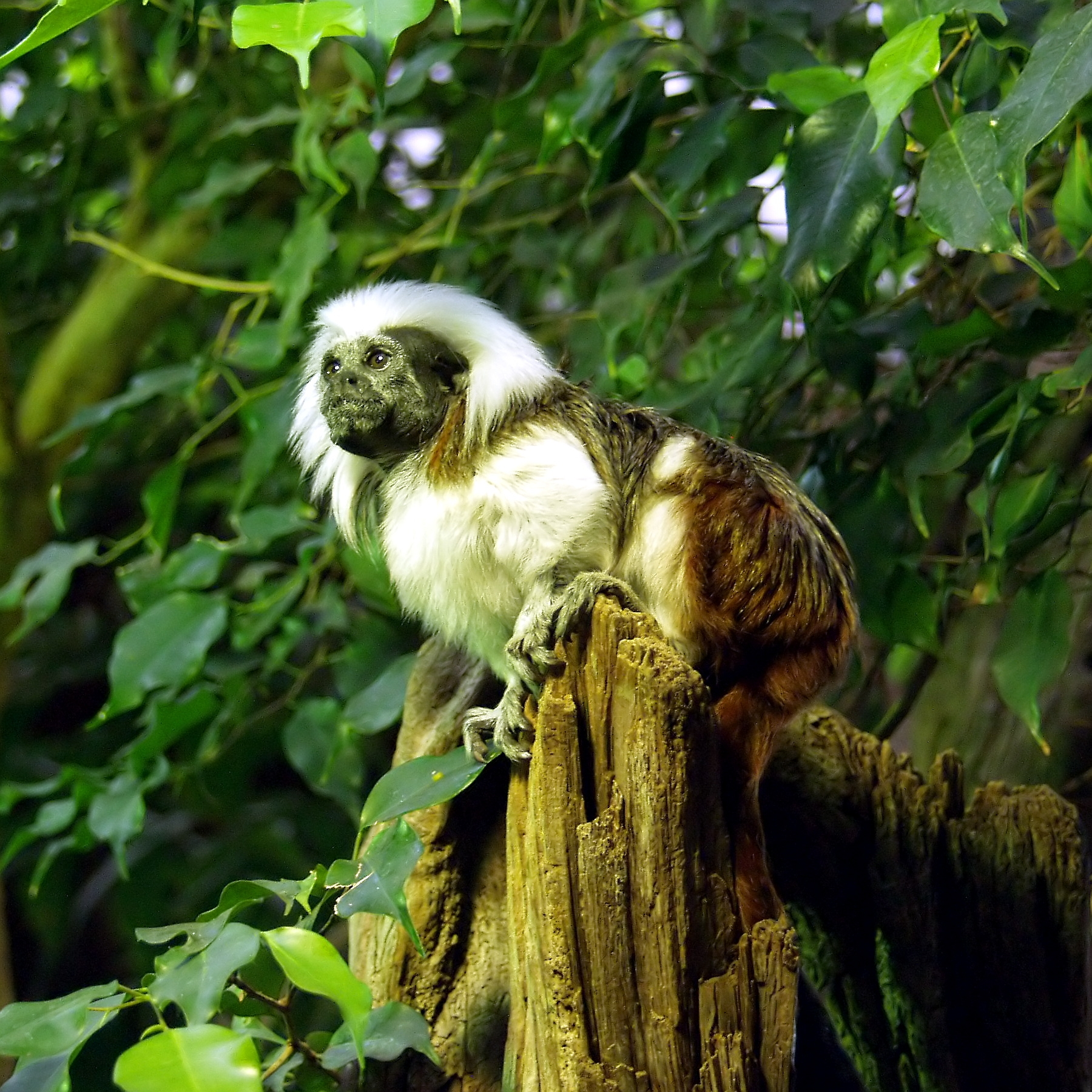
Lisztaffe
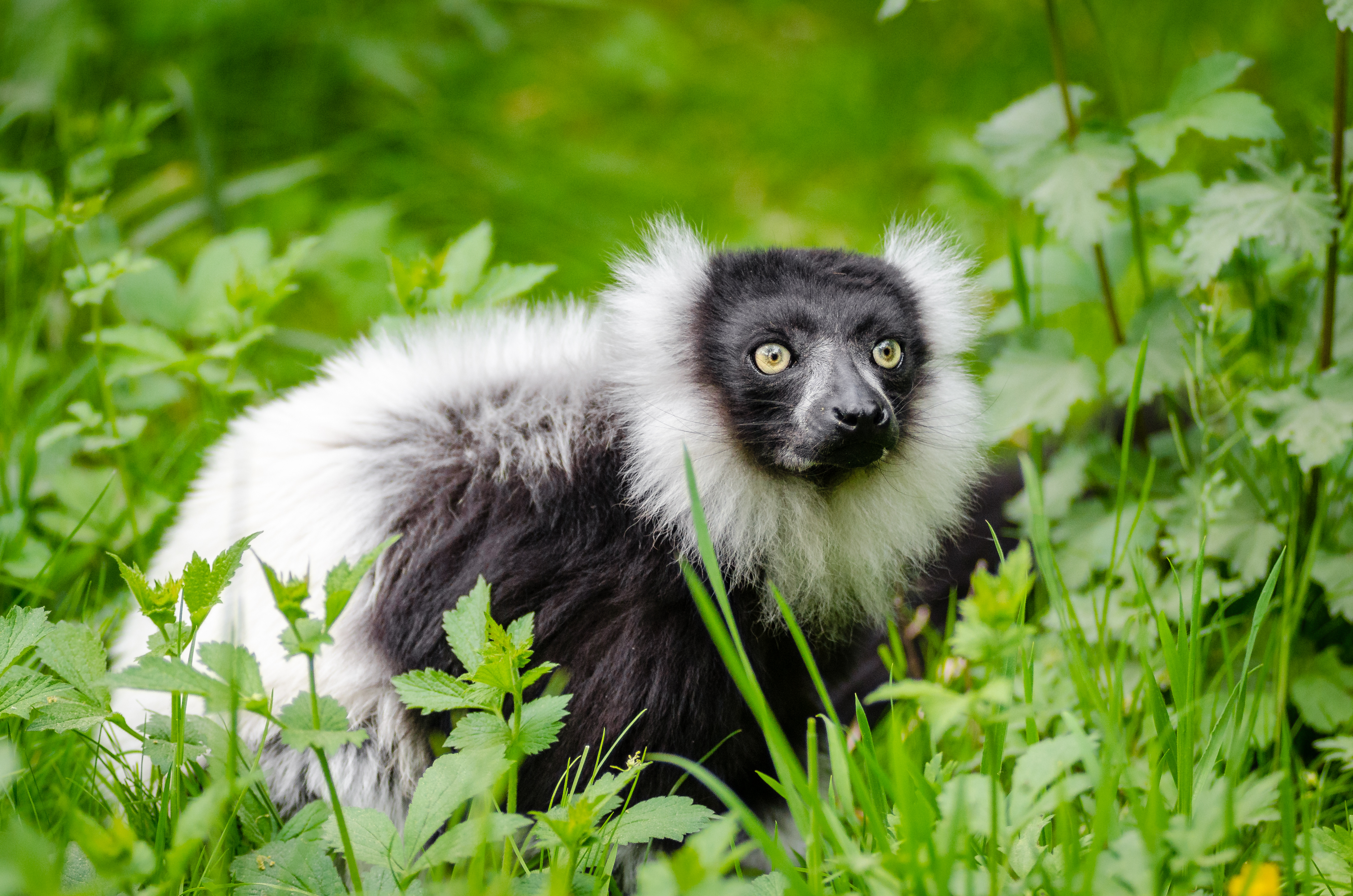
Schwarzweißer Vari
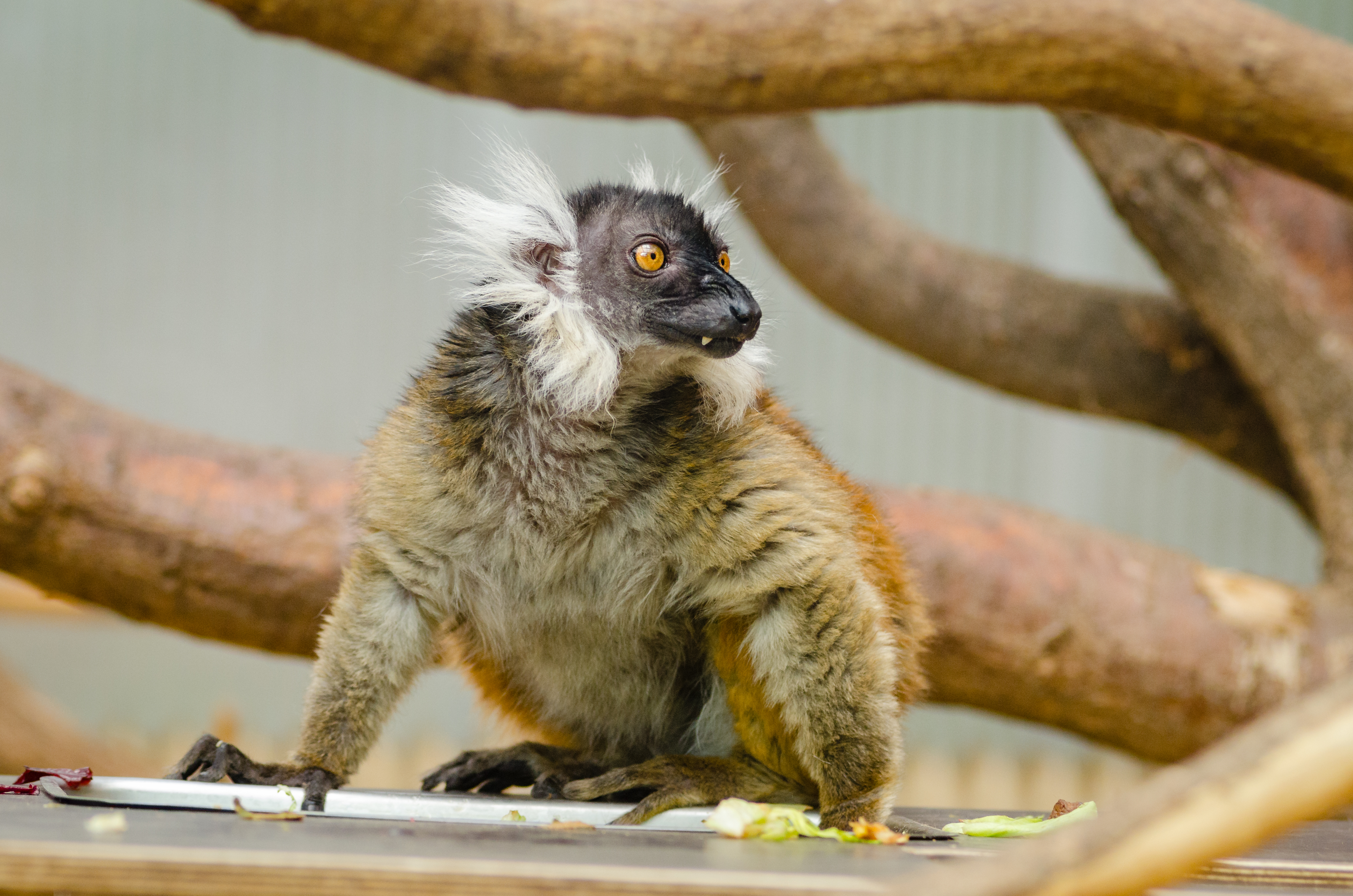
Mohrenmaki
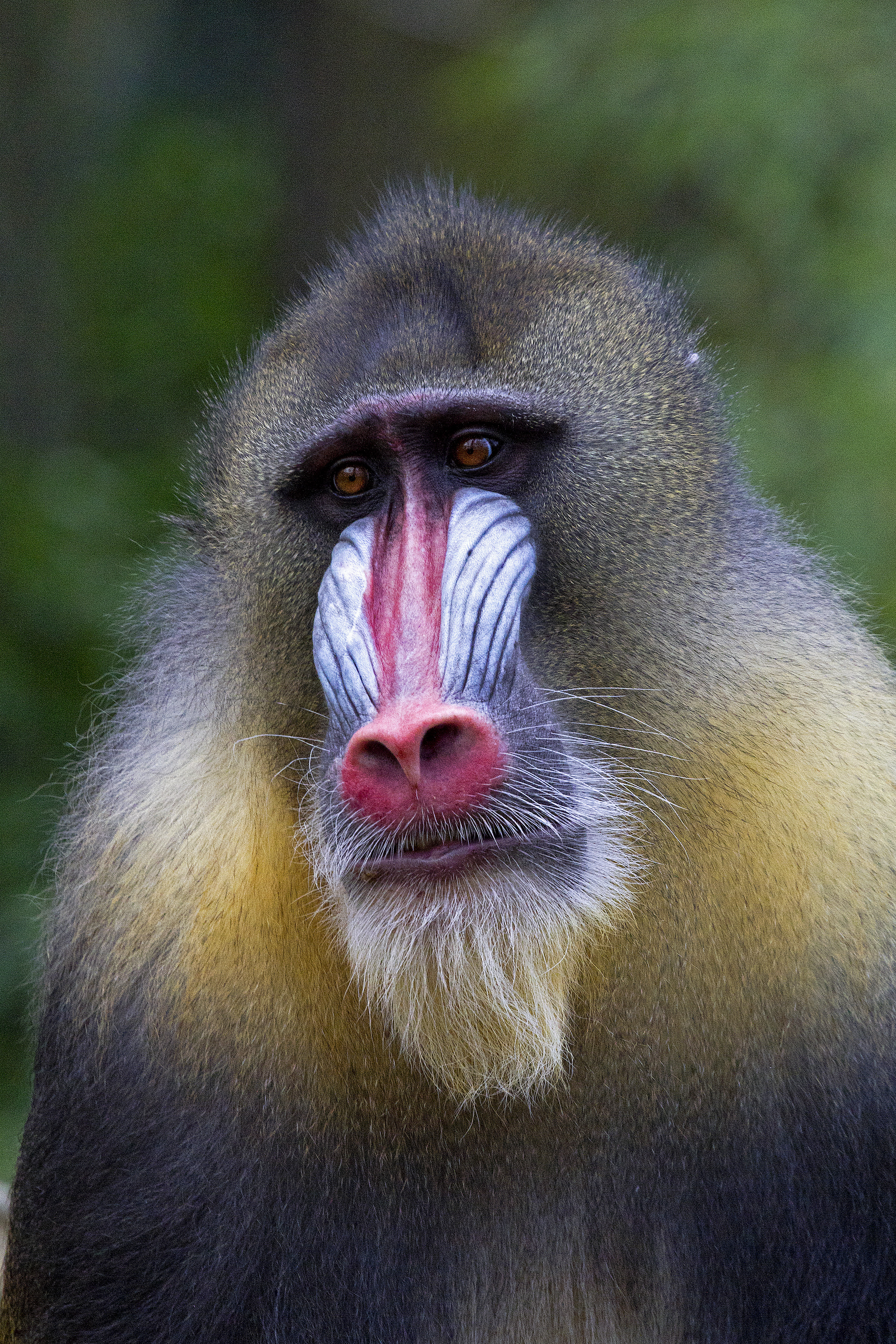
Mandrill

Raubtiere
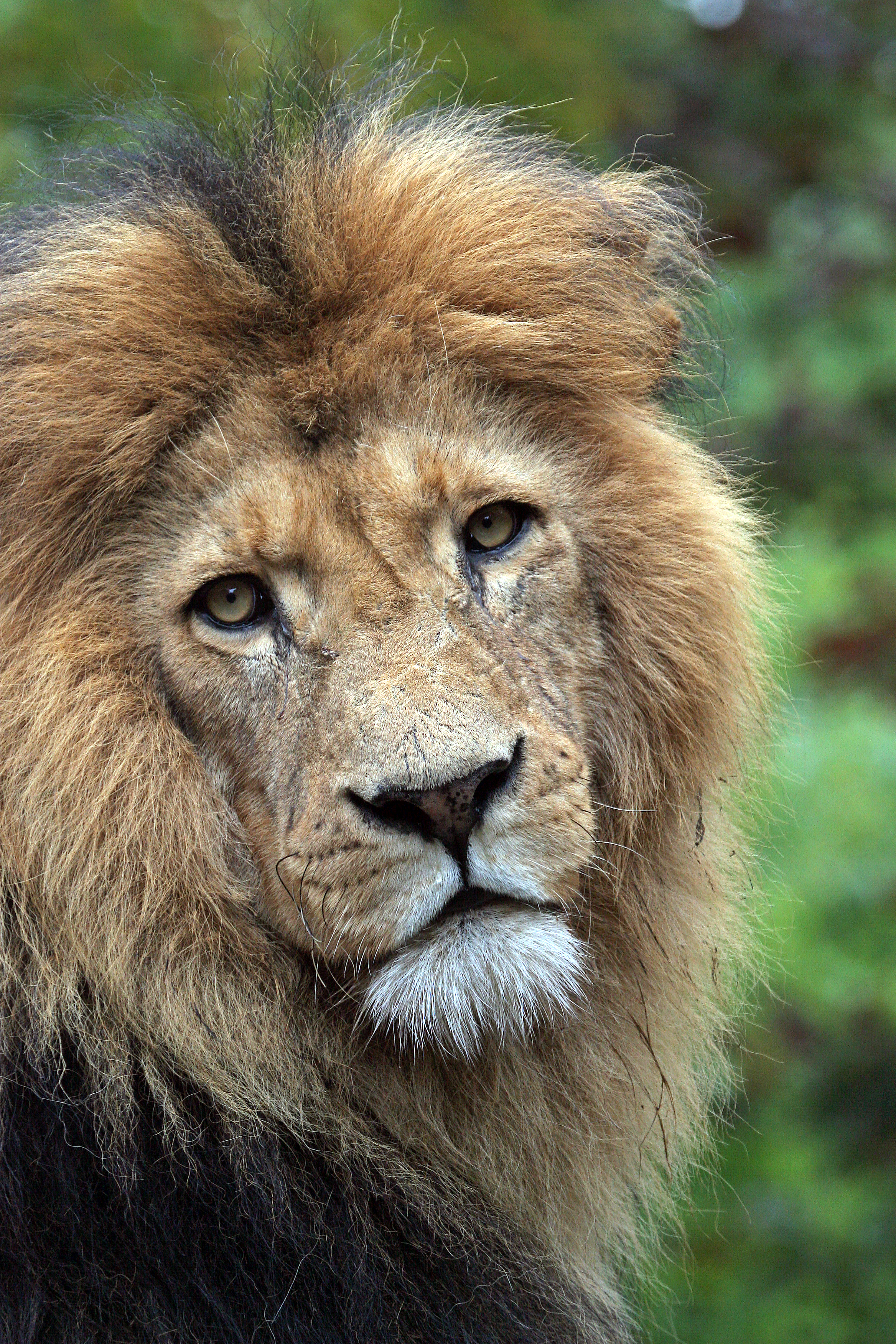
Löwe
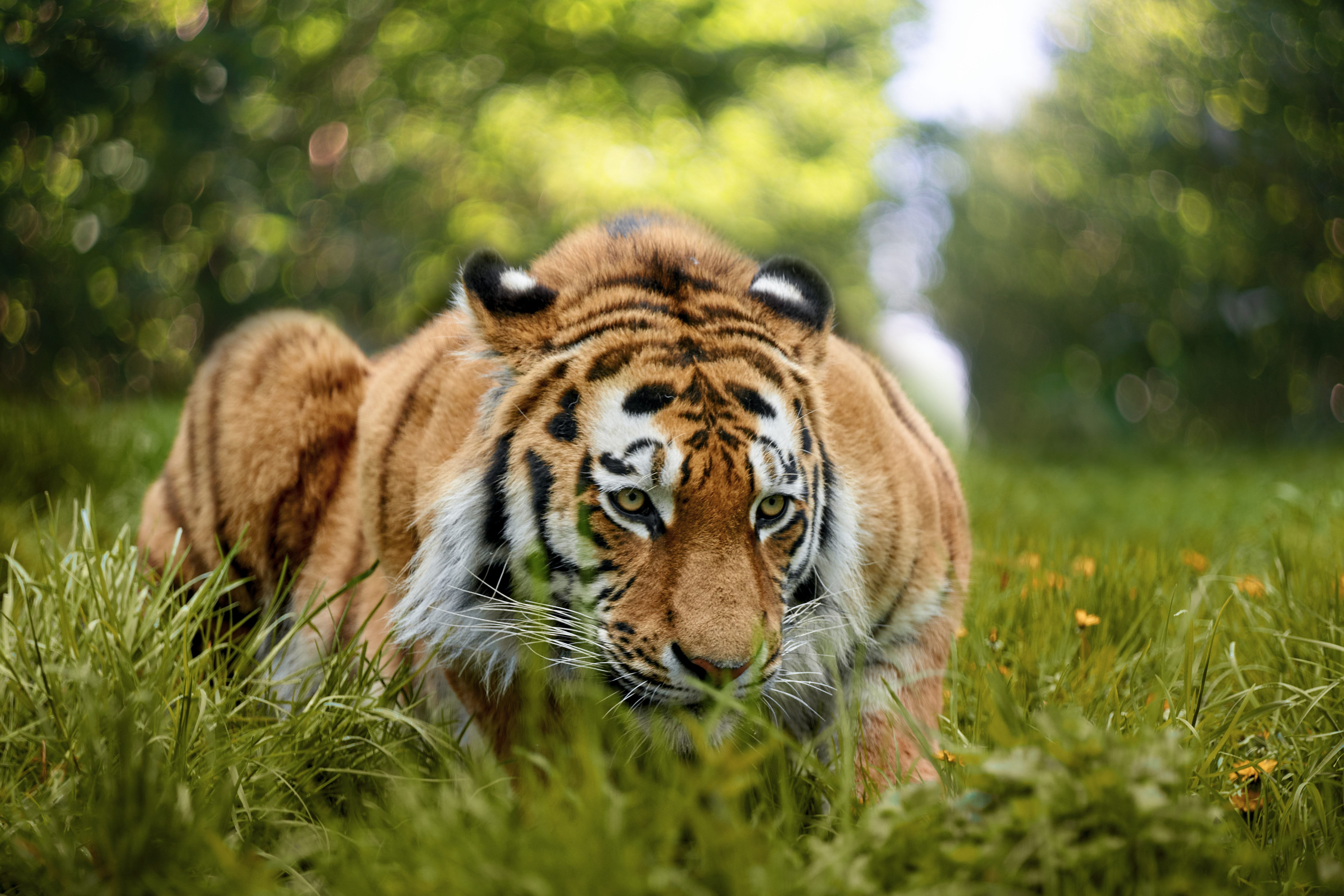
Sibirischer Tiger
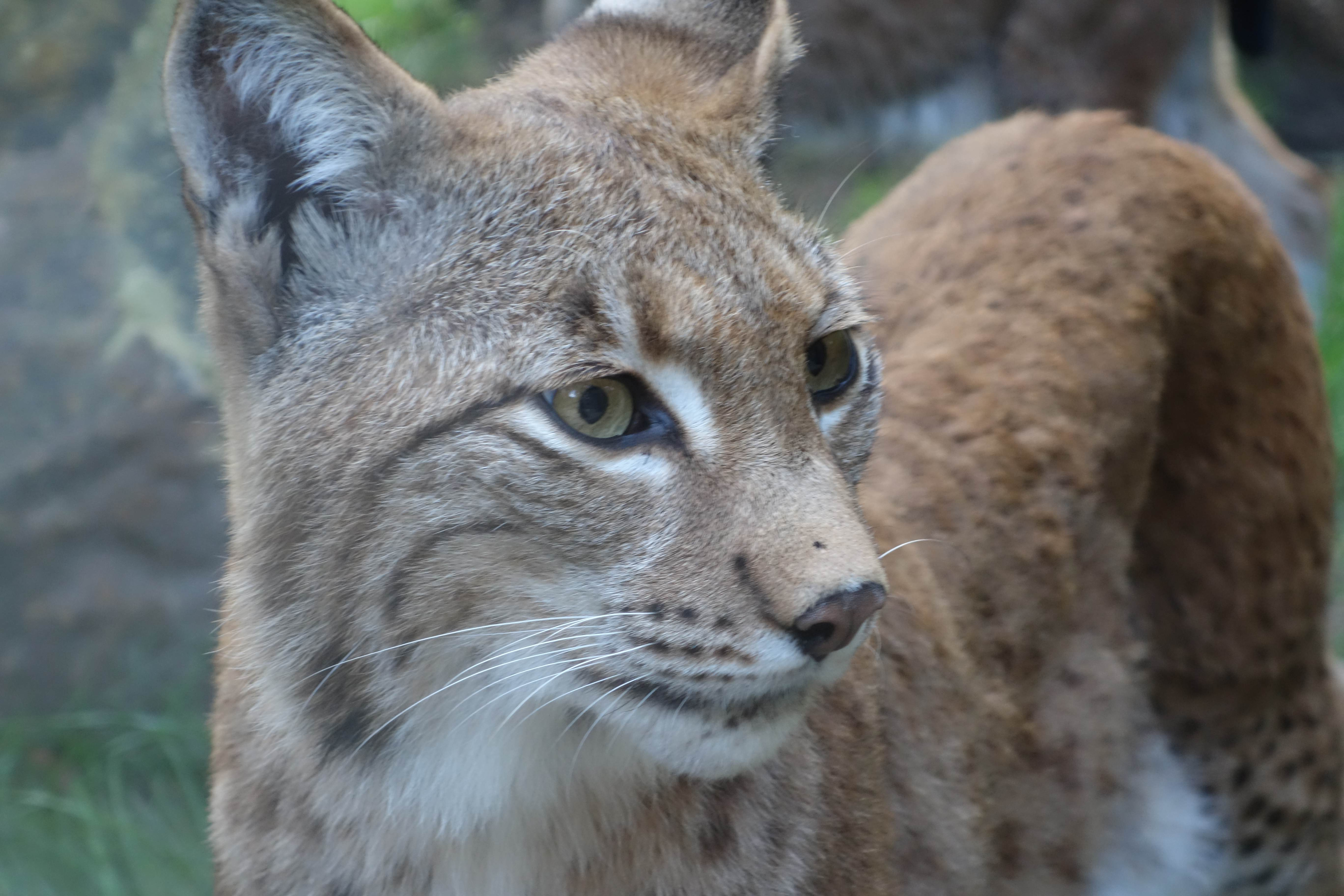
Eurasischer Luchs
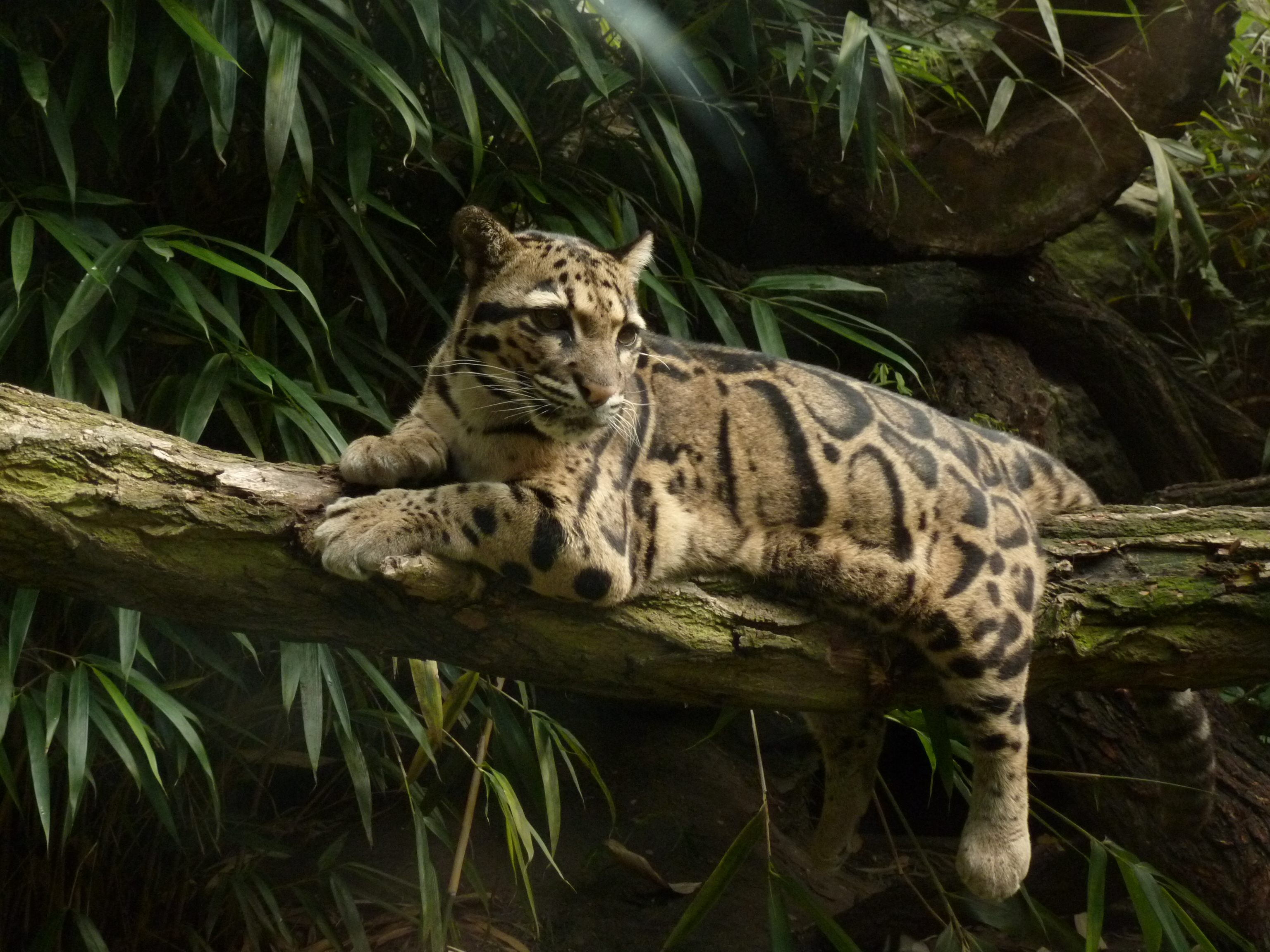
Nebelparder
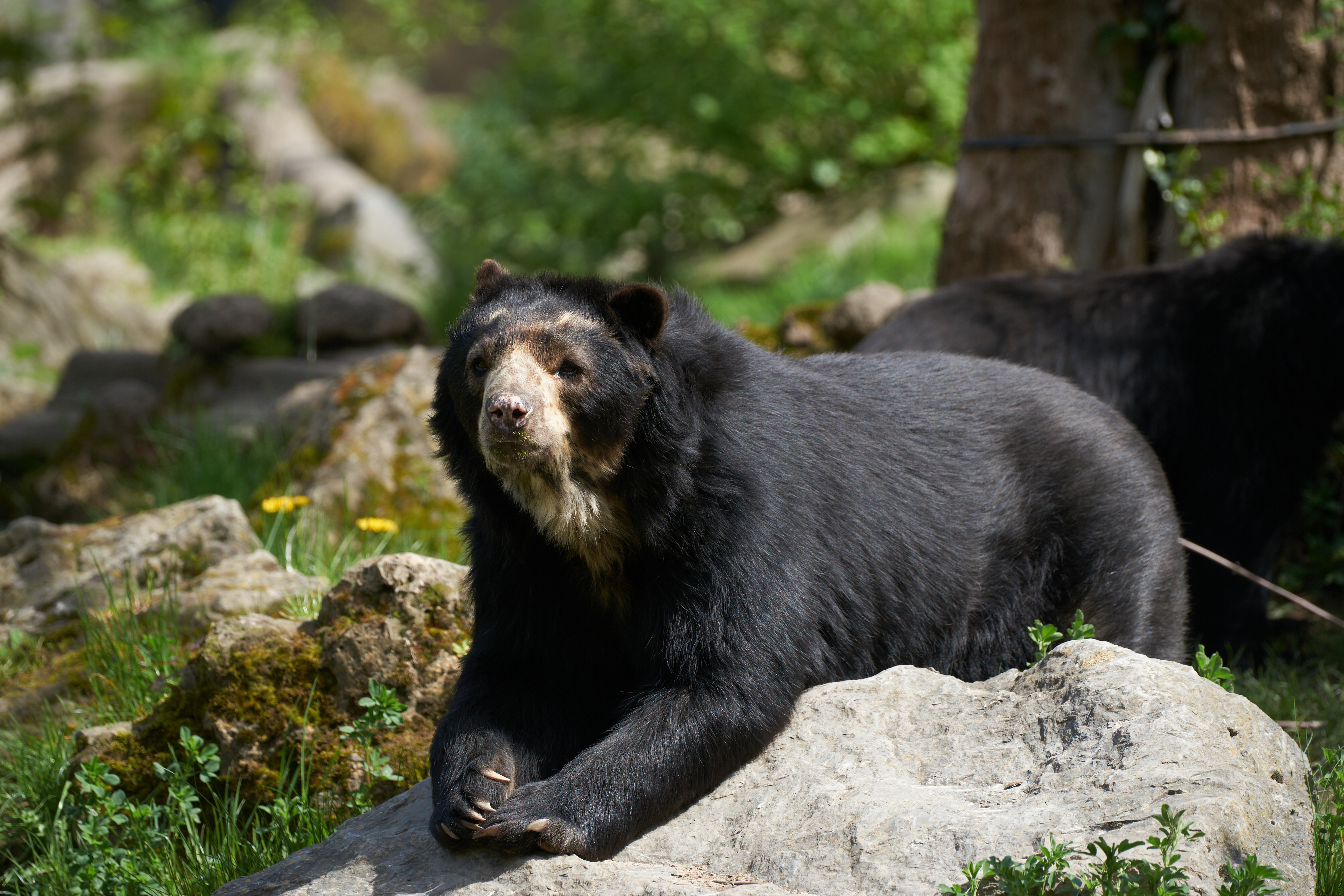
Brillenbär
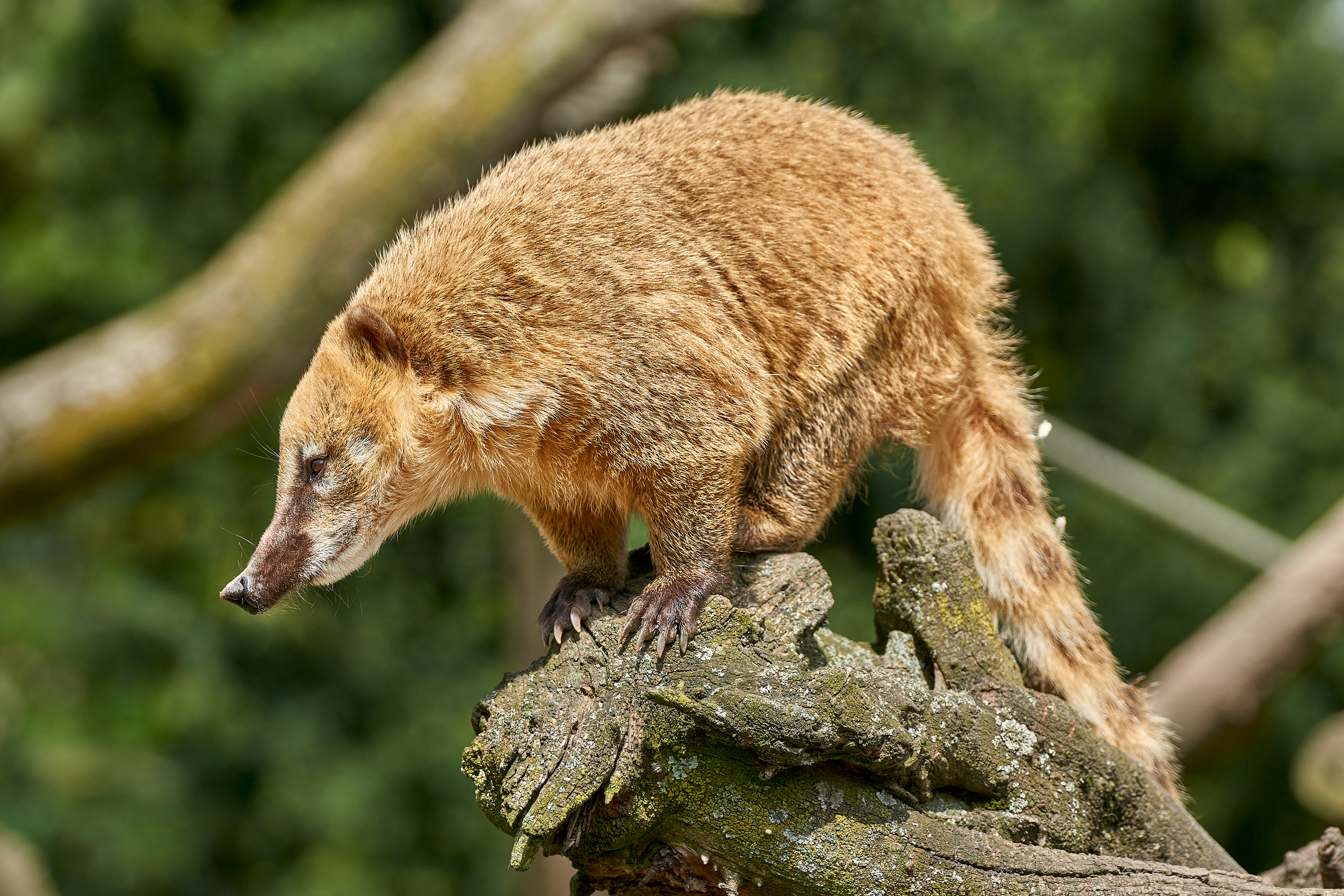
Südamerikanischer Nasenbär
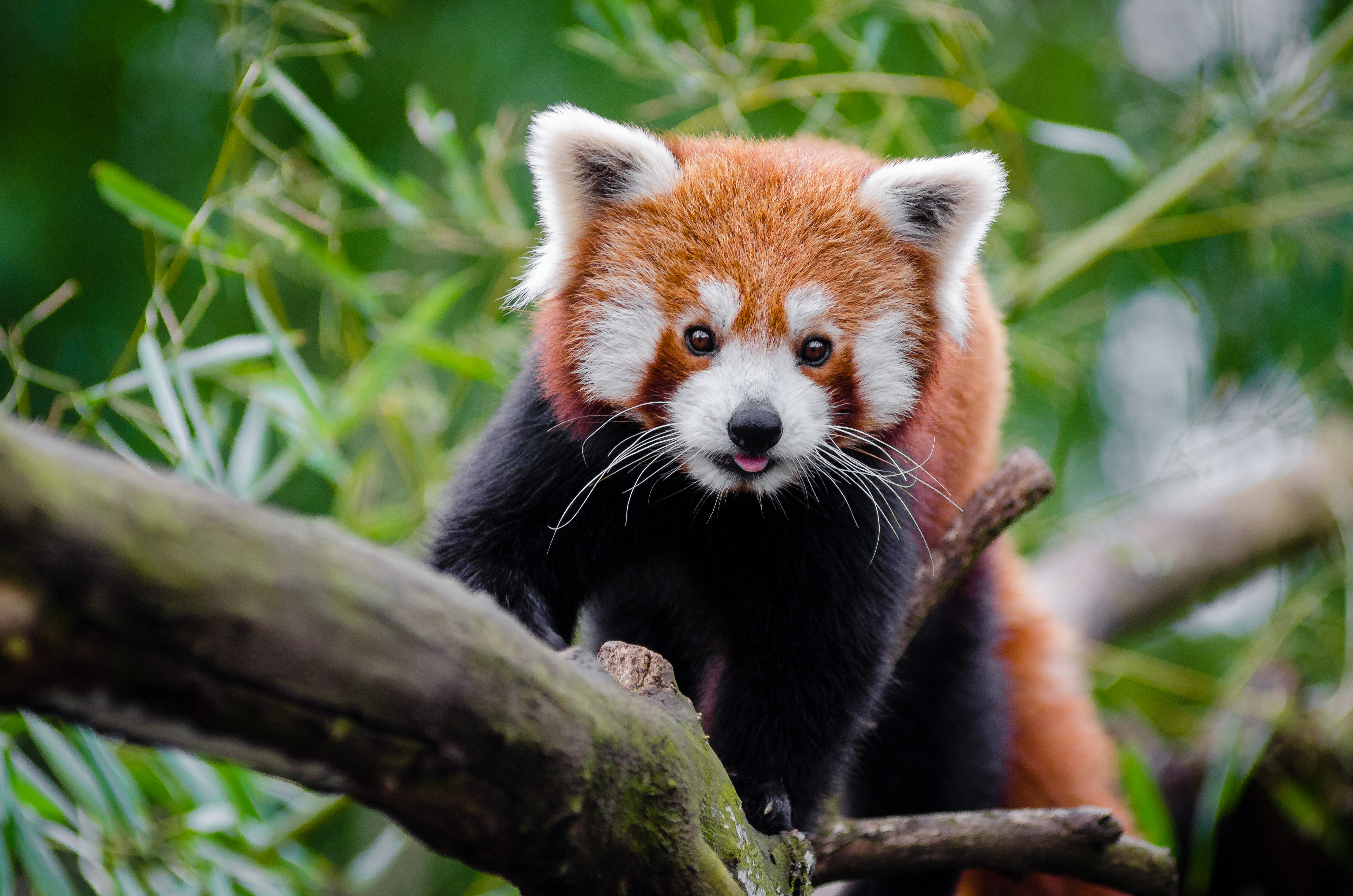
Roter Panda
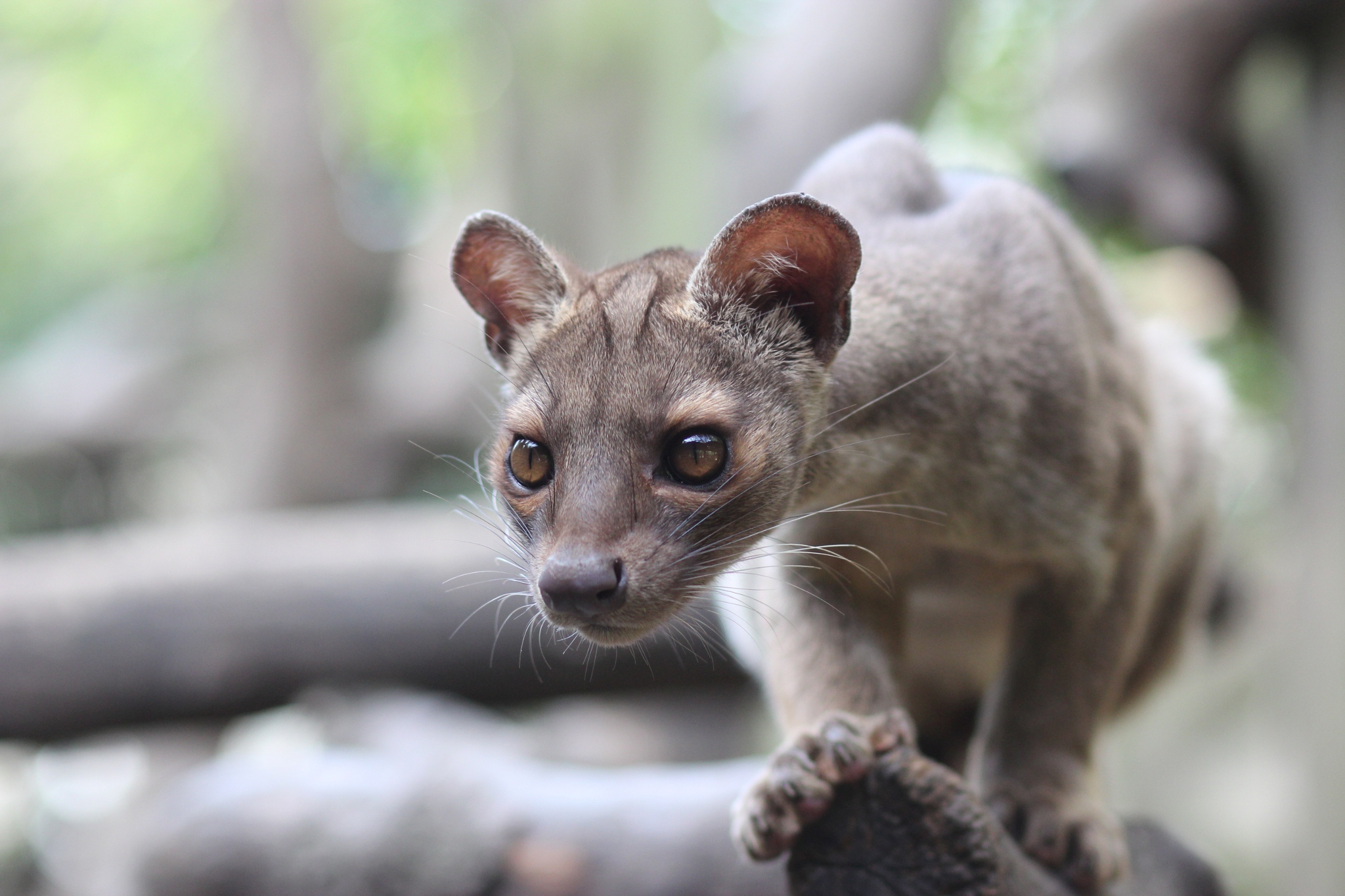
Fossa
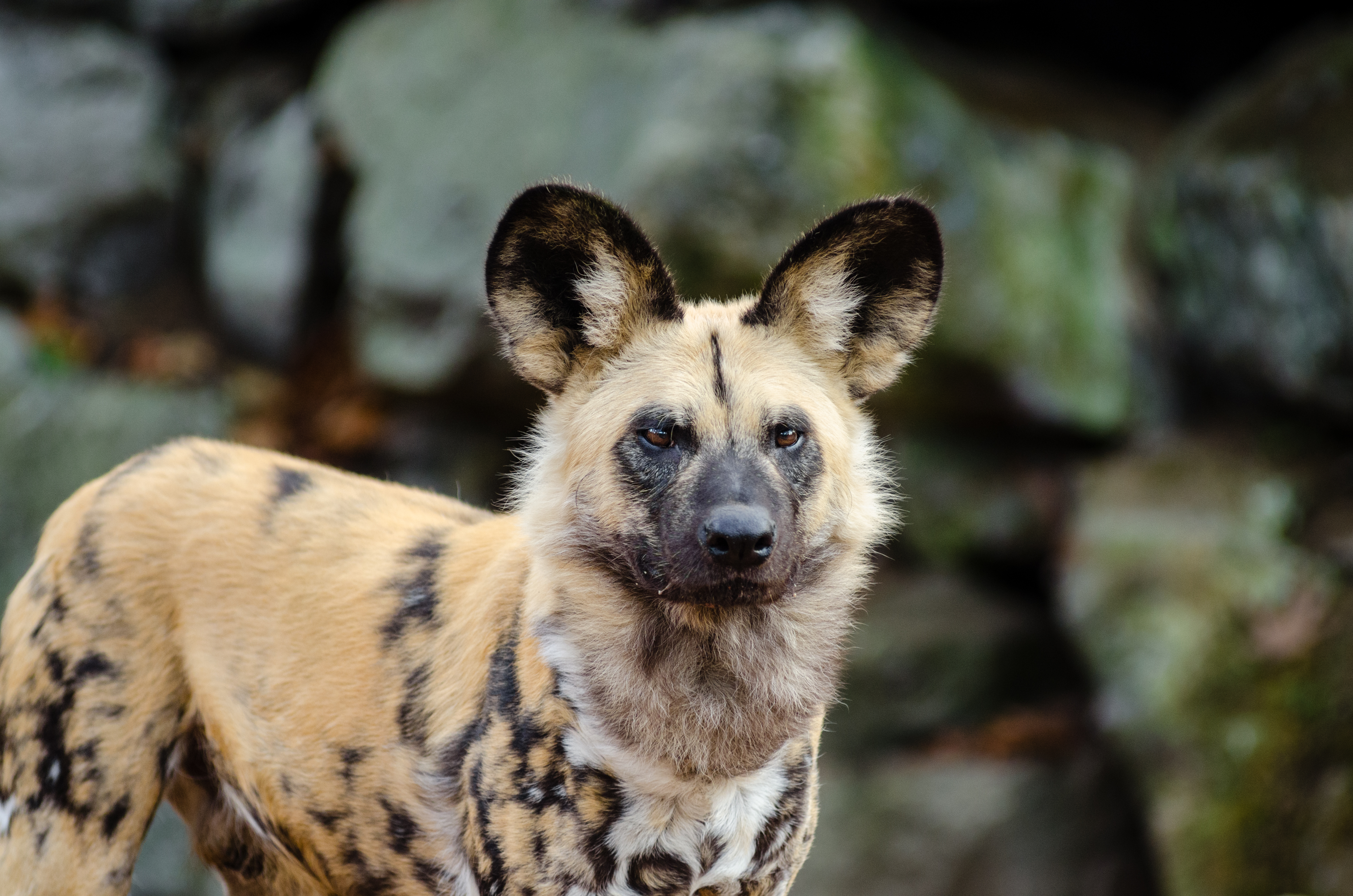
Afrikanischer Wildhund
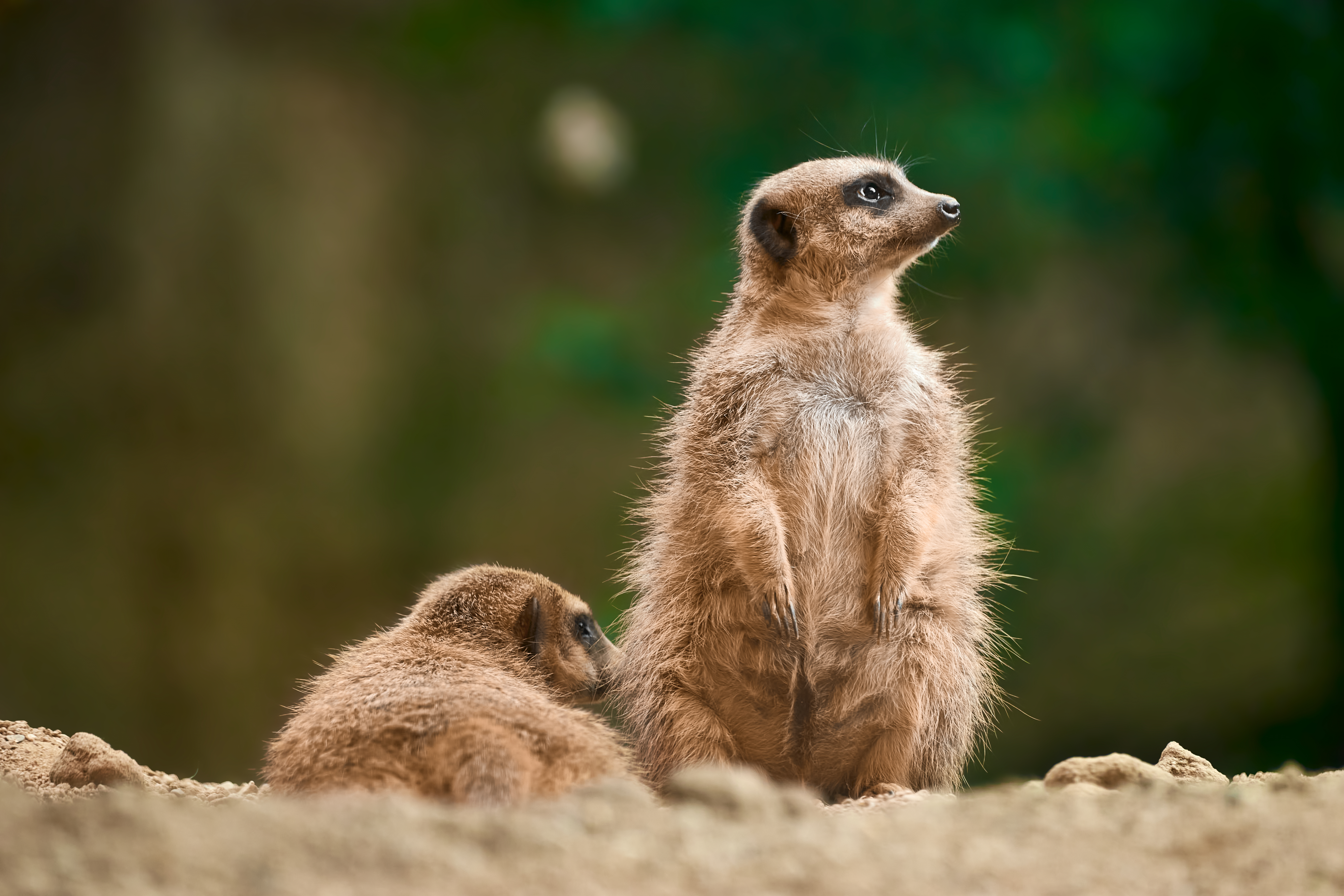
Erdmännchen
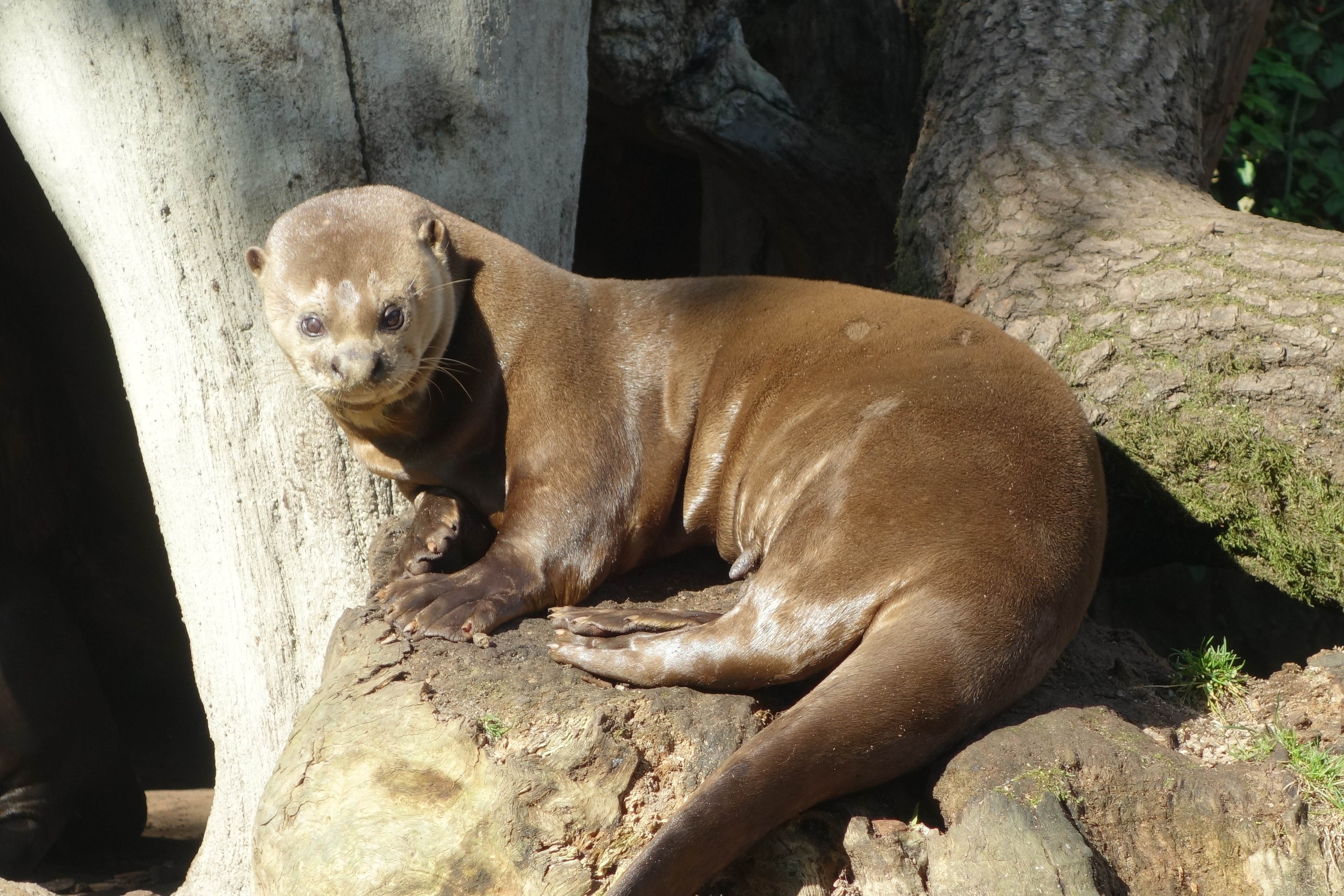
Riesenotter
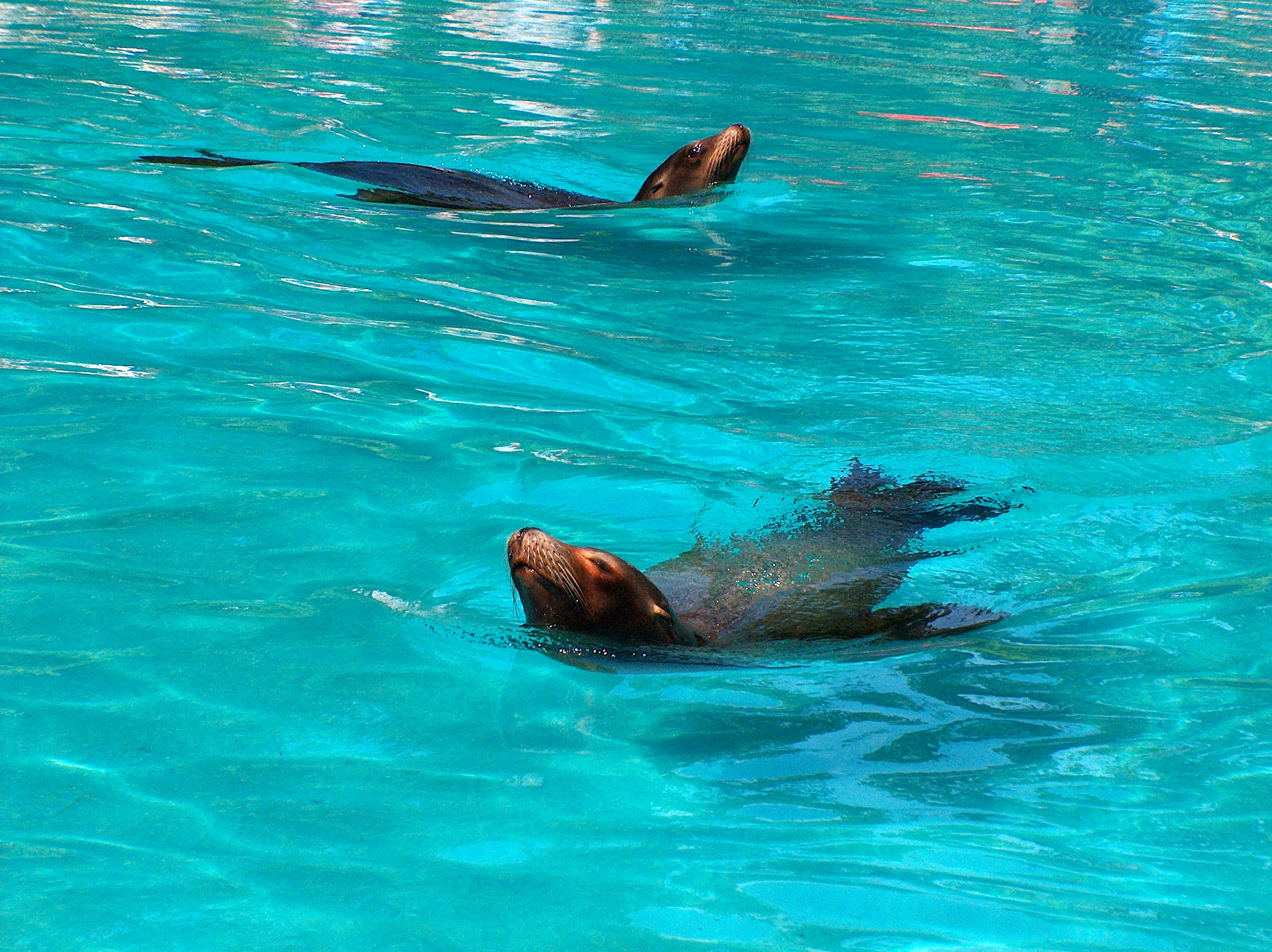
Kalifornischer Seelöwe

Huftiere
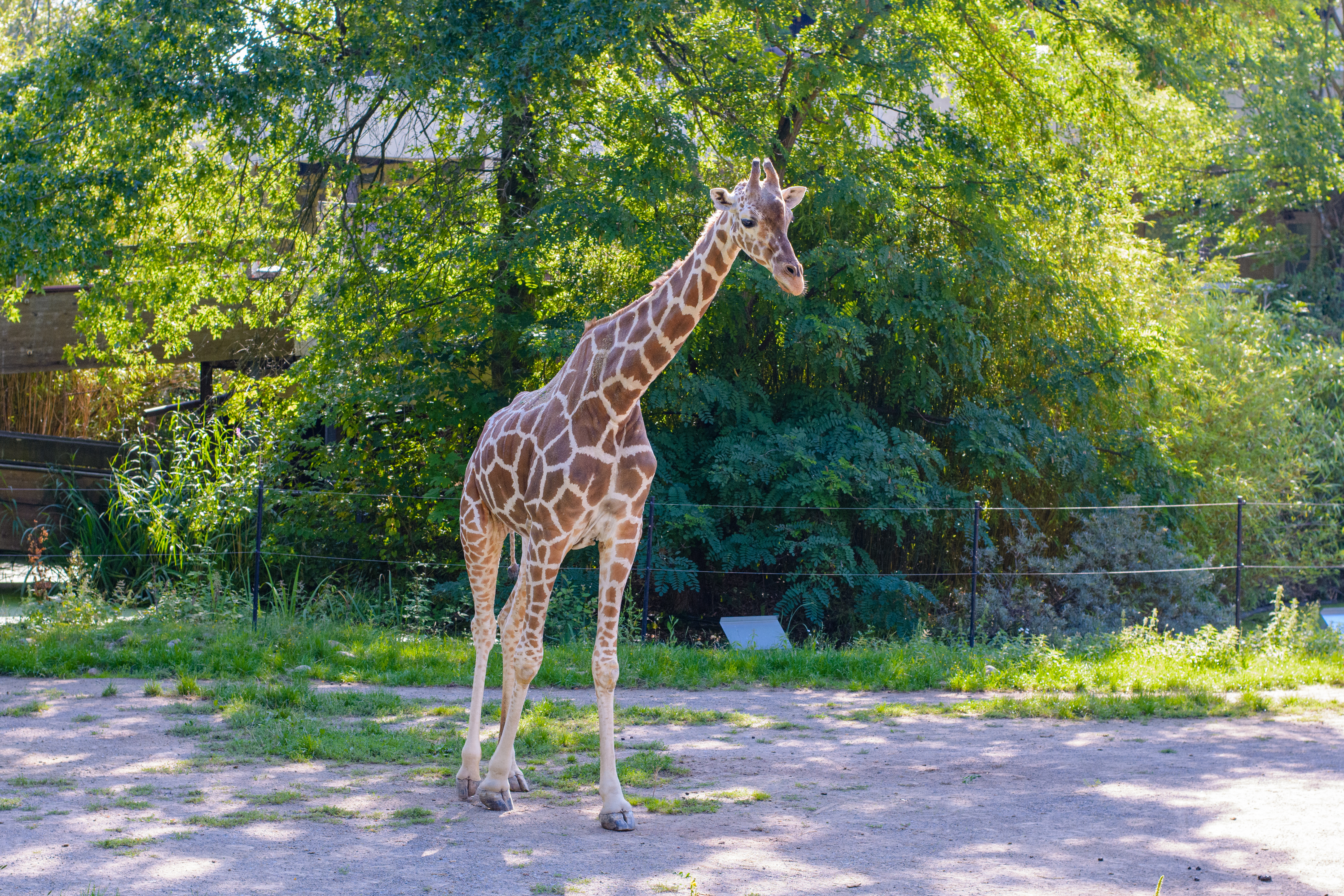
Giraffe
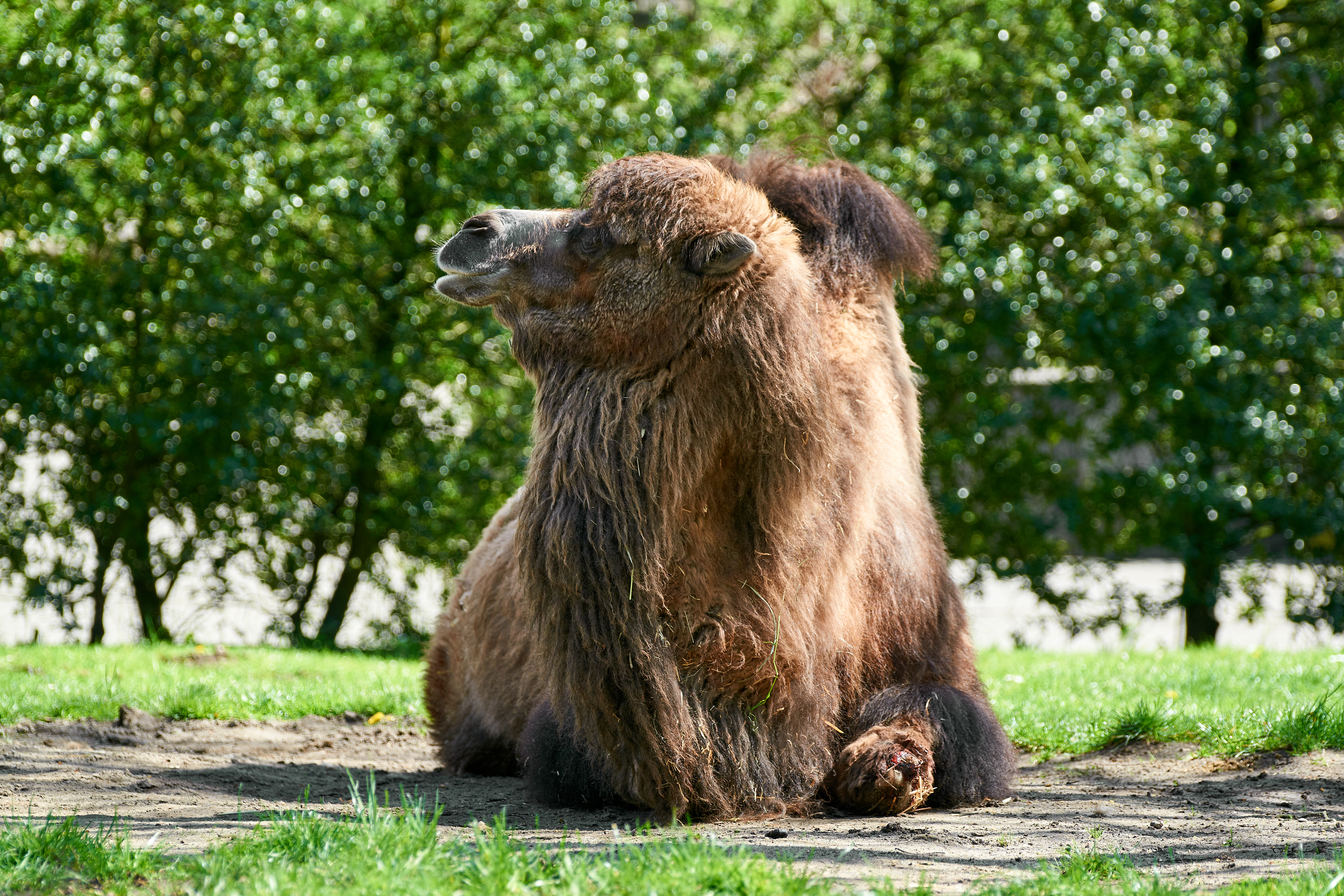
Trampeltier
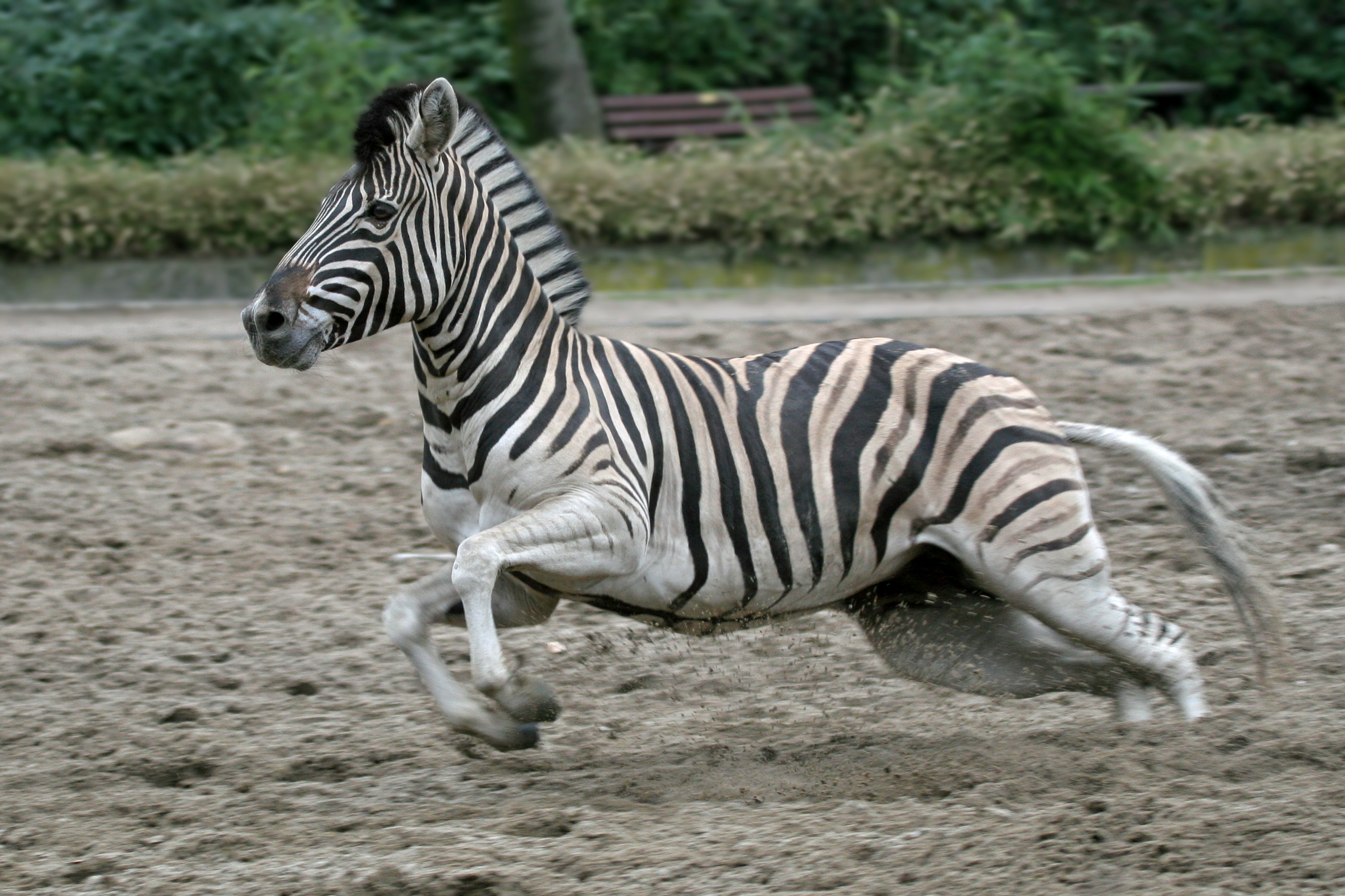
Steppenzebra
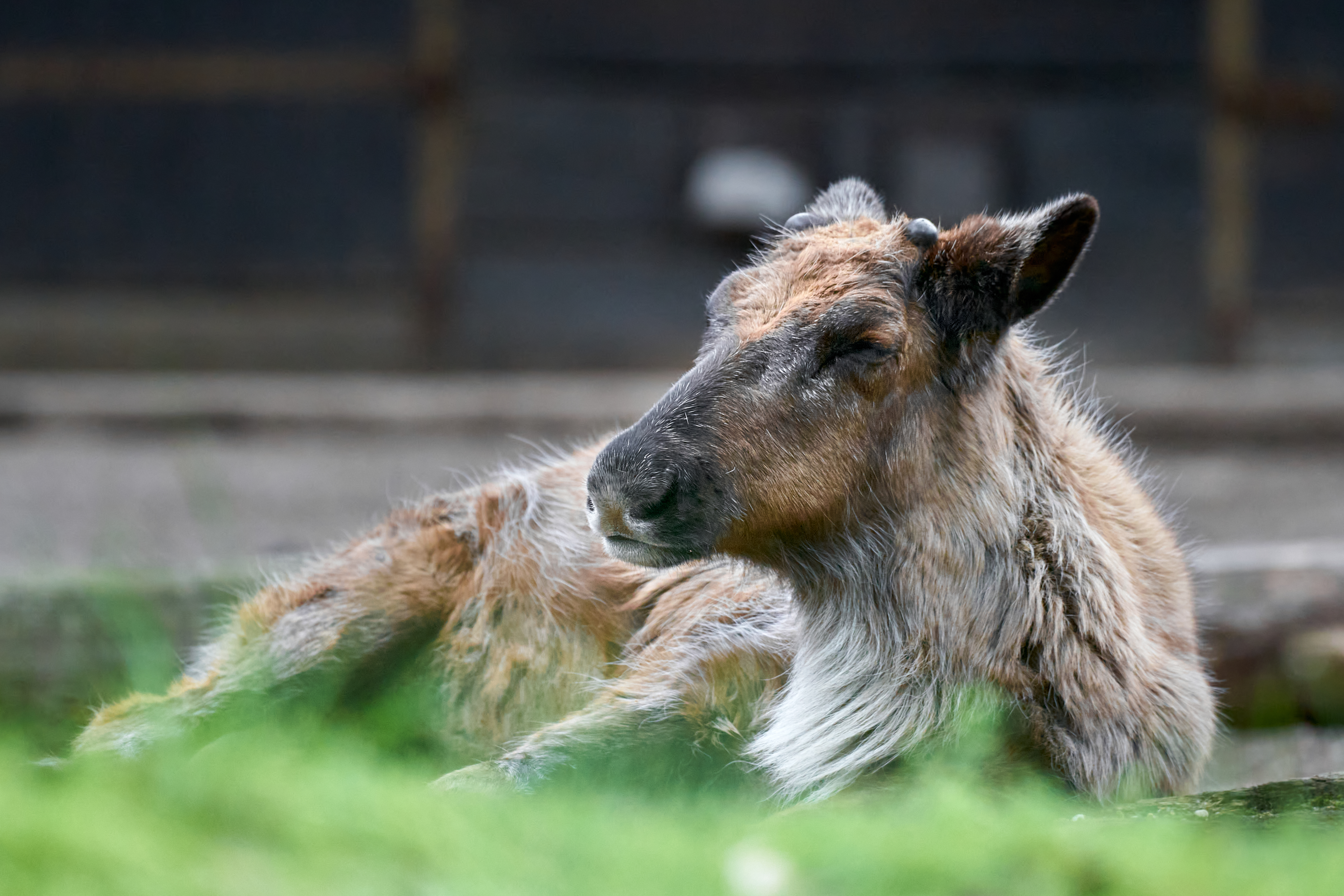
Rentier
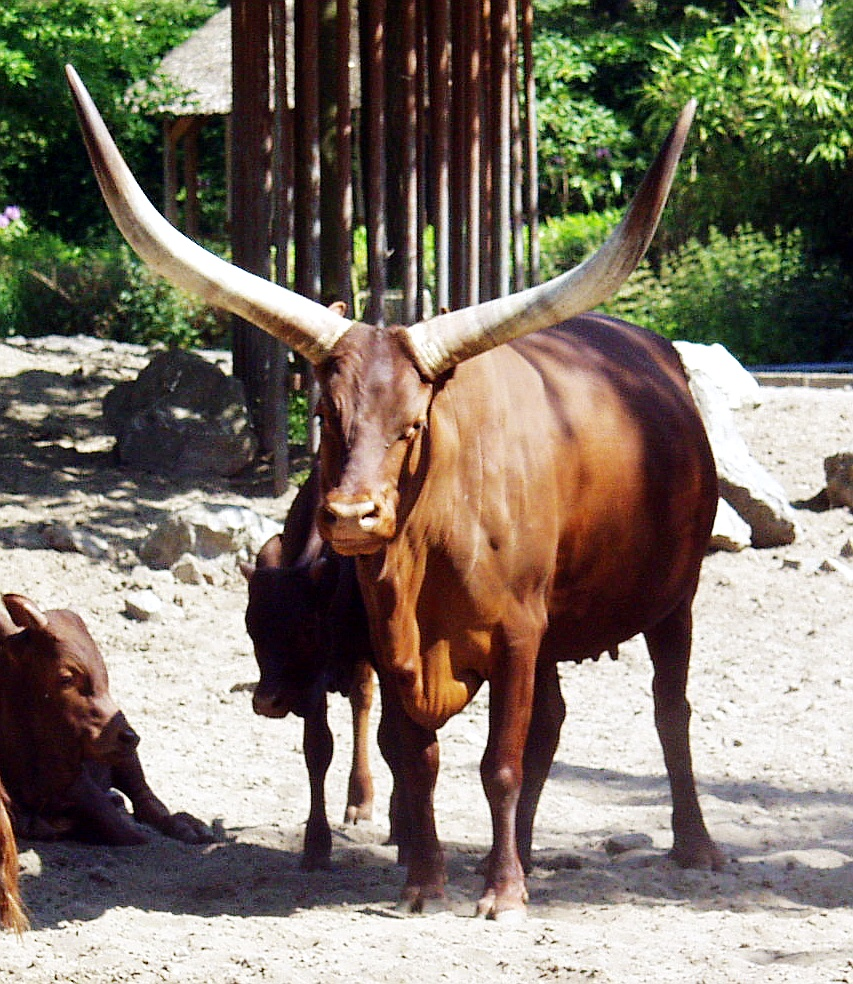
Watussirind
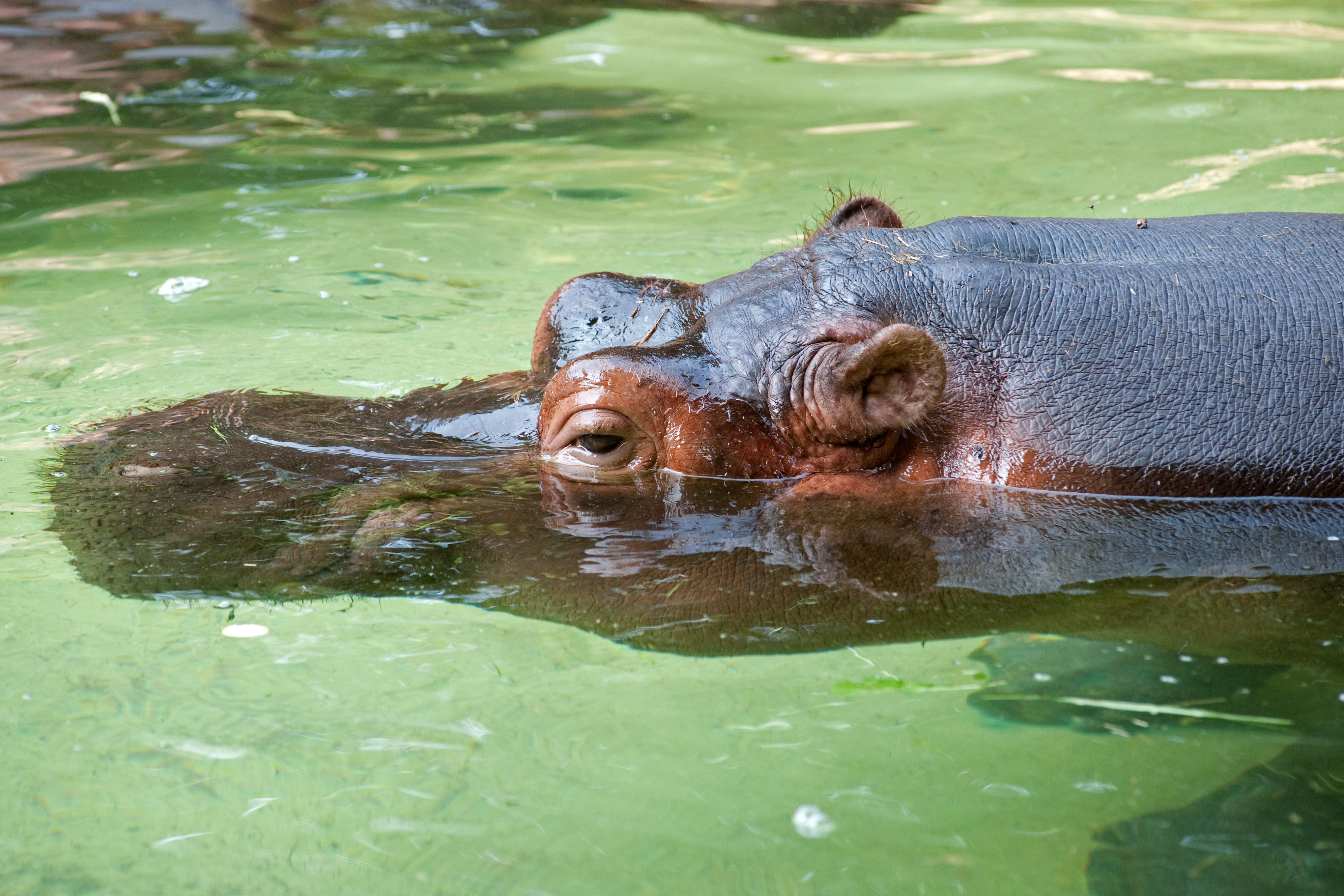
Nilpferd
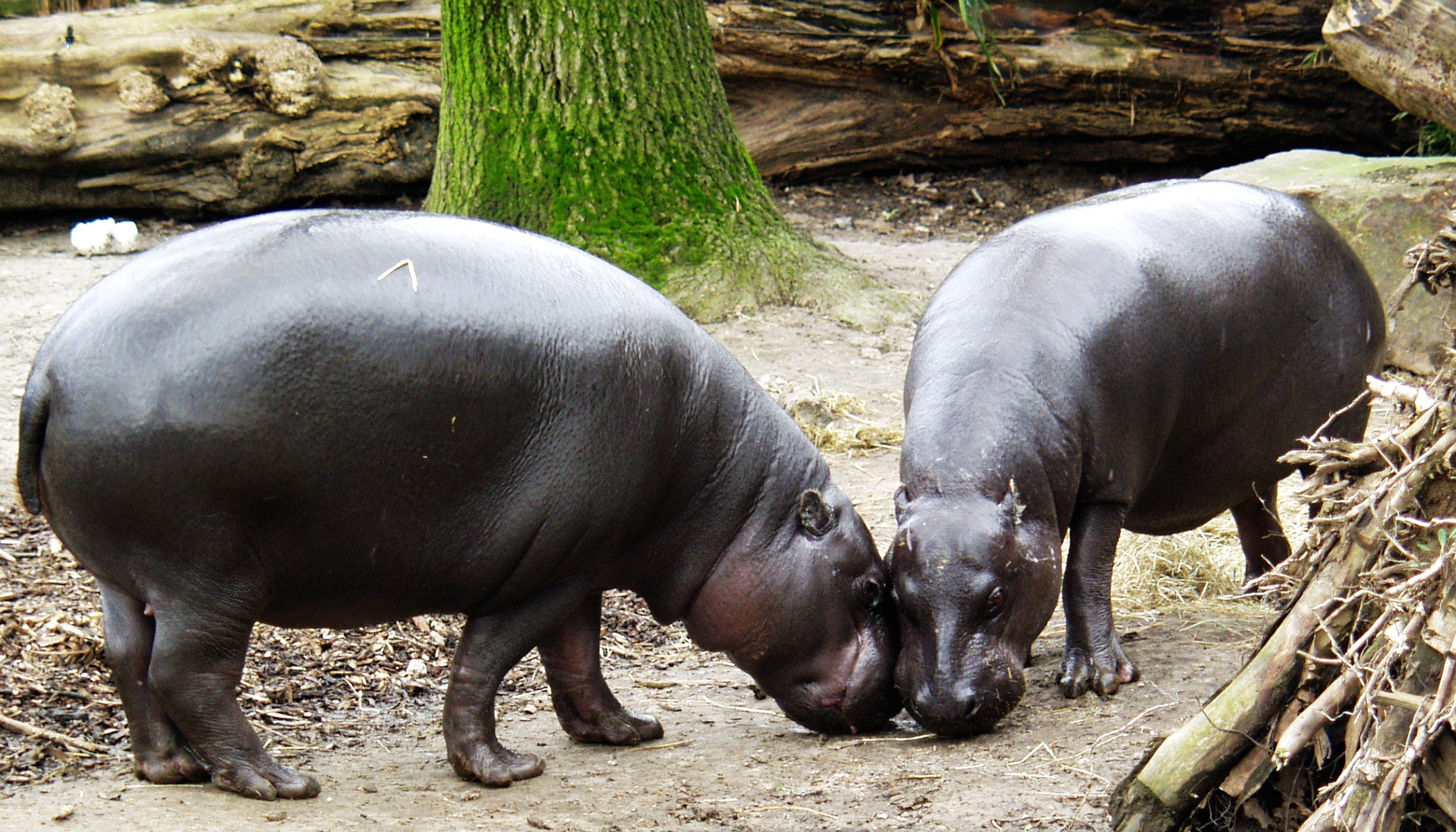
Zwergflusspferd

Sonstige Säugetiere
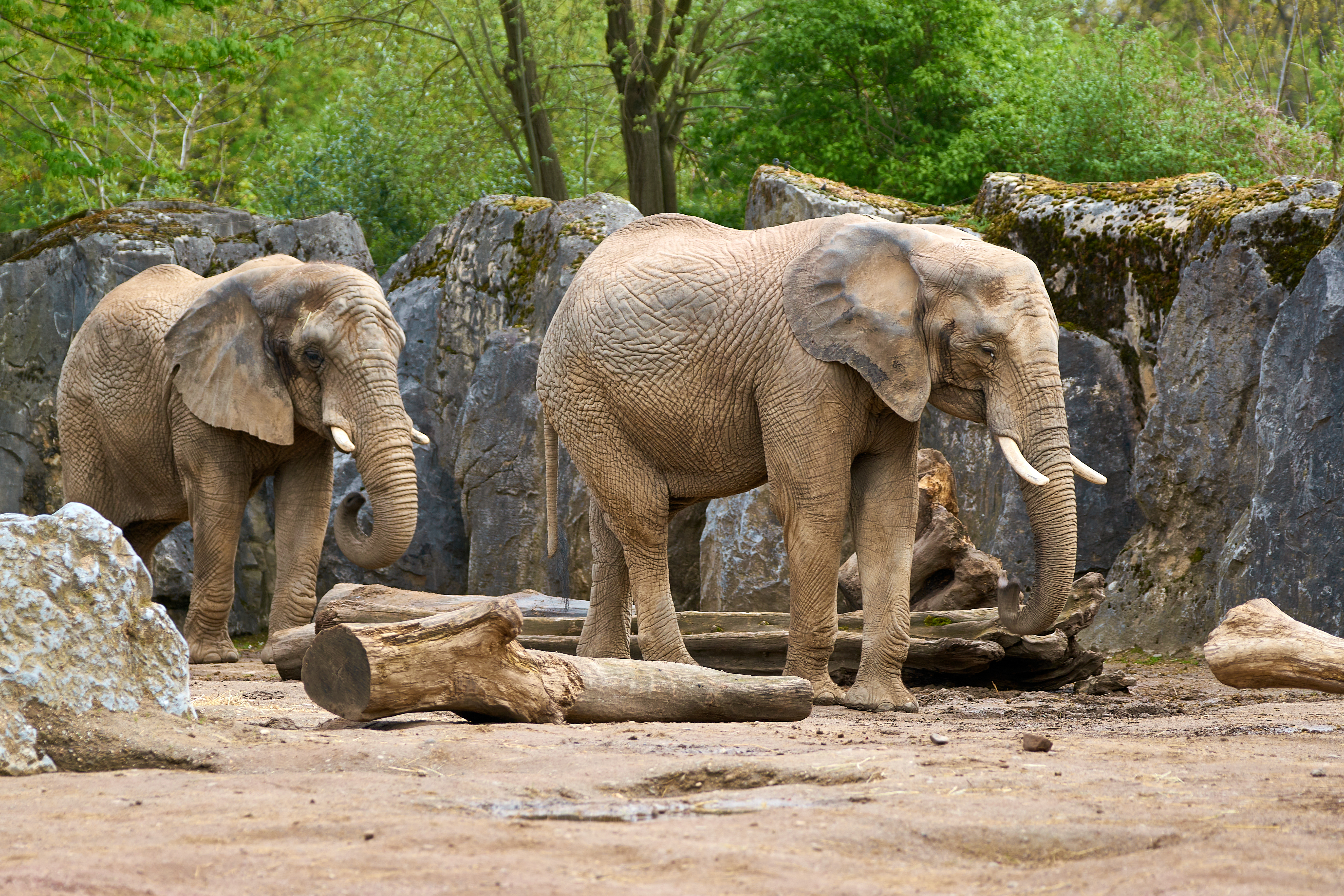
Afrikanischer Elefant
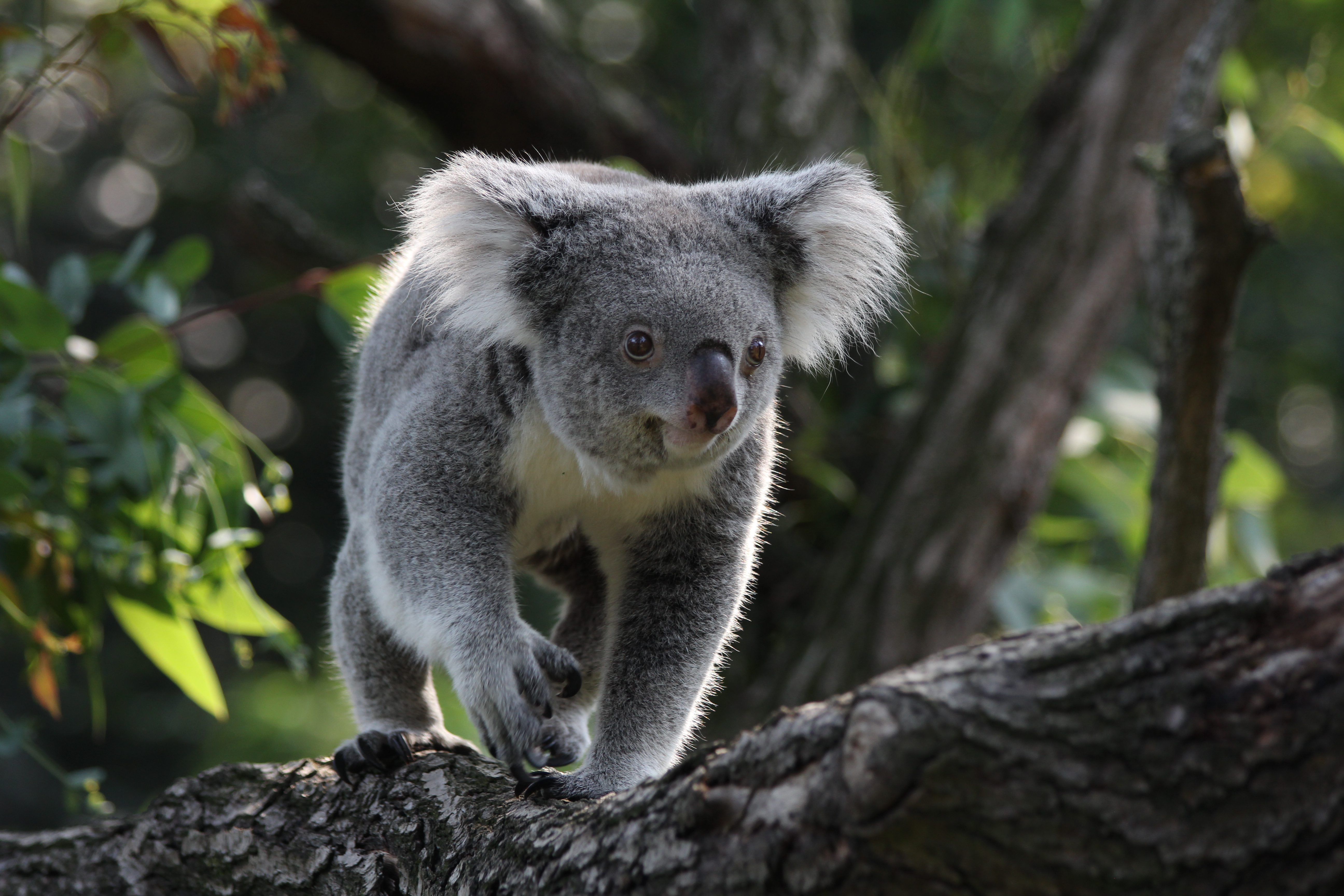
Koala
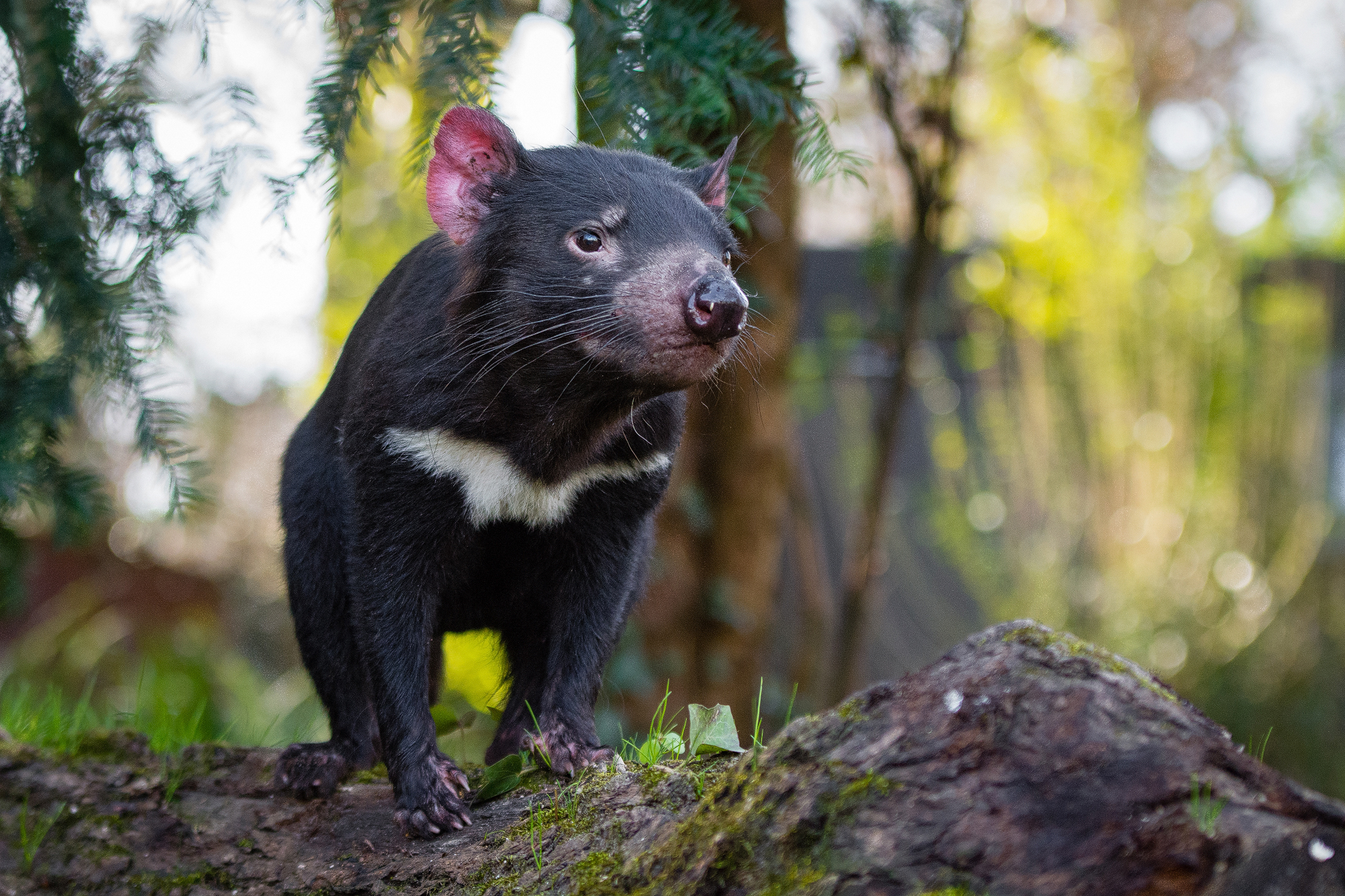
Tasmanischer Teufel

Vögel
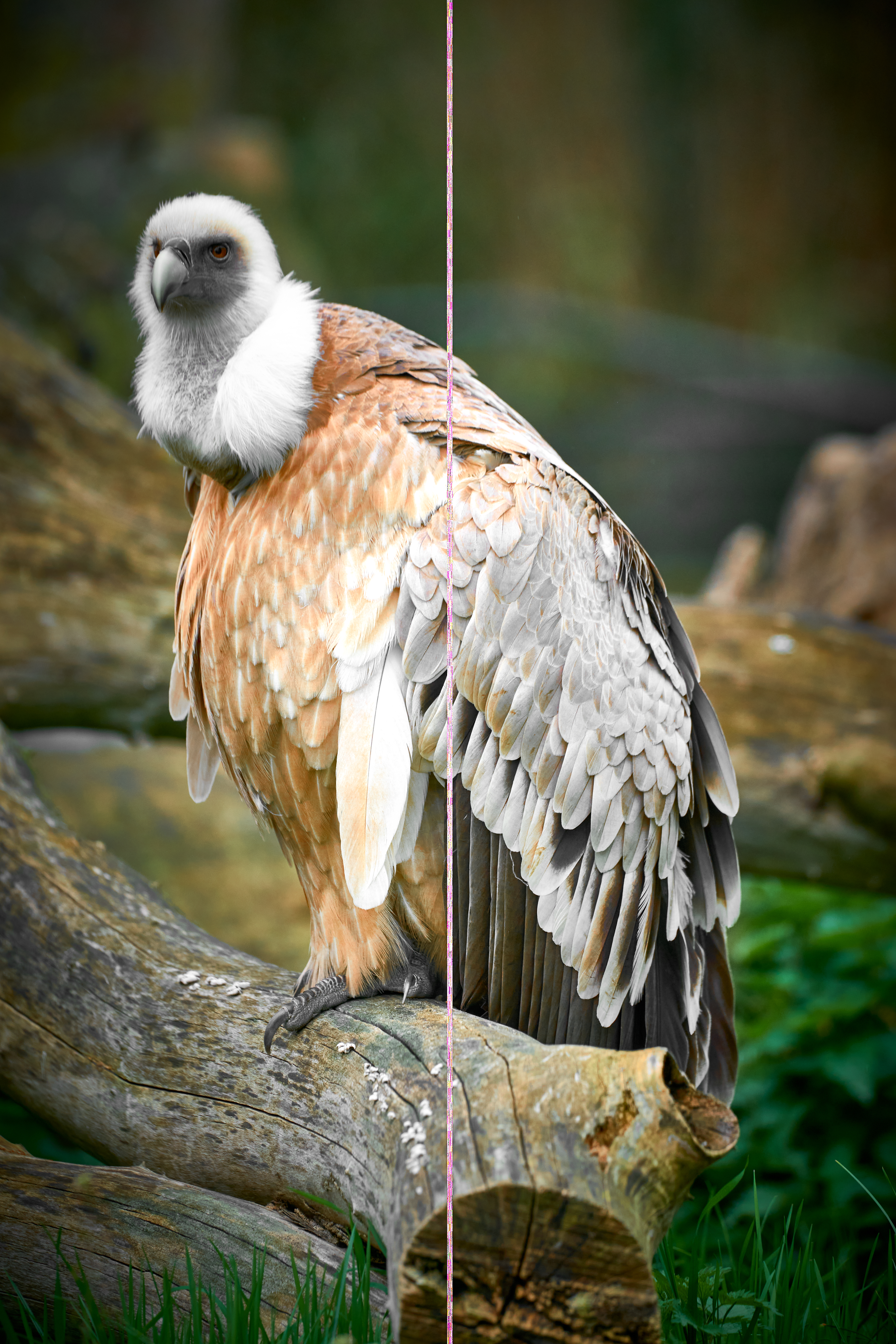
Gänsegeier
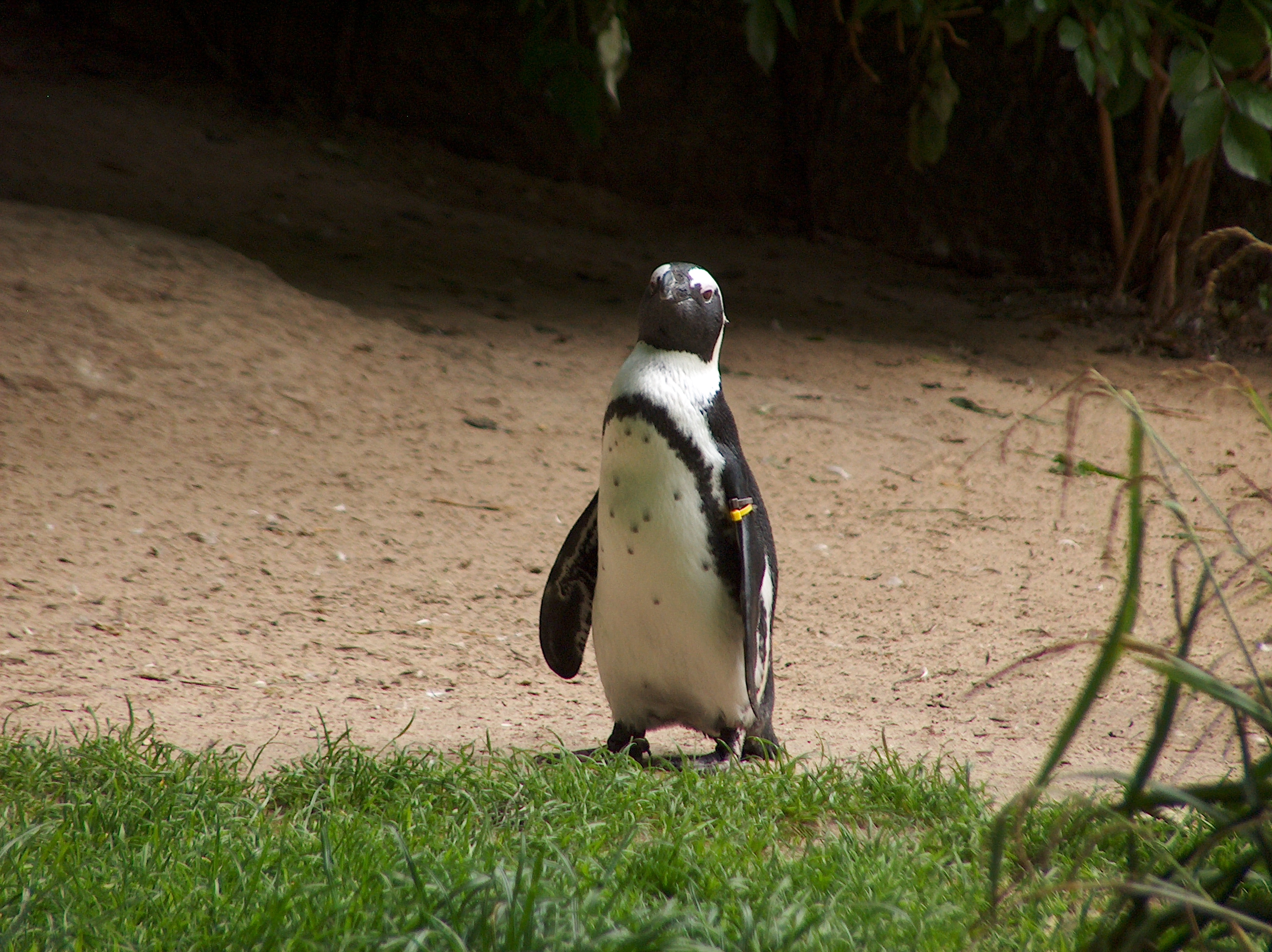
Brillenpinguin
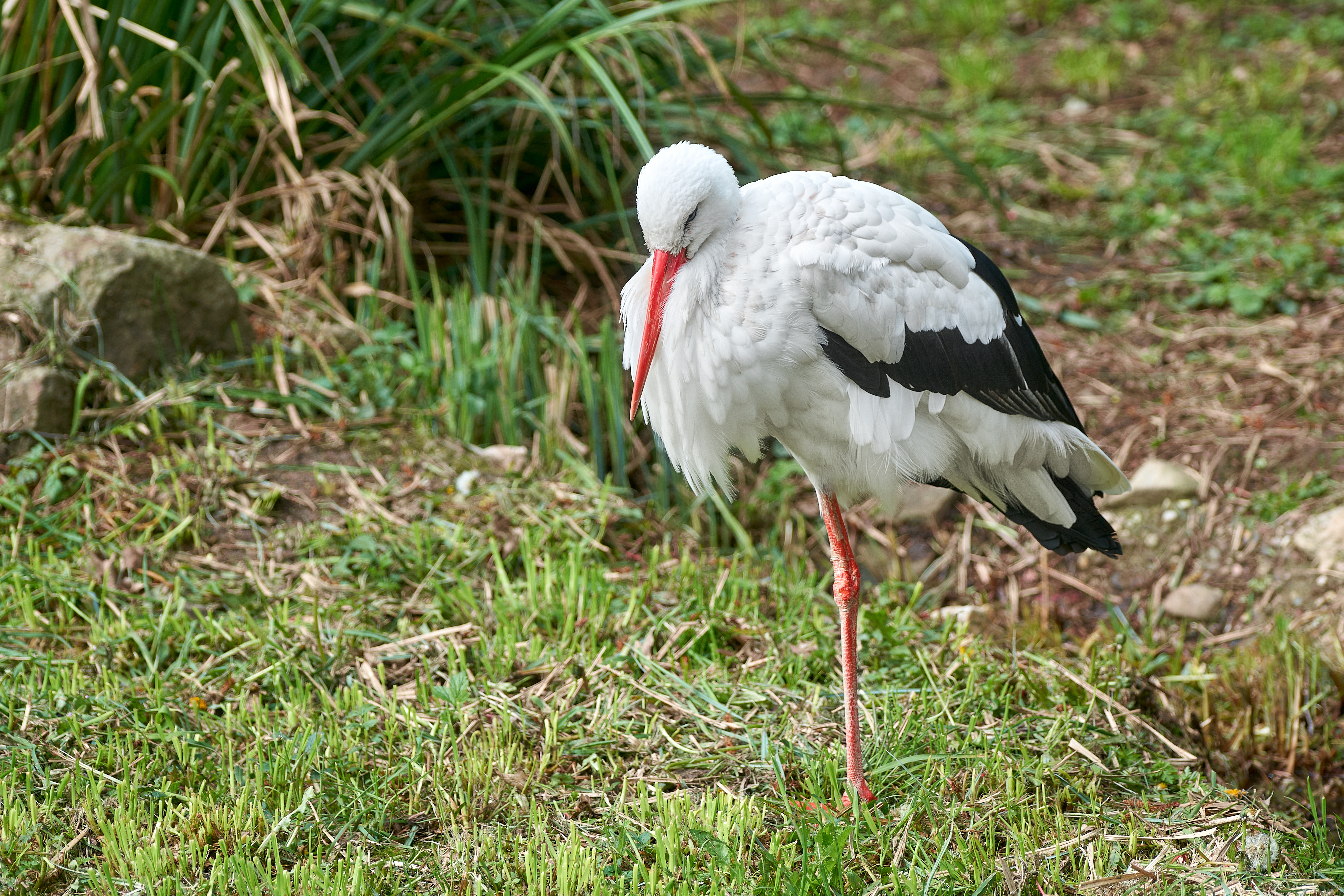
Weißstorch
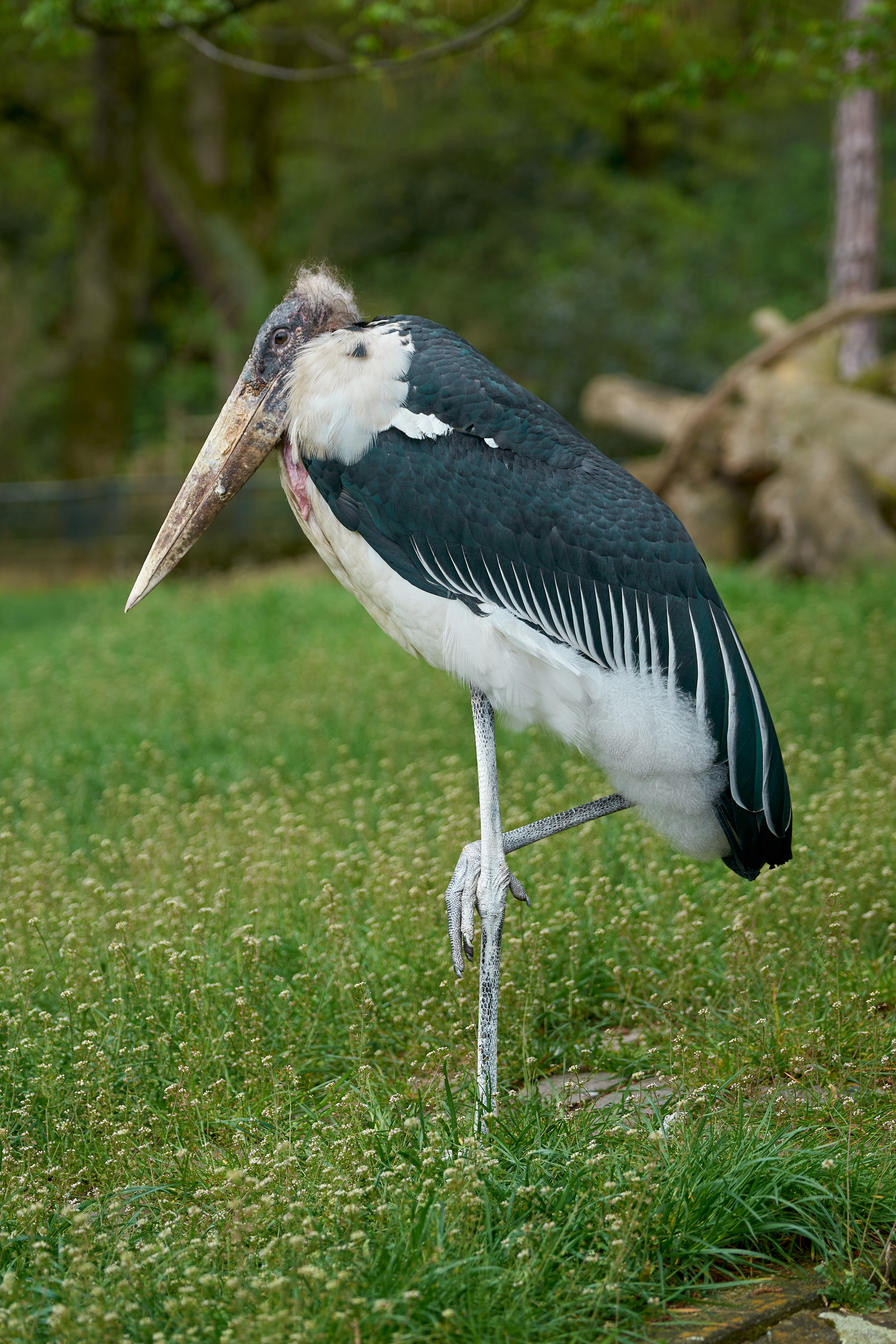
Marabu
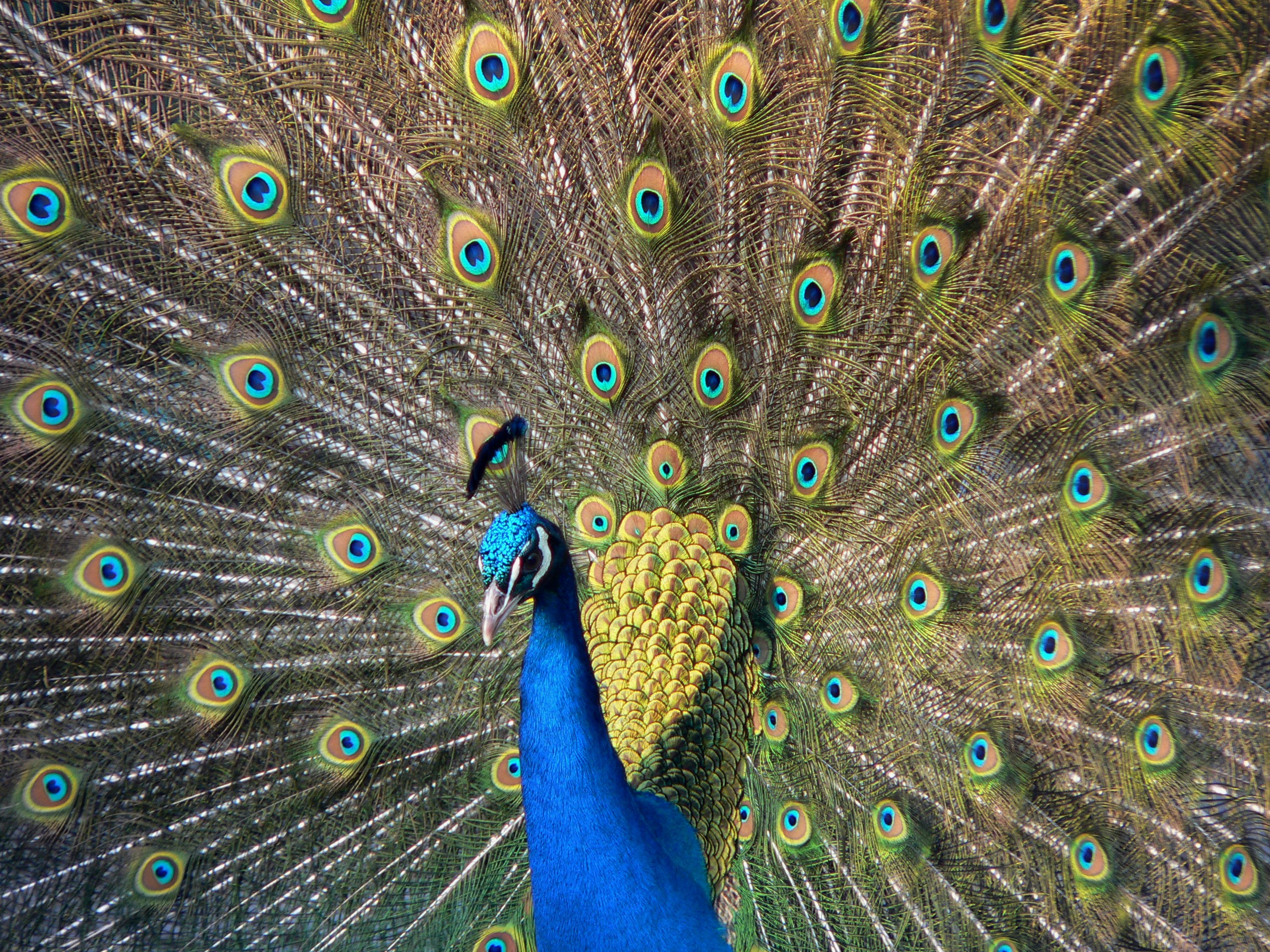
Blauer Pfau
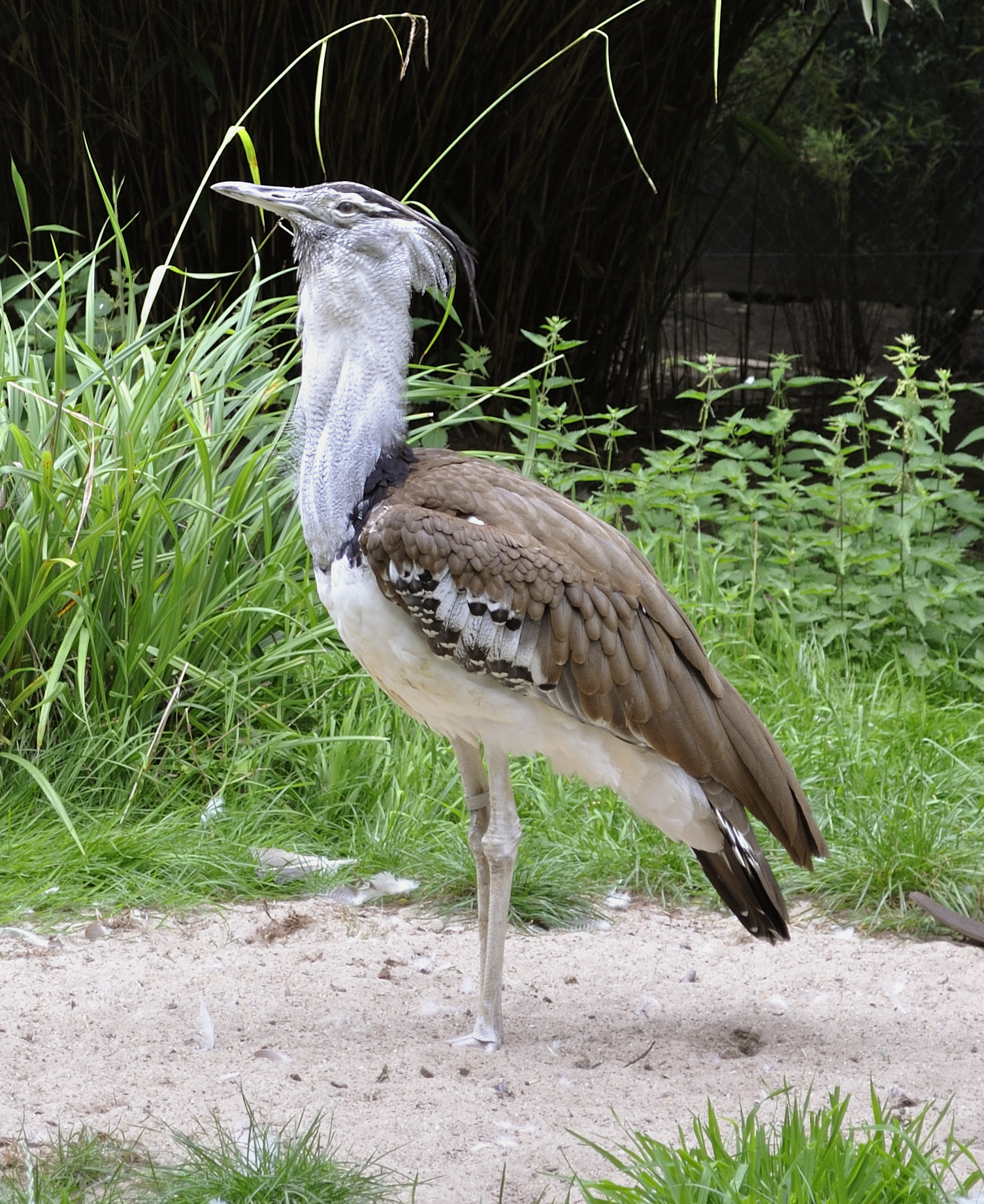
Riesentrappe
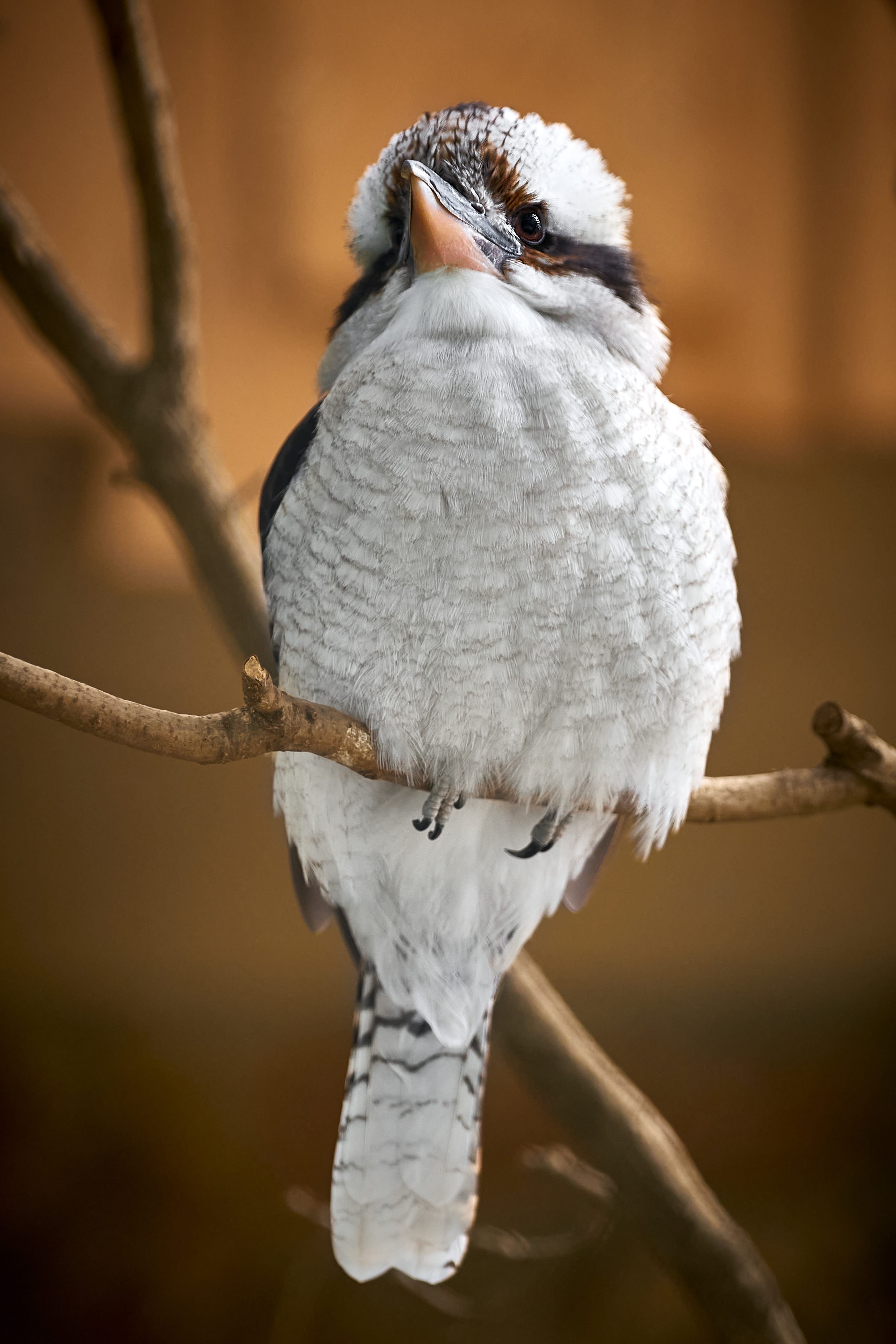
Lachender Hans
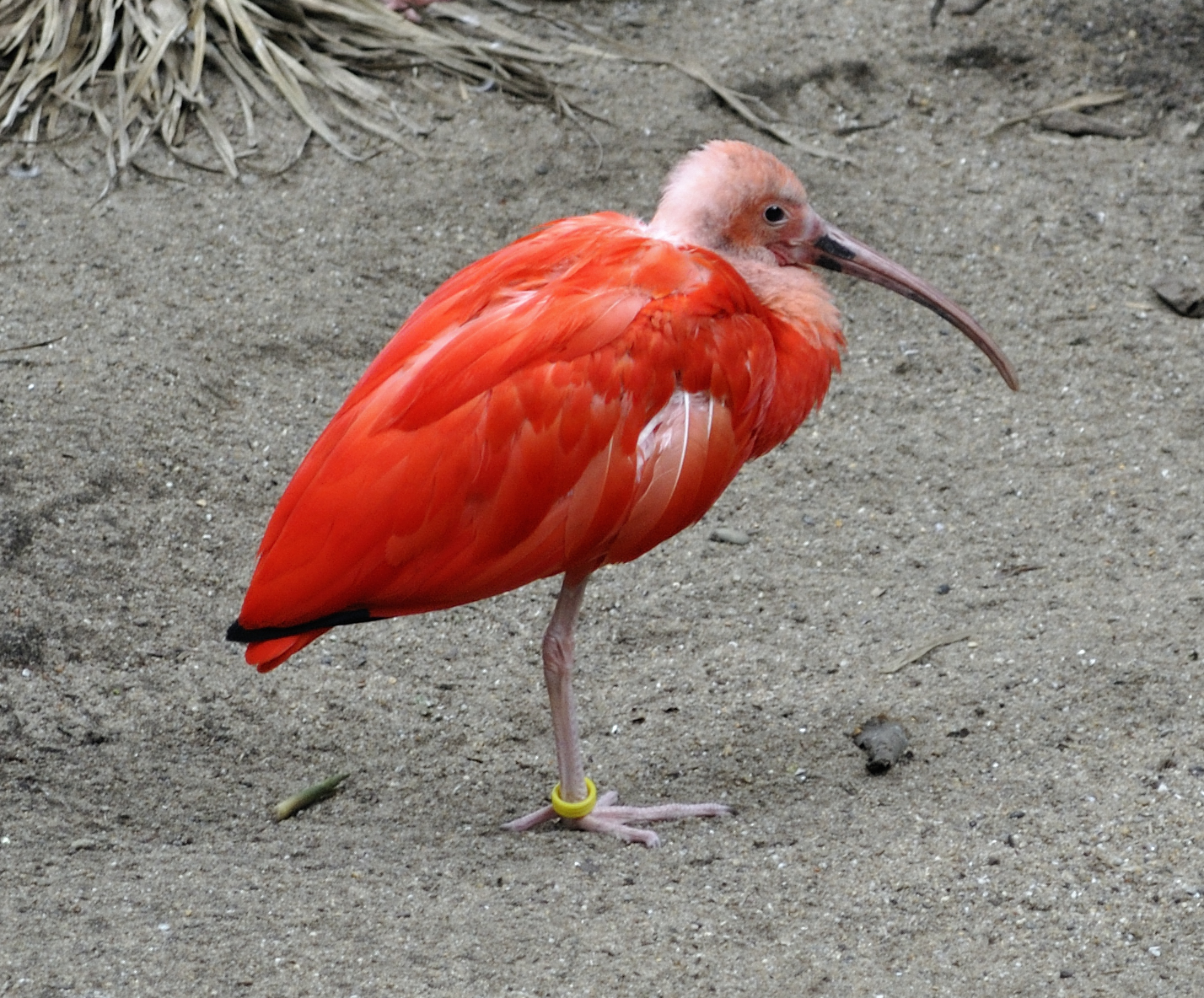
Scharlachsichler
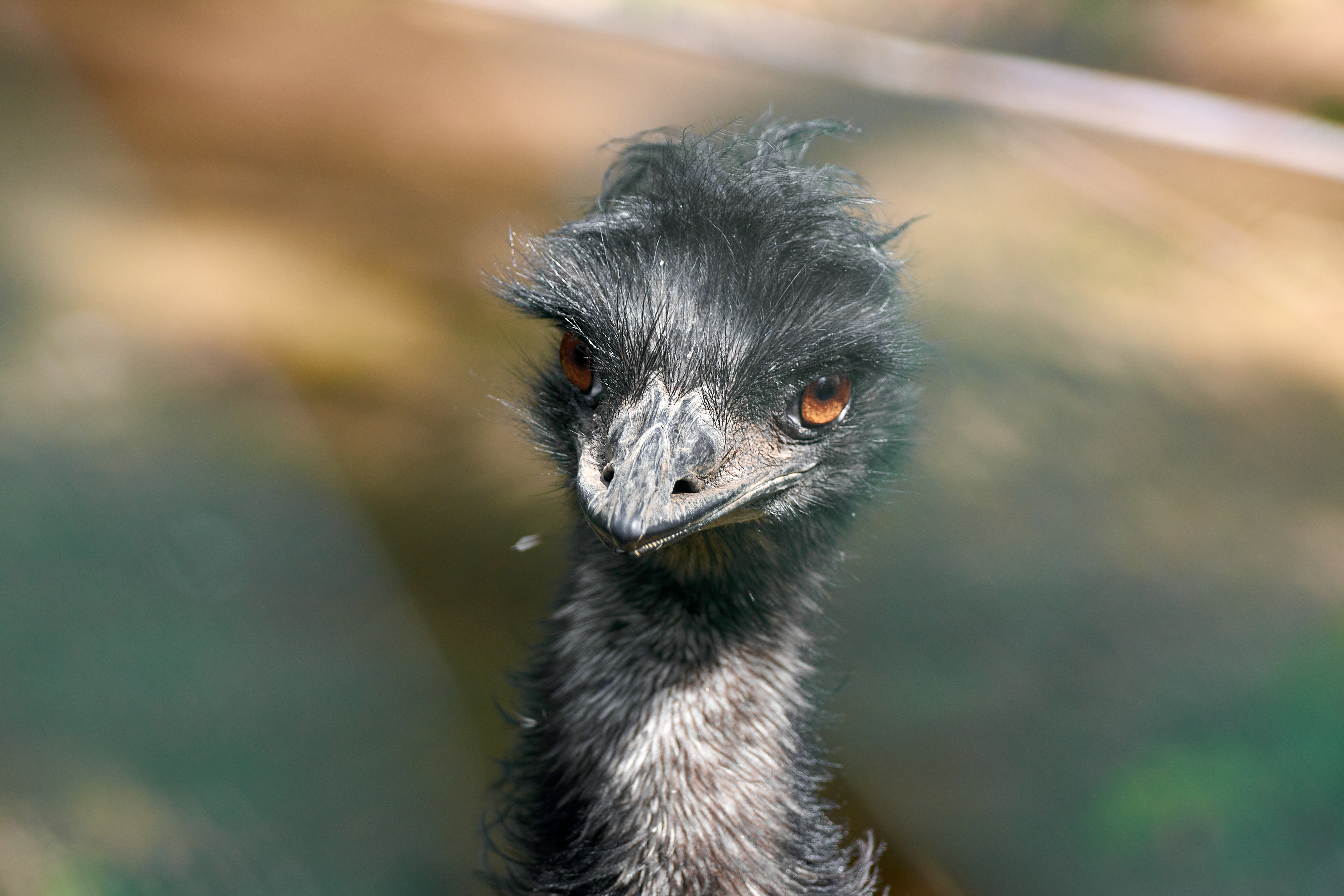
Emu
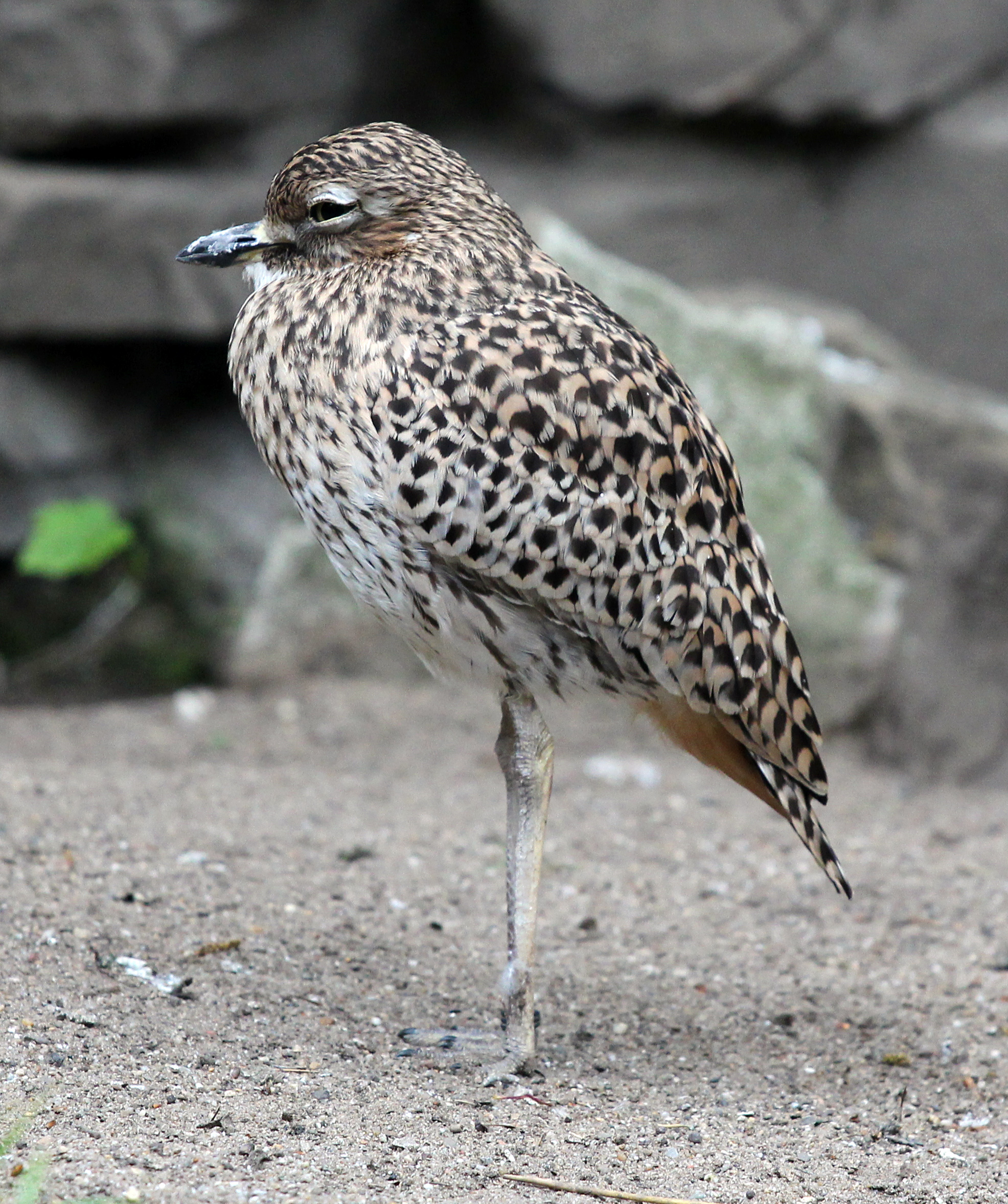
Kaptriel
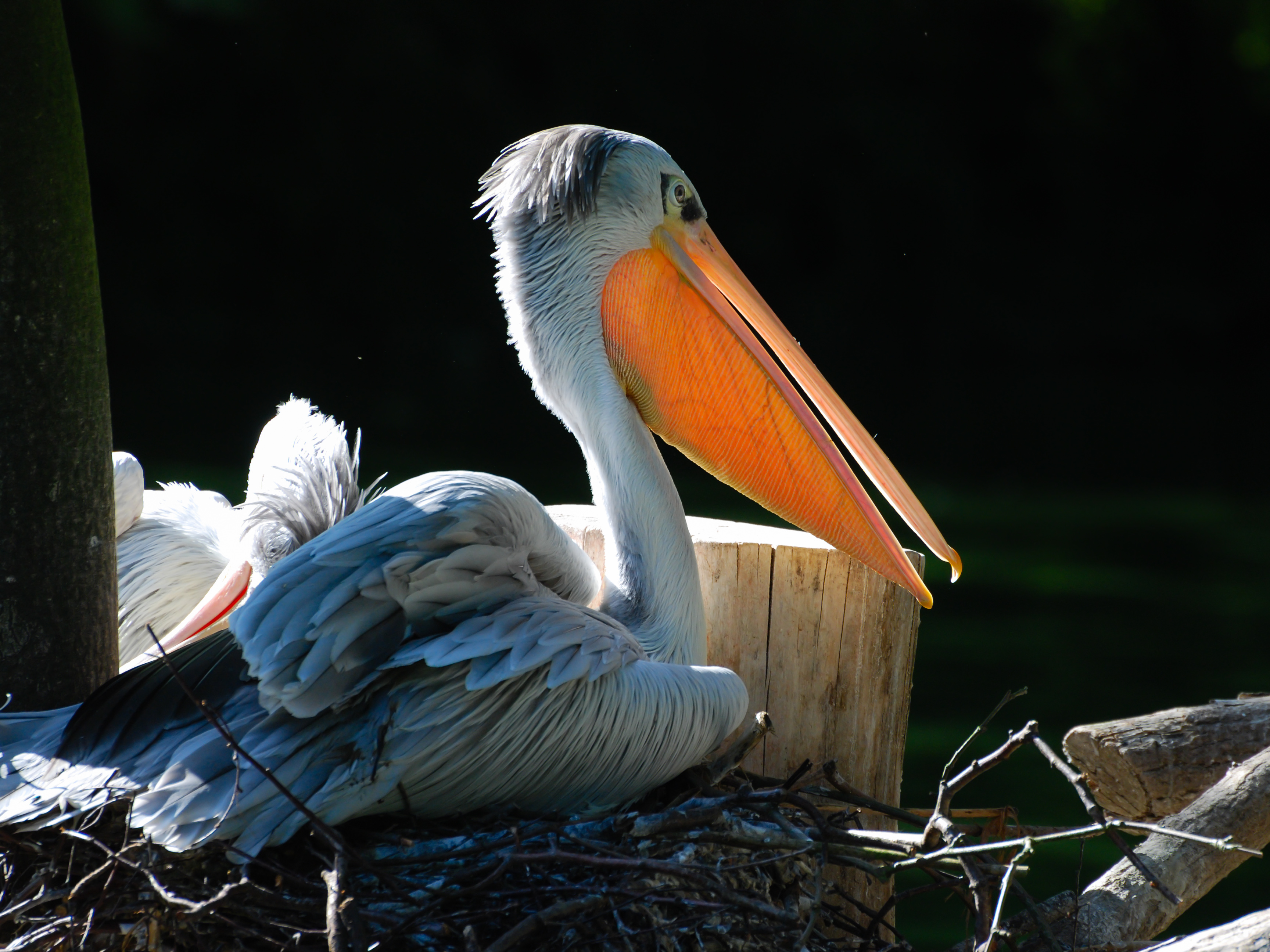
Rötelpelikan
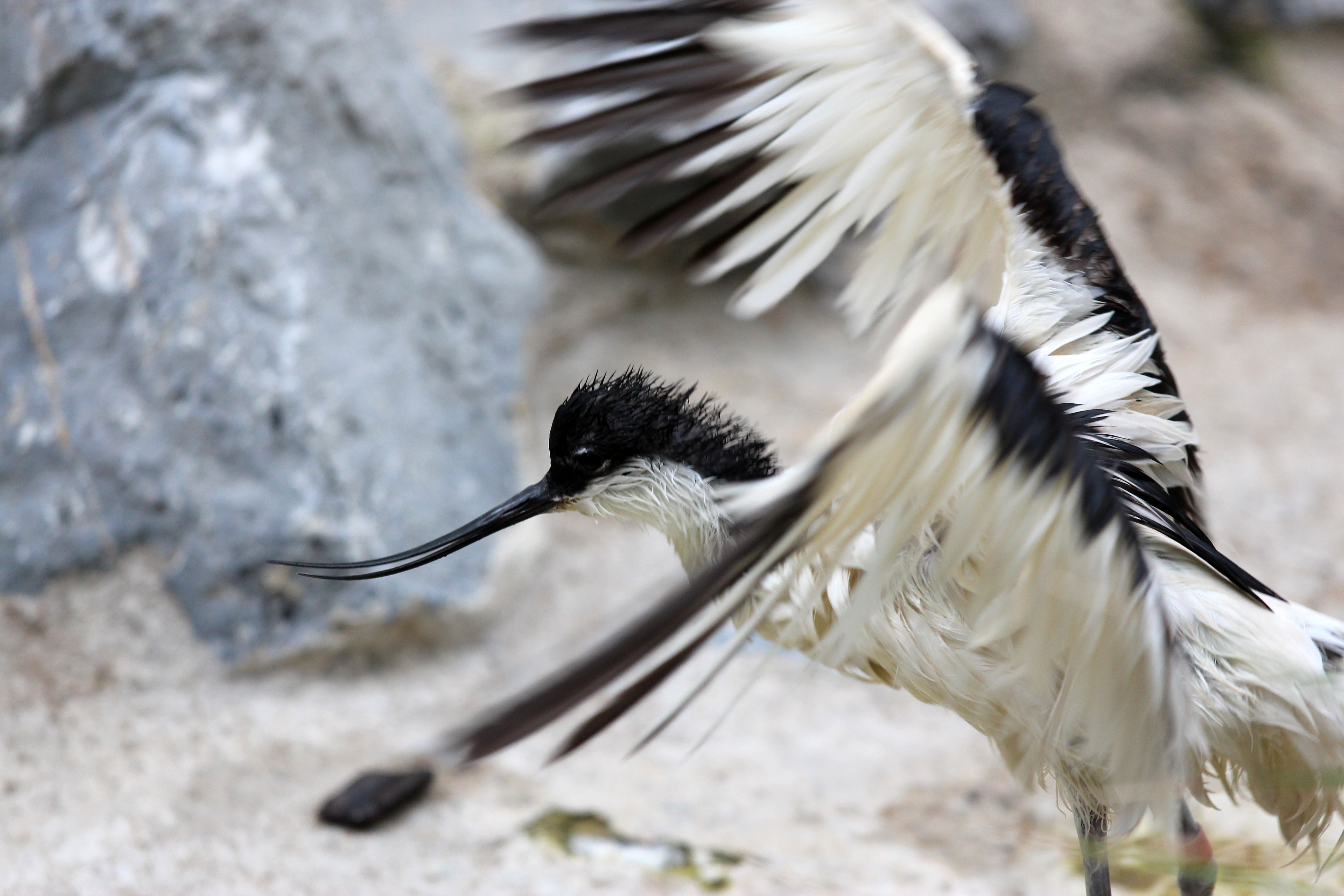
Säbelschnäbler

Fische und sonstige Wassertiere
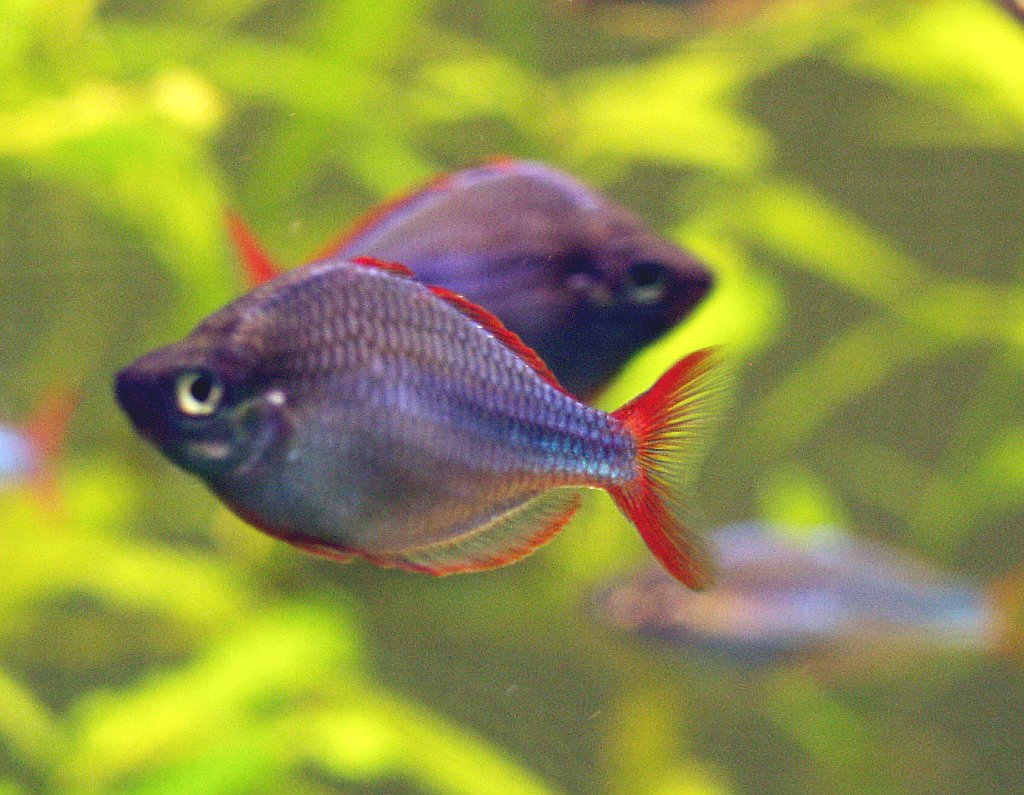
Diamant-Regenbogenfisch
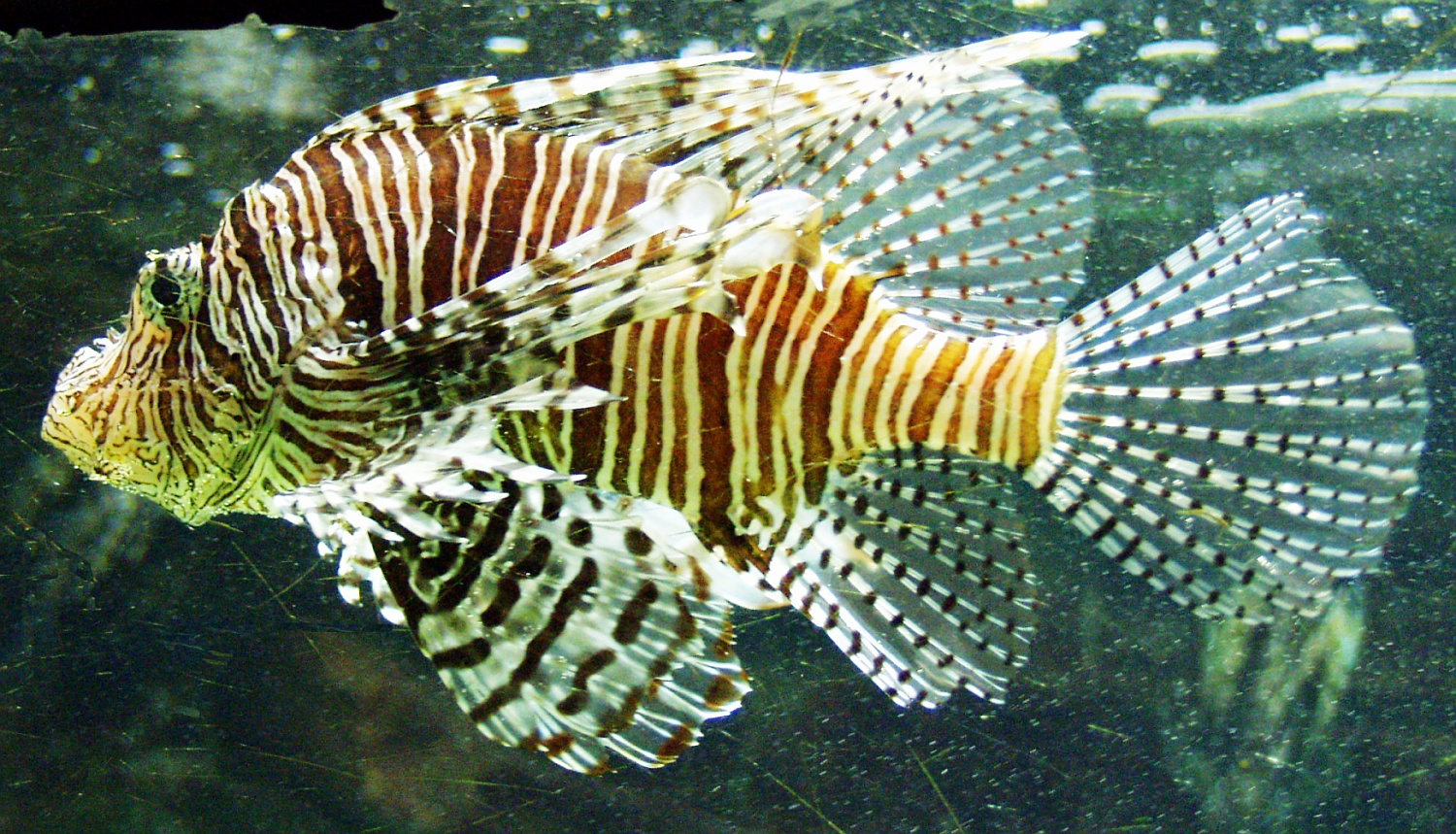
Pazifischer Rotfeuerfisch
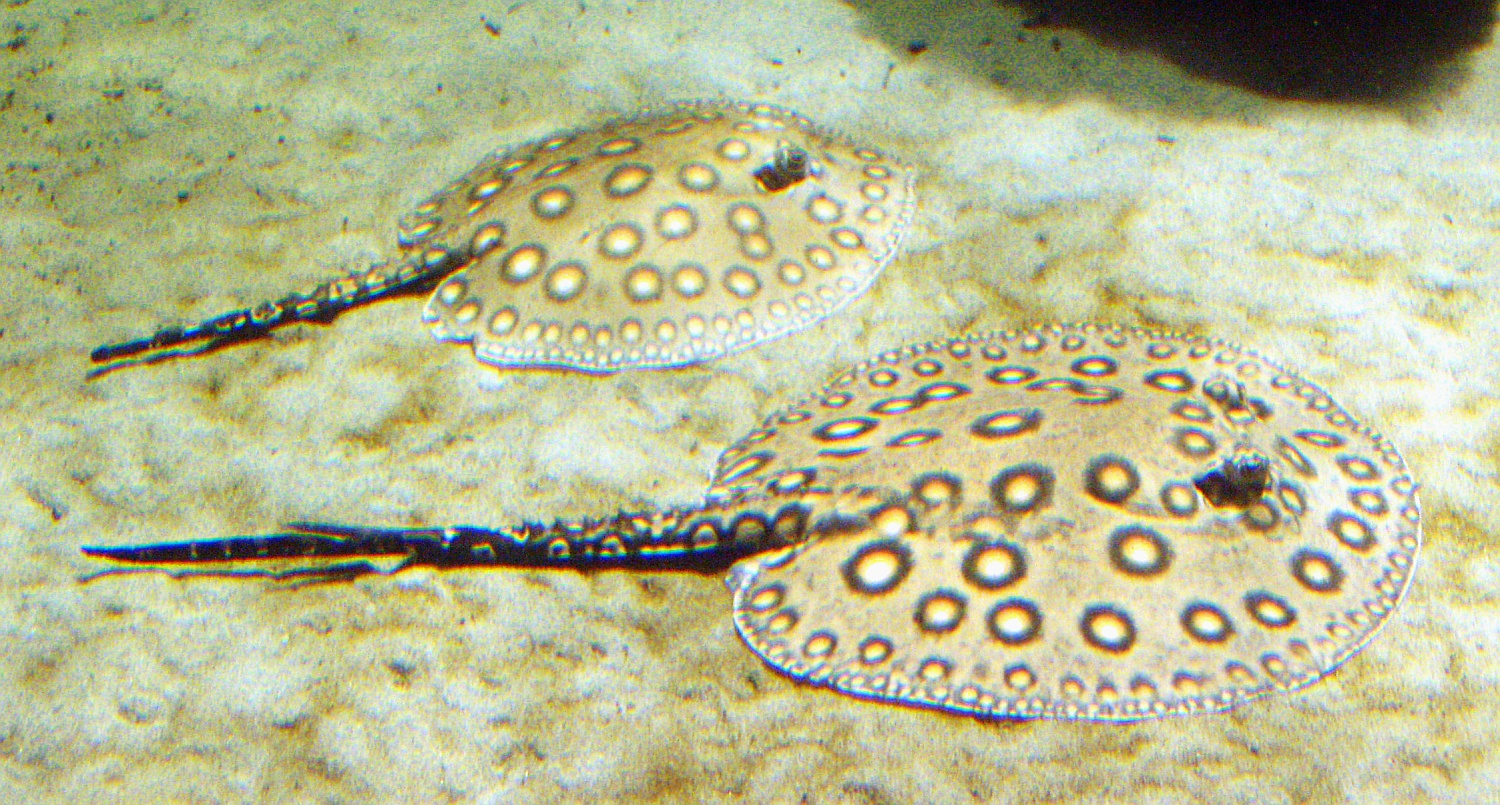
Pfauenaugen-Stechrochen
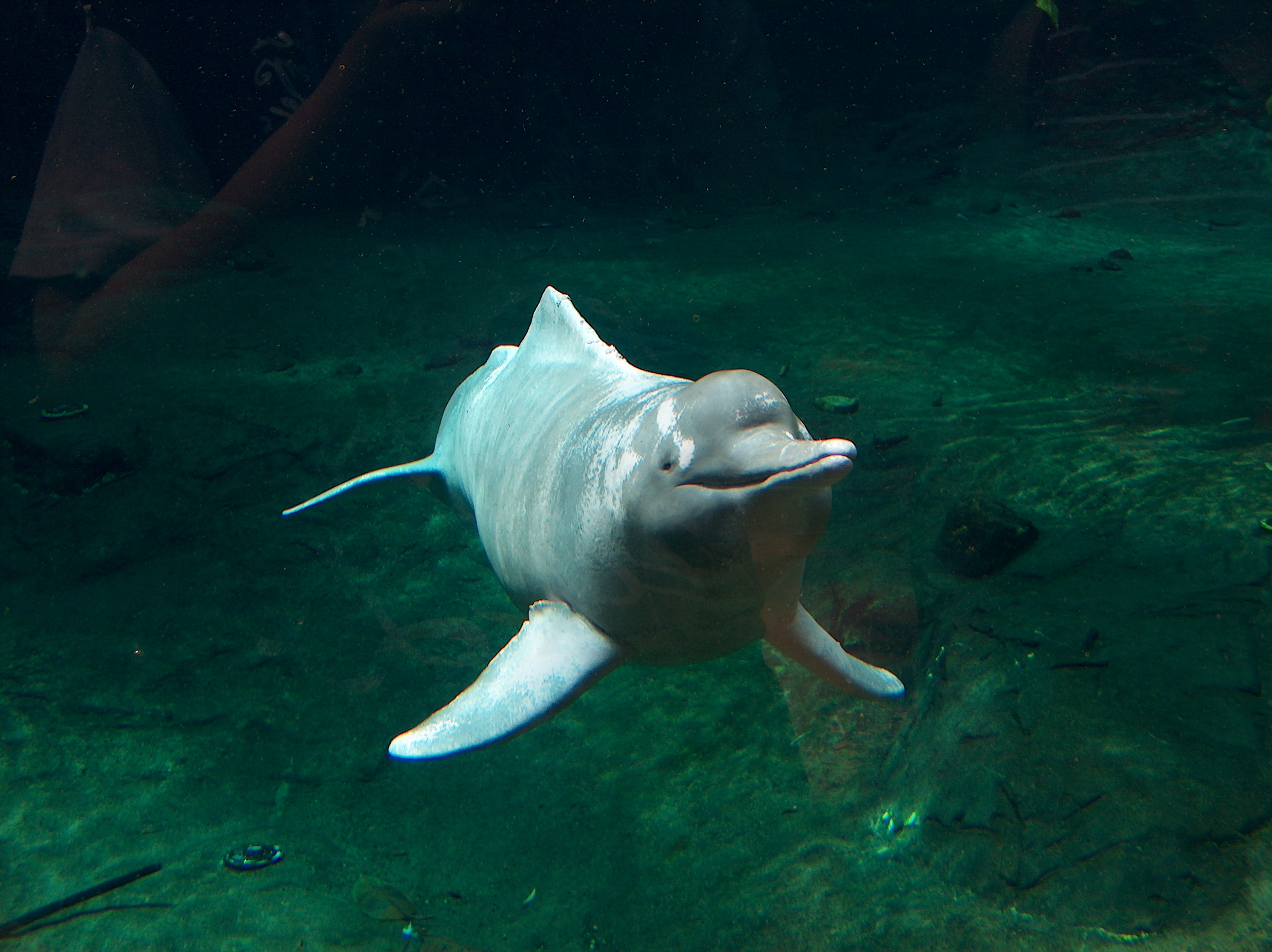
Amazonasdelfin

- Reptilien
- Leguane

## Die bedeutendsten Gehege

### Delfinarium

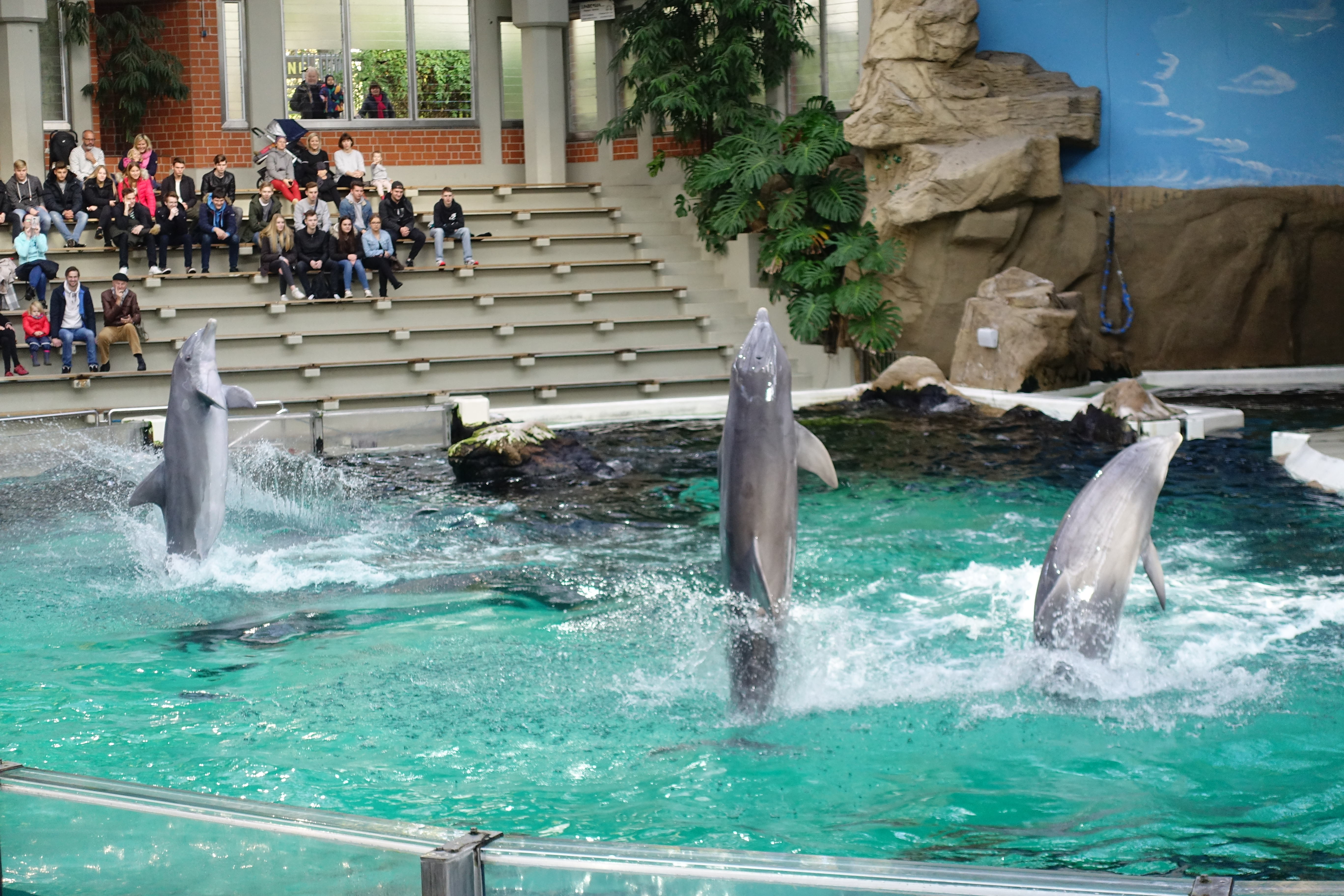
Delfine in einer Show des Delfinariums Duisburg, November 2018

Das Delfinarium besteht aus dem 1995 eröffneten Neudelfinarium und mehreren Nebenbecken sowie dem sogenannten Altdelfinarium aus den 1960ern (siehe oben). Dabei sind Hauptbecken und Altdelfinarium durch einen Schwimmkanal verbunden. Das Delfinarium wird von den acht Großen Tümmlern „Ivo“, „Pepina“, „Delphi“, „Daisy“, „Dörte“, „Debbie“, „Dobbie“ und „Dora“ bewohnt, welche in einem Mehrbeckenkomplex leben, der annähernd drei Millionen Liter Meerwasser fasst. Das Wasser wird nicht chemisch, sondern auf rein biologische Weise mit speziellen, vom Zoo Duisburg gemeinsam mit dem Forschungszentrum Jülich entwickelten Eiweißabschäumern unter der Hinzufügung von Ozon gereinigt. So wird Wasser erzeugt, wie es im optimalen Fall auch im Meer sein sollte, aber aufgrund der Verunreinigung der Ozeane nicht ist. Es ist eines der letzten Delfinarien in Deutschland, da fast alle anderen aufgrund ihrer nicht artgerechten Haltung schließen mussten.
Je nach Jahreszeit finden täglich zwei bis drei öffentliche Trainingseinheiten in dem großen, etwa 1400 Besucher fassenden Delphinarium statt. Für die Besucher ist die Anlage zwischen den Trainingseinheiten in der Woche (nicht an Sonn- und Feiertagen) kostenfrei geöffnet. Es werden regelmäßig Aktionen angeboten, wie z. B. „Tierpfleger für einen ½ Tag“ oder „Kindergeburtstage“.
Es wurden in Duisburg seit der Beginn der Erstzucht im Jahr 1978 elf Delfinjungtiere großgezogen: Duphi (1988, inzwischen verstorben), Delphi (1992, Tochter von Flapine), Daisy (1996, Tochter von Pepina), Duke (2001, Sohn von Pepina, inzwischen gestorben), Donna (2007, Tochter von Pepina, seit 2014 im Tiergarten Nürnberg) und Dolly (2007, Tochter von Delphi, ebenfalls 2014 nach Nürnberg umgesiedelt), Diego (2011, Sohn von Pepina, 2016 nach Lanzarote umgesiedelt), Dörte (2011, Tochter von Delphi) und Darwin (2011, Sohn von Daisy, 2016 nach Lanzarote umgesiedelt), Debbie (2015, Tochter von Delphi), Dobbie (2016, Sohn von Pepina) und Dora (Tochter von Delphi). Dolly ist der erste Delfin im Zoo Duisburg, der in zweiter Generation geboren wurde, da auch das Muttertier Delphi bereits im Zoo zur Welt kam. 2011 und 2015 wurde Delphi erneut Mutter und auch die 1996 in Duisburg geborene Daisy bekam ein Jungtier. Somit wurden in Duisburg bereits vier Delfine in zweiter Generation geboren. Noch heute erweist sich die Nachzucht der Delfine als sehr schwierig, da neugeborene Delfine über kein ausgeprägtes Immunsystem verfügen und somit sehr anfällig gegenüber Krankheitserregern sind. Zum Schutz der Jungtiere wurde das Altdelfinarium von 1968, das mit dem Neudelfinarium von 1995 über einen Schwimmkanal verbunden ist, zu einem geschützten Ort umfunktioniert, wo Mutter und Jungtier während der ersten Lebenswochen abgeschirmt leben können.
In den fünf Jahren von 2007 bis einschließlich 2013 hieß die Anlage RWE-Delfinarium. Der entsprechende Sponsoringvertrag mit der RWE AG lief aus, auf dessen Grundlage der Zoo jährlich mit einer Million Euro unterstützt worden war.
Fast alle Delfine, die heute in Duisburg leben, sind dort geboren. Von den Wildfängen leben noch zwei Große Tümmler, die in den frühen achtziger Jahren gefangen wurden und 1992 bzw. 1999 von anderen Einrichtungen aus nach Duisburg kamen. In Duisburg wurden in diesem Jahrhundert mehr Delfine geboren als gestorben sind. Damit gilt die Zucht als nachhaltig.

### Koalahaus

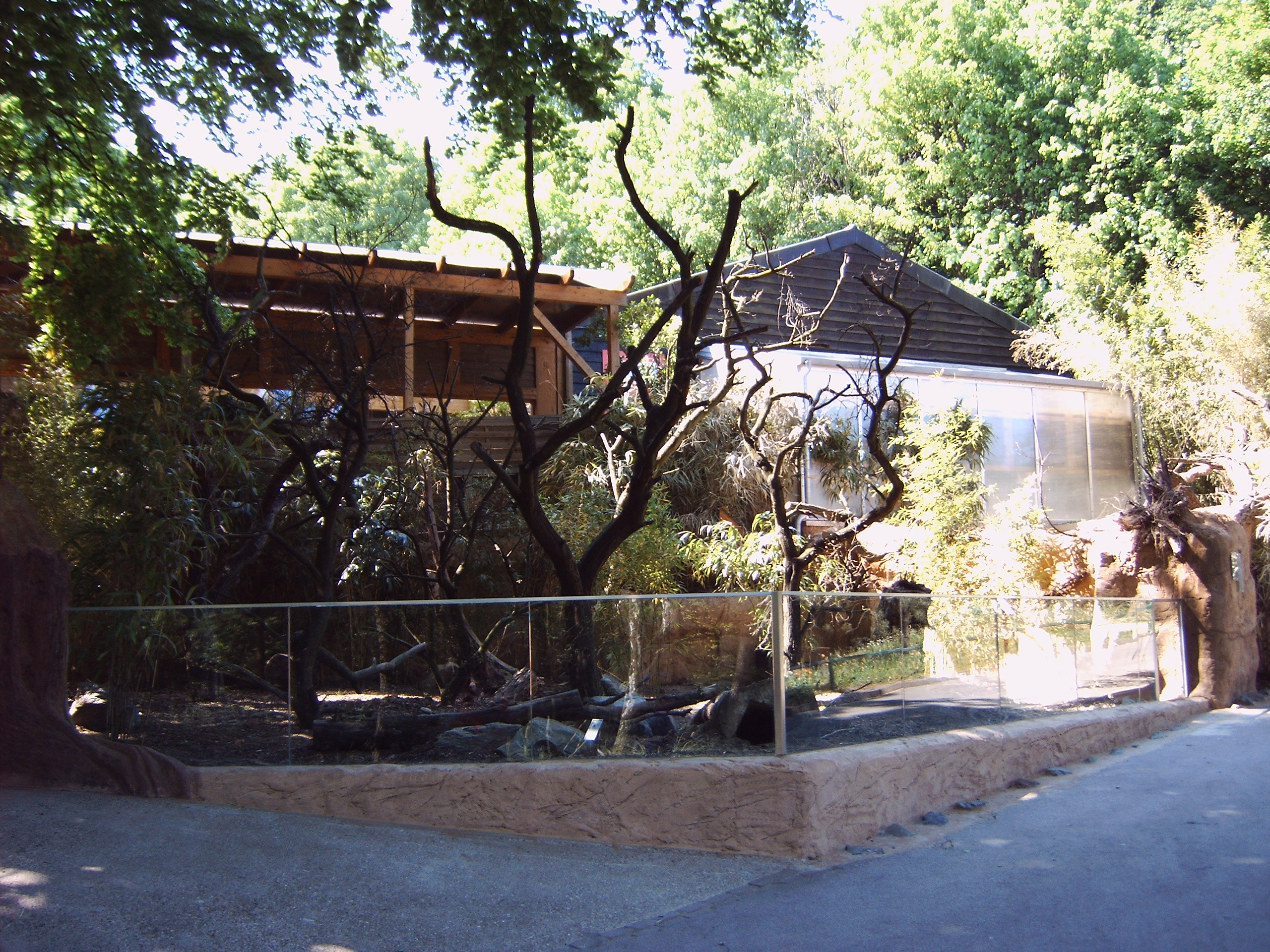
Koalahaus im Duisburger Zoo

Im Jahr 1994 betrat der Zoo Duisburg Neuland mit der Haltung von Koalas. Zuvor galt dies in Mitteleuropa aufgrund der Futterlogistik als unmöglich. Als ausgesprochene Nahrungsspezialisten sind Koalas auf frische Eukalyptusblätter angewiesen, die in Mitteleuropa nicht ganzjährig verfügbar sind. Erst dank einer Vereinbarung mit der Fluggesellschaft LTU (2007 übernommen von Air Berlin), die die benötigte Eukalyptusnahrung von einer speziellen Plantage in den USA wöchentlich einfliegt, konnte eine dauerhafte Koalahaltung garantiert werden. Diese Lieferungen wurden 2013 ausgesetzt, aber 2014 wieder aufgenommen. Seit 2018 unterstützt der Flughafen Düsseldorf den Zoo bei der Versorgung der Beuteltiere.
Die Koalas sind von den Besuchern durch eine Glasscheibe getrennt. Im Besucherraum finden sich Informationen zum Thema Koalas und Australien, sowie die Geschichte, wie die Koalas in den Zoo gelangt sind. Dazu passend gibt es im Koalahaus eine dauerhafte Foto-Ausstellung des Naturfotografen Ingo Öland zu sehen, die auf 22 großformatigen Motiven Australiens Landschaften und deren Tierwelt zeigt. Im Jahr 1995 gelang im Zoo Duisburg die erste erfolgreiche Aufzucht eines Koalas in Europa. Seither konnten regelmäßig Jungtiere großgezogen werden, so dass der Zoo Duisburg heute zu den führenden Haltern von Koalas weltweit zählt. In der Außenanlage können die Koalas, sofern es die Wetterverhältnisse zulassen, im Sommer auch außerhalb des Koalahauses beobachtet werden.
2024 mussten fünf von neun Tieren eingeschläfert werden, nachdem sie sich auch nach aufwendigen Rettungsmaßnahmen nicht von schweren Verdauungsproblemen erholen konnten. Ursache dafür sei eine Krankheit gewesen, welche die Darmflora der Beutelsäuger verändert habe.

### Tropenhalle Rio Negro
Die im Jahr 2005 eröffnete Tropenhalle Rio Negro stellt einen Ausschnitt aus dem südamerikanischen Regenwald dar. Kernstück ist das Wasserareal für den sehr seltenen, im Süßwasser heimischen Amazonas-Flussdelfin. Das Areal ist naturnah gestaltet und zum Besucherbereich mit einer über acht Meter langen und gewölbten Glasscheibe abgetrennt. Die Halle ist natürlich gestaltet, teilweise mit Kunstfels-Boden, einem hölzernen Ausguck in den Baumwipfeln, vielen Pflanzen und freilaufenden Tieren wie Tamanduas, Faultieren, Krallenaffen und verschiedenen Vogelarten. Im Jahr 2021 wird die Halle um eine neue Anlage erweitert, denn dann zieht eine Kolonie Blattschneider-Ameisen in Duisburg ein. Über einen Besuchertunnel ist die Tropenhalle mit dem angrenzenden Aquarium verbunden. Hier hat man auch Einblick in den Innenbereich des im Jahr 2008 neu gestalteten Geheges der Riesenotter, das sich im Außenbereich mit großem Wasser- und Landteil bis an den Eingang der Tropenhalle erstreckt. Im Jahr 2009 gelang dem Zoo Duisburg erstmals die Zucht der seltenen Riesenotter. 2019 wurde das in Duisburg geborene Riesenotterweibchen im Rahmen des Europäischen Erhaltungszuchtprogramms nach Argentinien überführt, um im Nationalpark Iberá ausgewildert zu werden. Damit sind Alondra und ihr in Dänemark geborener Partner Coco die ersten Riesenotter, die von zoologischen Gärten für ein Ansiedlungsprojekt zur Verfügung gestellt wurden.
Im Dezember 2020 schläferte der Zoo den letzten verbliebenen Amazonasdelfin Baby im Alter von 46 Jahren ein; er hatte bis dato das Wasserareal als einzelgängerisch lebende Tierart gemeinsam mit verschiedenen südamerikanischen Fischarten bewohnt. Seit dem Jahr 2022 wird das Becken von Karibischen Nagelmanatis bewohnt.

### Tigergehege
Der im März 2016 eröffneten Neuanlage für Sibirische Tiger folgten im Juni die Geburt der Zwillinge „Makar“ und „Arila“. Das großzügige Areal erstreckt sich über die Fläche des ehemaligen Walariums. Zwei voneinander getrennte, naturnahe Außenanlagen stehen den Tieren zur Verfügung, verschiedene Teichanlagen und Bachläufe laden zum Baden ein. Nicht nur an den Scheiben und über den Wassergraben haben die Besucher Einblick in das Reich der Sibirischen Tiger – einer höher gelegenen Aussichtshütte ermöglicht einen Perspektivwechsel.

### Äquatorium
Das aus dem Jahr 1962 stammende Äquatorium beherbergt noch heute einen außergewöhnlichen Tierbestand – von der Roloway-Meerkatze bis zum Gorilla. Der Name des Hauses bezieht sich auf die Tatsache, dass Tiere aus der Äquatorregion gehalten werden – neben Affen u. a. auch Faultiere, Schildkröten, Zwergflusspferde und verschiedene Vogelarten.
Im Jahr 2002 wurde der Gorilla-Busch, eine große Freianlage für Flachlandgorillas, eröffnet. Im Herbst 2005 eröffnete der neue, von der Firma ThyssenKrupp gespendete Ost-Eingang, hinter dem man Gebirgsloris in einer Voliere sehen kann.
Der gegenüber gelegene West-Eingang wurde bereits 2001 mit Unterstützung der Duisburger Stadtwerke neu gestaltet und beinhaltet eine moderne Anlage für Zwergflusspferde. Im Dezember 2014 wurde das Zwergflusspferdmännchen „Nokoko“ geboren – ein seltenes und für die Zucht wichtiges Ereignis, weil bei den Zwergflusspferden meistens Weibchen geboren werden. Ende 2017 gab es erneut Nachwuchs – Flusspferdweibchen Jamila wurde geboren und wuchs in den folgenden Jahren in Duisburg heran. Nach ihrer Abgabe im Rahmen des Europäischen Erhaltungszuchtprogramms für diese stark bedrohte Tierart vermeldete der Zoo Ende 2020 erneut die Geburt eines Zwergflusspferds. Das Äquatorium wird ebenso wie das Delfinarium seit 2010 über eine moderne Holzhackschnitzelheizung beheizt.

### Aquarium
Im Juli 2015 wurde nach dreijährigem Umbau das Aquarium, das älteste noch erhaltene Gebäude des Zoos, wiedereröffnet. Die Architektur des Hauses wurde kaum verändert, allerdings wurde das gesamte Gebäude technisch auf den neuesten Stand gebracht, energetisch wurde auf Nachhaltigkeit und Energiesparen geachtet, und die Becken sind umfassend erneuert worden. Größtes Becken ist ein 22.000 Liter fassendes Riffbecken mit mehr als 1500 Fischen. Neu sind auch ein 120 Zentimeter großer Quallenkreisel, ein Seepferdchenbecken sowie ein Wasserfallbecken. Außerdem wurden die Themenbecken neu gestaltet, in denen von der Quelle bis zum Meer die verschiedenen Lebensräume dargestellt werden. Am 17. Juni 2014 wurde eine neue, naturnahe Anlage für Chinesische Riesensalamander eingeweiht. Die Nachbildung eines chinesischen Gebirgsabschnitts mit Bach und Felsen hat rund 150.000 Euro gekostet. Einblicke gewährt eine breite Glasfront. Der Chinesische Riesensalamander (Andrias davidianus), eine archaische Amphibienart, wird bis zu 180 Zentimeter lang und bis zu 50 Kilogramm schwer. Im Jahr 2019 wurde das Aquarium um ein kreisrundes Becken erweitert, welches von der Duisburger Firma octeo gesponsert wurde. Es ist das Zuhause von Oktopus Teo.

### Streichelzoo
2011 wurde ein großer Streichelzoo eröffnet, der mit dem angrenzenden Kinderspielplatz zur neuen Sparkassen-Erlebniswelt vereint wurde. Neben dem Spielplatz bietet das Areal einen großen Bauernhof mit heimischen Haustieren, einer begehbaren Anlage mit Schafen und Ziegen, ein südamerikanisches Gehege mit Alpakas sowie das große Entdeckerhaus mit verschiedenen Tierarten. Themenschwerpunkt der Erlebniswelt ist der Werdegang vom Wildtier zum Haus- und Nutztier.

### Brillenbärenanlage

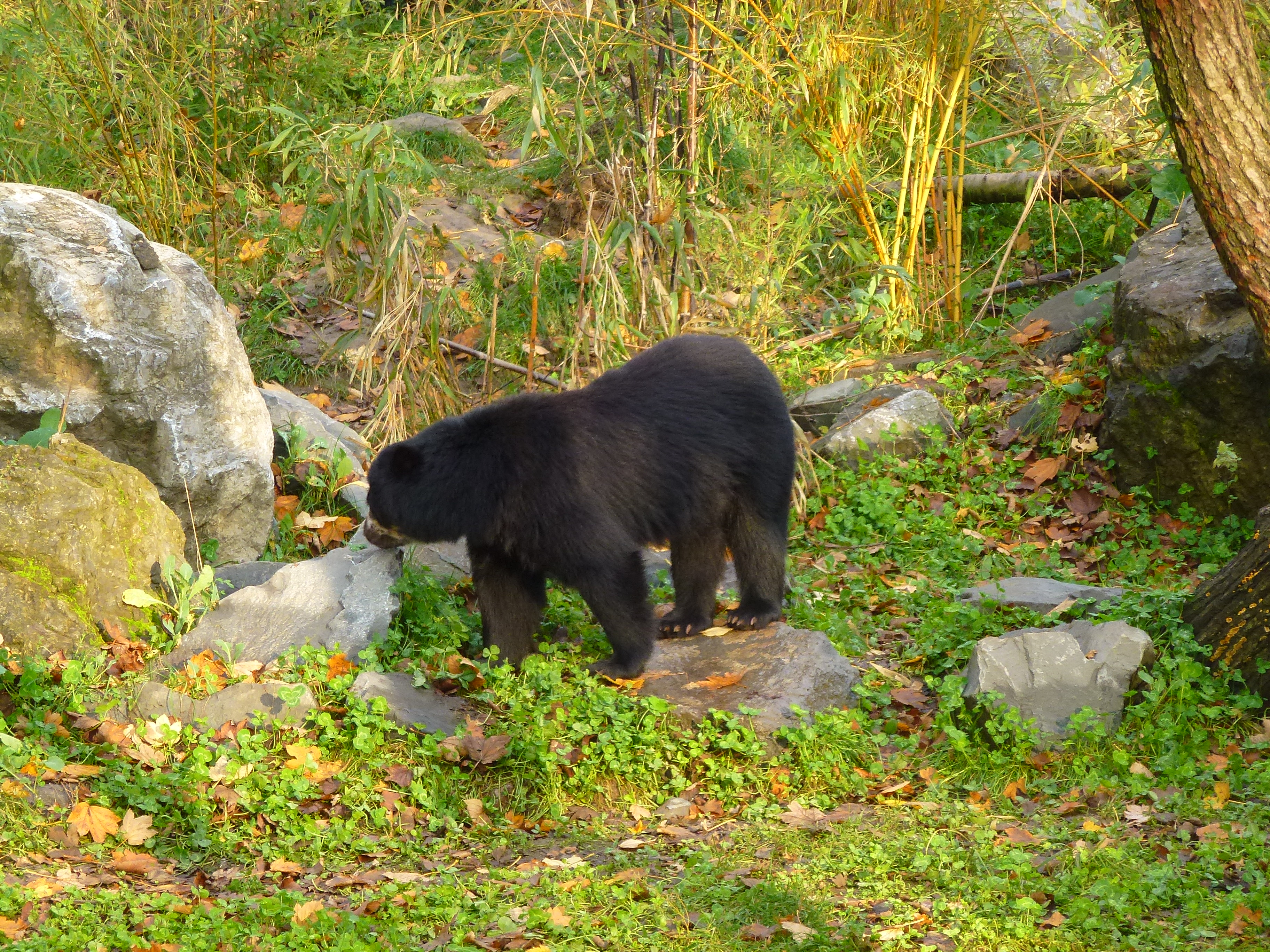
Brillenbär in der neuen Anlage

Anstelle der alten, aus den frühen 1980er Jahren stammenden, Kodiakbäranlage wurde im Jahr 2012 eine wesentlich größere, naturnah gestaltete Anlage für südamerikanische Brillenbären eröffnet, die zum Großteil mit Geldmitteln des Fördervereins des Zoos finanziert wurde. Verschiedene Blicknischen, unter anderem über einen Teich, aus Besucherhütten heraus oder durch hohe Sichtscheiben, erschließen den Besuchern das üppig bepflanzte und mit Kletterbäumen ausgestattete Gehege. Schon im Oktober 2013 kam der erste Nachwuchs zur Welt. Der Zoo feiert den Zuchterfolg als Sensation, denn Brillenbären gehören zu den stark bedrohten Arten: Rund 70 Tiere leben derzeit in europäischen Zoos, und lediglich vier bis fünf Jungtiere werden dort pro Jahr geboren.

### Fossa-Anlage

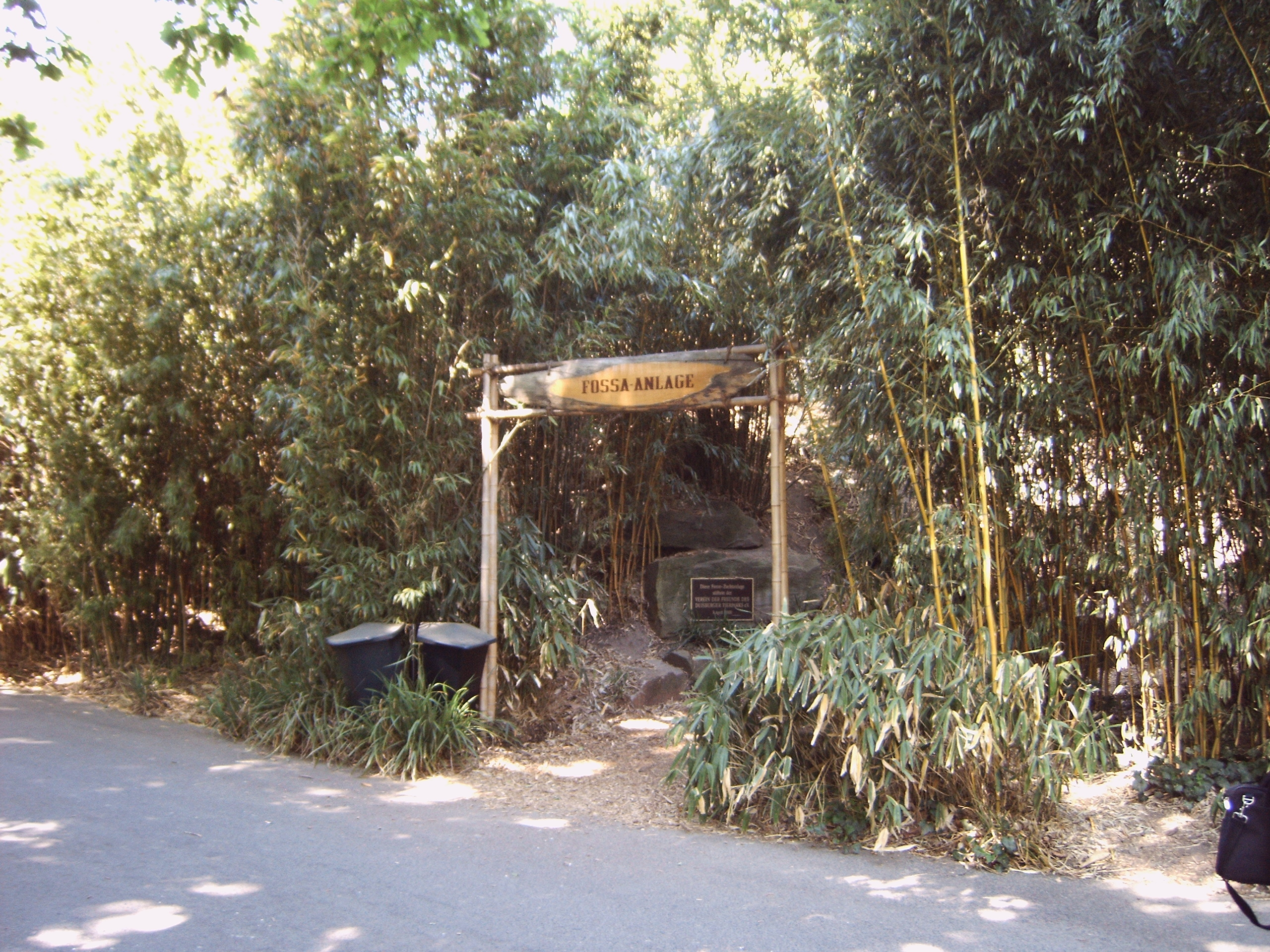
Fossaanlage im Duisburger Zoo

Die Fossa-Anlage ist mit viel Bewuchs und kleinen Wasseranlagen als Simulation des natürlichen Lebensraums der Fossa gedacht. Die Zuchterfolge gelten als die größten weltweit.
Seit 1994 koordiniert der Zoo das Europäische Erhaltungszuchtprogramm (EEP) und seit 2000 das Internationale Zuchtbuch für diese Art.
Die Fossa-Anlage wurde im Jahre 2000 vom Verein der Duisburger Zoofreunde gespendet. Über einen vom Zoo Duisburg initiierten Fossa-Fonds werden Schutzprojekte auf Madagaskar finanziert. Im Zoo Duisburg lebt die europaweit größte Zoopopulation der gefährdeten Fossas. Sieben Gehege hinter den Kulissen und die drei für den Besucher einsehbaren Anlagen bilden einen individuell unterteilbaren Gehege-Komplex. Dies ermöglicht dem Zoo-Team, individuell auf die Bedürfnisse der einzelgängerischen Fossas zu reagieren und erwachsene Tiere während der Paarungszeit behutsam zusammenzuführen. Auch die Kinderstube der Fossas ist hinter den Kulissen untergebracht, mit ihrem Vater haben die Kleinen aber keinen Kontakt. Fossas sind Einzelgänger und treffen nur zur Paarungszeit aufeinander. Daher ziehen die Weibchen den Nachwuchs auch alleine auf.
Als im Zoo Duisburg vor knapp 40 Jahren die erste Fossa in einem deutschen Zoo geboren wurde, dachte noch niemand daran, dass sich Duisburg zum weltweit erfolgreichsten Zuchtzentrum der eleganten Raubtiere entwickeln würde. Zuvor war die Zucht nur im französischen Montpellier gelungen – und diese, weltweit erste in Menschenobhut aufgezogene Fossa wurde das erste Zuchtweibchen im Duisburger Zoo. Seit Beginn der Fossahaltung in Duisburg konnten annähernd 70 Tiere erfolgreich aufgezogen und an rund 30 Einrichtungen in 15 Ländern abgegeben werden. Aufgrund der einzigartigen Erfolge begründete der Zoo in Duisburg 1994 daher das Europäische Erhaltungszuchtprogramm (EEP) und einige Jahre später das Internationale Zuchtbuch (ISB) für die bedrohte Tierart und koordiniert beide seitdem. Seit Anfang 2016 ist Johannes Pfleiderer, zoologischer Leiter in Duisburg, verantwortlich für den europäischen Zoobestand der charismatischen Raubtiere und stimmt sich über das Internationale Zuchtbuch mit den zuständigen Kollegen in anderen Weltregionen ab. Die Fossa-Anlage wurde im Jahre 2000 vom Verein der Duisburger Zoofreunde gespendet. Über einen vom Zoo Duisburg initiierten Fossa-Fonds werden Schutzprojekte auf Madagaskar finanziert.

### Chinesischer Garten
Der Chinesische Garten, der im Jahr 1988 mit Originalmaterialien aus China errichtet wurde, ist ein Geschenk der Duisburger Partnerstadt Wuhan an die Stadt Duisburg. Neben einer charakteristischen chinesischen Gartengestaltung mit großer Teichanlage sowie allerlei landestypischen Pflanzen, wie z. B. Lotosblüten, Kirschbäumen und verschiedenen Bambusgräsern, entstanden typische chinesische Bauten, wie z. B. der Eingangs- und Bergpavillon, die Halle des Glücks, der Wasserpavillon oder die Bogenbrücke. Verschlungene und unebene Wege sollen Geister aus dem Garten fernhalten. Mit der Bauart der Brücke zeigen die Chinesen das Ziel des Lebens, in welchem man Höhen und Tiefen durchlebt. Daher sind die Treppenstufen unterschiedlich hoch und tief. Die niedrigen Brüstungen im Bereich des Pavillons und auf der Brücke wurden in Anlehnung an die traditionelle Bauart des kaiserlichen Gartens in Peking errichtet. Neben dem auch als Garten des Kranichs bezeichneten Chinagarten sind einige Tierarten aus dem fernen Osten, wie Muntjaks und Kleine Pandas, beheimatet.

### Schildkröten-Außenanlage

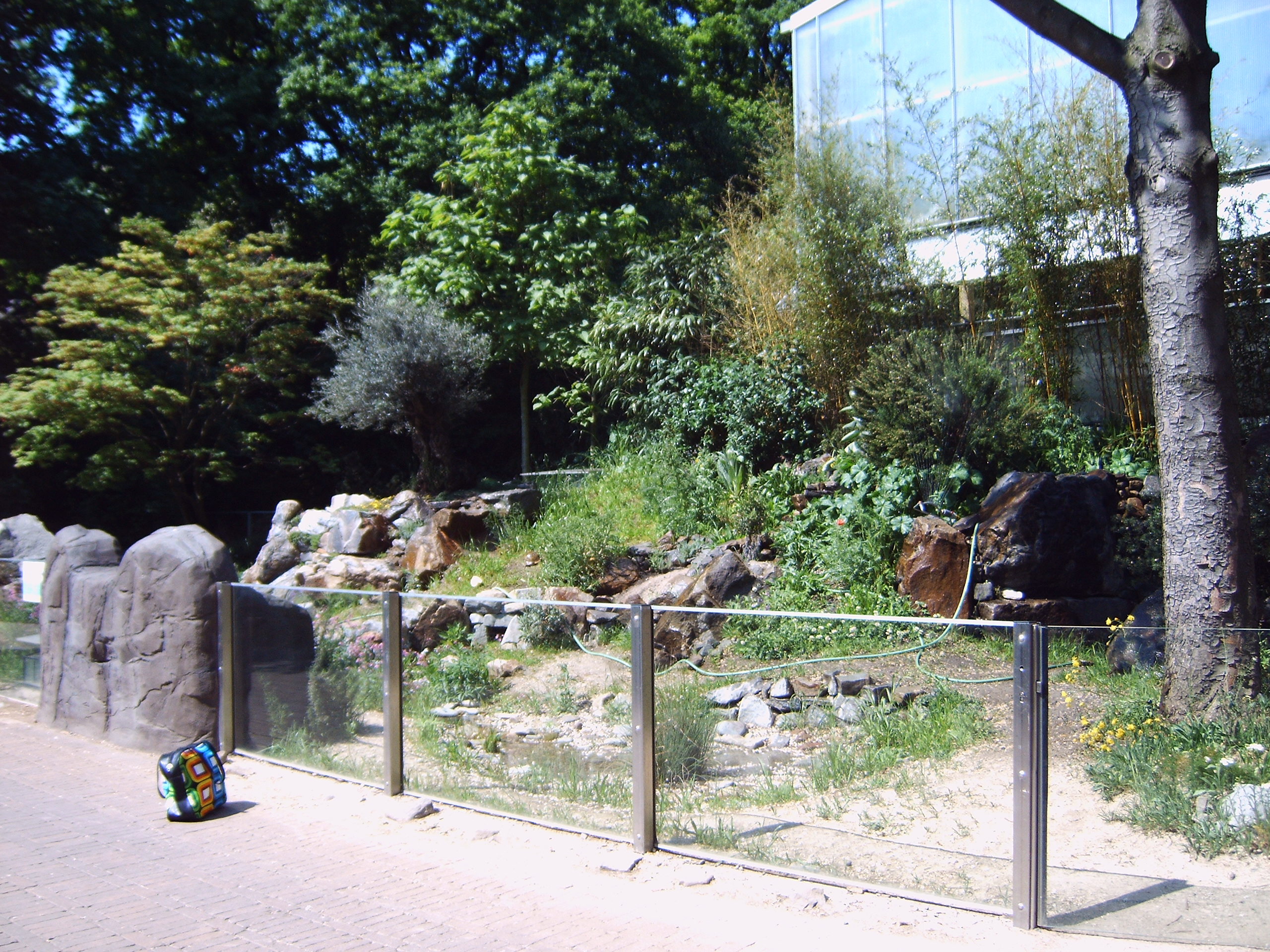
Schildkröten-Außenanlage im Duisburger Zoo

Im Jahre 2006 wurde der Außenbereich der Tropenhalle Rio Negro als ein Gehege für Landschildkröten angelegt. Das nach Süden ausgerichtete Gehege orientiert sich an dem natürlichen Lebensraum der Schildkröten. So gibt es einen natürlichen Bachlauf und viele steinerne Höhlen und andere Unterschlupfe als Rückzugsmöglichkeit. In der Anlage gibt es zudem einige aus Plexiglas gefertigte Wärmehütten, in die sich die Schildkröten jederzeit zurückziehen können, um sich aufzuwärmen. Die Schildkröten ernähren sich vom üppigen und vielfältigen Bewuchs in der Anlage. Einige Schritte weiter befindet sich die Anlage für Seychellen-Riesenschildkröten mit einem Gewächshaus als Warmhaus und einer angrenzenden Außenanlage.

### Zoobrücke
Seit den 1960er Jahren erstreckt sich das Gelände des Zoo Duisburg auf beiden Seiten der Bahnstrecke Duisburg-Wedau–Bottrop Süd und der Bundesautobahn 3. Als Verbindung zwischen den beiden Zoohälften diente seit Beginn die Expo-Brücke, eine schmale Fußgängerbrücke mit einem 50 Meter hohen Stahlpylon, der zum architektonischen Erkennungszeichen der Stadt Duisburg wurde.
Aufgrund einer Erweiterung der Autobahn auf insgesamt sechs Fahrspuren wurde die Expo-Brücke im Jahr 2000 zum Forsthausweg versetzt, und man entschied sich für eine neue bis zu 30 Meter breite Landschaftsbrücke am bisherigen Standort. Markenzeichen der Zoobrücke sind übermannsgroße Bäume, die in der Form der Buchstaben ZOO gewachsen und beschnitten sind. Sie machen von der Autobahn die Durchreisenden schon von weitem auf den Zoo Duisburg aufmerksam.

## Zwischenfälle
Am Abend des 31. August 2015 konnte ein Orang-Utan durch einen nicht korrekt gesicherten Schieber in ein Nachbargehege gelangen. Er geriet mit dem dortigen Männchen in Streit, woraufhin er panikartig durch ein Oberlicht flüchtete. Beim Versuch, den Außenzaun des Zoos zu überklettern, musste er von einem entsprechend schießberechtigten Zoomitarbeiter erschossen werden, da befürchtet wurde, dass bei dem Menschenaffen ein Narkoseschuss zu langsam wirken würde, so dass er noch die Straße außerhalb des Zoos erreichen könnte. Die aus Sicherheitsgründen angerückte Polizei sowie Feuerwehr brauchten nicht einzugreifen. Da der Ausbruch nach der regulären Zooöffnungszeit stattgefunden hatte, bestand für Zoobesucher keinerlei Gefahr, da diese sich zu diesem Zeitpunkt nicht mehr auf dem Gelände befanden.
Im März 2021 gab der Zoo bekannt, dass vier Schwarzschwanz-Seidenaffen innerhalb weniger Tage verstarben. Eine Obduktion der Tiere gab Aufschluss, dass Veränderungen an Leber, Niere und Milz zum Tod der Tiere geführt haben.

## Fernsehsendung
Das ZDF strahlte ab Juni 2006, mit fünfmonatiger Pause, die 192-teilige Doku-Serie „Ruhrpott-Schnauzen“ aus. Sie lief montags bis freitags von 15:15 Uhr bis 16:00 Uhr und berichtete über Geschichten aus dem Zoo Duisburg. Die Ausstrahlung der bisher letzten Staffel endete am 8. Juli 2008.
Vom 20. Oktober 2008 bis 13. August 2010 war der Zoo Duisburg (neben der Zoom Erlebniswelt Gelsenkirchen, Zoo Wuppertal, Meeresmuseum und Ozeaneum Stralsund, Tiergarten Schönbrunn in Wien und dem Aquazoo Düsseldorf) in der Nachfolgesendung „Tierische Kumpel“ am selben Sendeplatz vertreten. Wiederholungen werden auf ZDFneo ausgestrahlt.

## Veranstaltungen
Im Juni 2018 und '19 fand der Galaktische Tag statt, einer Veranstaltung in der sich Besucher als Science-Fiction-Charaktere z. B. aus Star Wars verkleiden (Cosplay) und eine Parade durch den Zoo veranstalten. Weitere Veranstaltungen sind Schulferienaktionen, Nachtsafaris für Erwachsene, Seminare zu den Tieren und Themenwochenden- und Führungen wie das Australienwochenende.
Regelmäßig und mehrmals am Tag findet das öffentliche Training der Delfine statt, sowie kommentierte Fütterungen bei Seelöwen und Gorillas. Beim Wiegen der Koalas (mittwochs und sonntags um 11.00 Uhr) erfahren die Besucher allerhand wissenswertes über die Biologie, Ernährung und Lebensweise der so schläfrig wirkenden Beuteltiere.
Im August 2019 zeichnete die Alzheimer Gesellschaft Duisburg den Zoo als ersten demenzfreundlichen Zoo in Nordrhein-Westfalen aus. Seitdem finden regelmäßig speziell konzipierte Führungen für Menschen mit Demenz statt, bei denen der Schwerpunkt auf dem Erinnerungswert der Teilnehmer liegt.